# Antoni Gaudí
Antoni Gaudí i Cornet o Antonio Gaudí (Reus o Riudoms, 25 de junio de 1852-Barcelona, 10 de junio de 1926) fue un arquitecto español, máximo representante del modernismo catalán.
Gaudí fue un arquitecto con un sentido innato de la geometría y el volumen, así como una gran capacidad imaginativa que le permitía proyectar mentalmente la mayoría de sus obras antes de pasarlas a planos. De hecho, pocas veces realizaba planos detallados de sus obras; prefería recrearlos sobre maquetas tridimensionales, moldeando todos los detalles según los iba ideando mentalmente. En otras ocasiones, iba improvisando sobre la marcha, dando instrucciones a sus colaboradores sobre lo que debían hacer.
Dotado de una fuerte intuición y capacidad creativa, Gaudí concebía sus edificios de una forma global, atendiendo tanto a las soluciones estructurales como a las funcionales y decorativas. Estudiaba hasta el más mínimo detalle de sus creaciones, integrando en la arquitectura toda una serie de trabajos artesanales que dominaba él mismo a la perfección: cerámica, vidriería, forja de hierro, carpintería, etc. Asimismo, introdujo nuevas técnicas en el tratamiento de los materiales, como su famoso trencadís hecho con piezas de cerámica de desecho.
Después de unos inicios influido por el arte neogótico, así como ciertas tendencias orientalizantes, Gaudí desembocó en el modernismo en su época de mayor efervescencia, entre finales del siglo XIX y principios del XX. Sin embargo, el arquitecto reusense fue más allá del modernismo ortodoxo, creando un estilo personal basado en la observación de la naturaleza, fruto del cual fue su utilización de formas geométricas regladas, como el paraboloide hiperbólico, el hiperboloide, el helicoide y el conoide.
La arquitectura de Gaudí está marcada por un fuerte sello personal, caracterizado por la búsqueda de nuevas soluciones estructurales, que logró después de toda una vida dedicada al análisis de la estructura óptima del edificio, integrado en su entorno y siendo una síntesis de todas las artes y oficios. Mediante el estudio y la práctica de nuevas y originales soluciones, la obra de Gaudí culminará en un estilo orgánico, inspirado en la naturaleza, pero sin perder la experiencia aportada por estilos anteriores, generando una obra arquitectónica que es una simbiosis perfecta de la tradición y la innovación. Asimismo, toda su obra está marcada por las que fueron sus cuatro grandes pasiones en la vida: la arquitectura, la naturaleza, la religión y el amor a Cataluña.
La obra de Gaudí ha alcanzado con el transcurso del tiempo una amplia difusión internacional, siendo innumerables los estudios dedicados a su forma de entender la arquitectura. Hoy día es admirado tanto por profesionales como por el público en general: la Sagrada Familia es actualmente uno de los monumentos más visitados de España. Entre 1984 y 2005 siete de sus obras pasaron a ser consideradas Patrimonio de la Humanidad por la Unesco.

La belleza es el resplandor de la verdad, y como que el arte es belleza, sin verdad no hay arte.
Antoni Gaudí.

## Biografía

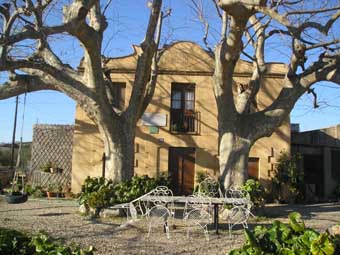
El Mas de la Calderera, casa familiar de los Gaudí en Riudoms

### Nacimiento, infancia y estudios
Antoni Gaudí nació el 25 de junio de 1852, hijo del industrial calderero Francesc Gaudí i Serra (1813-1906) y Antònia Cornet i Bertran (1819-1876). Era el menor de cinco hermanos, de los que solo tres llegaron a edad adulta: Rosa (1844-1879), Francesc (1851-1876) y Antoni. Los orígenes familiares de Gaudí se remontan al sur de Francia, en Auvernia, desde donde uno de sus antepasados, Joan Gaudí, vendedor ambulante, pasó a Cataluña en el siglo XVII; el apellido en su origen podría ser Gaudy o Gaudin.
|  |                           |  |  |  |  |  |  |  |  |  |  |  |  |  |  |  |
|  | Francesc Gaudí i Figueres |  |  |  |  |  |  |  |  |  |  |  |  |  |  |  |
|  |                           |  |  |  |  |  |  |  |  |  |  |  |  |  |  |  |
|  |                           |  |  |  |  |  |  |  |  |  |  |  |  |  |  |  |
|  | Francesc Gaudí i Salvany  |  |  |  |  |  |  |  |  |  |  |  |  |  |  |  |
|  |                           |  |  |  |  |  |  |  |  |  |  |  |  |  |  |  |
|  |                           |  |  |  |  |  |  |  |  |  |  |  |  |  |  |  |
|  | Francesca Salvany i Serra |  |  |  |  |  |  |  |  |  |  |  |  |  |  |  |
|  |                           |  |  |  |  |  |  |  |  |  |  |  |  |  |  |  |
|  |                           |  |  |  |  |  |  |  |  |  |  |  |  |  |  |  |
|  | Francesc Gaudí i Serra    |  |  |  |  |  |  |  |  |  |  |  |  |  |  |  |
|  |                           |  |  |  |  |  |  |  |  |  |  |  |  |  |  |  |
|  |                           |  |  |  |  |  |  |  |  |  |  |  |  |  |  |  |
|  | Rosa Serra i Torroja      |  |  |  |  |  |  |  |  |  |  |  |  |  |  |  |
|  |                           |  |  |  |  |  |  |  |  |  |  |  |  |  |  |  |
|  |                           |  |  |  |  |  |  |  |  |  |  |  |  |  |  |  |
|  | Antoni Gaudí i Cornet     |  |  |  |  |  |  |  |  |  |  |  |  |  |  |  |
|  |                           |  |  |  |  |  |  |  |  |  |  |  |  |  |  |  |
|  |                           |  |  |  |  |  |  |  |  |  |  |  |  |  |  |  |
|  | Carles Cornet i Llombart  |  |  |  |  |  |  |  |  |  |  |  |  |  |  |  |
|  |                           |  |  |  |  |  |  |  |  |  |  |  |  |  |  |  |
|  |                           |  |  |  |  |  |  |  |  |  |  |  |  |  |  |  |
|  | Antoni Cornet i Sans      |  |  |  |  |  |  |  |  |  |  |  |  |  |  |  |
|  |                           |  |  |  |  |  |  |  |  |  |  |  |  |  |  |  |
|  |                           |  |  |  |  |  |  |  |  |  |  |  |  |  |  |  |
|  | Maria Sans i Fernandes    |  |  |  |  |  |  |  |  |  |  |  |  |  |  |  |
|  |                           |  |  |  |  |  |  |  |  |  |  |  |  |  |  |  |
|  |                           |  |  |  |  |  |  |  |  |  |  |  |  |  |  |  |
|  | Antònia Cornet i Bertran  |  |  |  |  |  |  |  |  |  |  |  |  |  |  |  |
|  |                           |  |  |  |  |  |  |  |  |  |  |  |  |  |  |  |
|  |                           |  |  |  |  |  |  |  |  |  |  |  |  |  |  |  |
|  | Josep Bertran i Patxo     |  |  |  |  |  |  |  |  |  |  |  |  |  |  |  |
|  |                           |  |  |  |  |  |  |  |  |  |  |  |  |  |  |  |
|  |                           |  |  |  |  |  |  |  |  |  |  |  |  |  |  |  |
|  | Maria Bertran i Buxeda    |  |  |  |  |  |  |  |  |  |  |  |  |  |  |  |
|  |                           |  |  |  |  |  |  |  |  |  |  |  |  |  |  |  |
|  |                           |  |  |  |  |  |  |  |  |  |  |  |  |  |  |  |

Se desconoce el lugar exacto del nacimiento de Gaudí, ya que no se conserva ningún documento que lo especifique, existiendo una controversia entre Reus y Riudoms (dos municipios vecinos y colindantes de la comarca del Bajo Campo) sobre la localidad natal del arquitecto. Aun así, en la mayoría de documentos de Gaudí, tanto de su época de estudiante como en los de su época profesional, figura como nacido en Reus. Sin embargo, el propio Gaudí manifestó en diversas ocasiones que era de Riudoms, lugar de origen de su familia paterna. Lo que sí es seguro es que fue bautizado en la Iglesia Prioral de San Pedro de Reus el día después de su nacimiento. El nombre que consta en su partida de bautismo es Anton Placid Guillem.
Fuese como fuese, Gaudí sintió un gran aprecio por su tierra natal, lo que evidenciaba en su gran mediterraneísmo, hecho que influyó notablemente en su arquitectura: Gaudí decía que los pueblos mediterráneos tienen un sentido innato del arte y el diseño, que son creativos y originales, mientras que los pueblos nórdicos son más técnicos y repetitivos. En palabras del propio Gaudí:

Nosotros poseemos la imagen. La fantasía viene de los fantasmas. La fantasía es de la gente del Norte. Nosotros somos concretos. La imagen es del Mediterráneo. Orestes sabe adónde va, mientras que Hamlet  divaga perdido entre dudas.

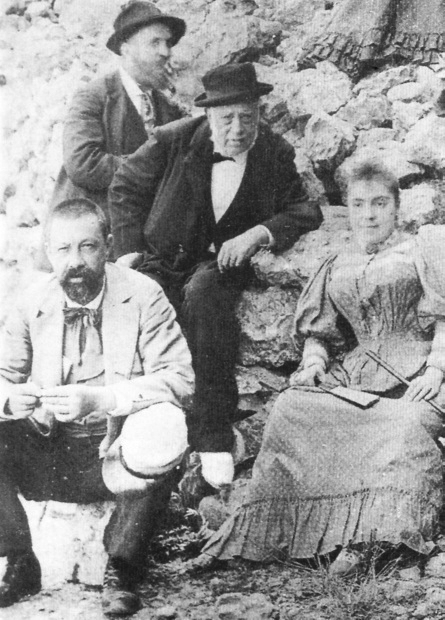
Gaudí (al fondo) con su padre (centro), su sobrina Rosa y el doctor Santaló en una visita a Montserrat (1904)

La estancia en su tierra natal le sirvió asimismo para conocer y estudiar profundamente la naturaleza, sobre todo durante sus estancias veraniegas en el Mas de la Calderera, la casa de los Gaudí en Riudoms. Le gustaba el contacto con la naturaleza, por lo que posteriormente se hizo miembro del Centro Excursionista de Cataluña (1879), entidad con la que realizó numerosos viajes por toda Cataluña y el sur de Francia. También practicó durante un tiempo la equitación, y hasta su vejez caminaba unos diez kilómetros diarios.
El ambiente familiar quizás fue uno de los catalizadores de la creatividad de Gaudí. Más de cinco generaciones en su familia trabajaron en la manufactura de productos de cobre, incluyendo a su padre y a sus dos abuelos. Fabricaban principalmente toneles gigantes para la destilación del alcohol de la uva, en Tarragona. El mismo Gaudí admite que los aspectos espaciales de estas grandes figuras de láminas de cobre forjado tuvieron una influencia en él, haciendo que desde pequeño tuviera una noción de los objetos como tridimensionales y no representados sobre un plano geométricamente. Esta percepción de las figuras como objetos maleables y casi esculturales, lo llevaron a desarrollar su estilo tan característico en el futuro.

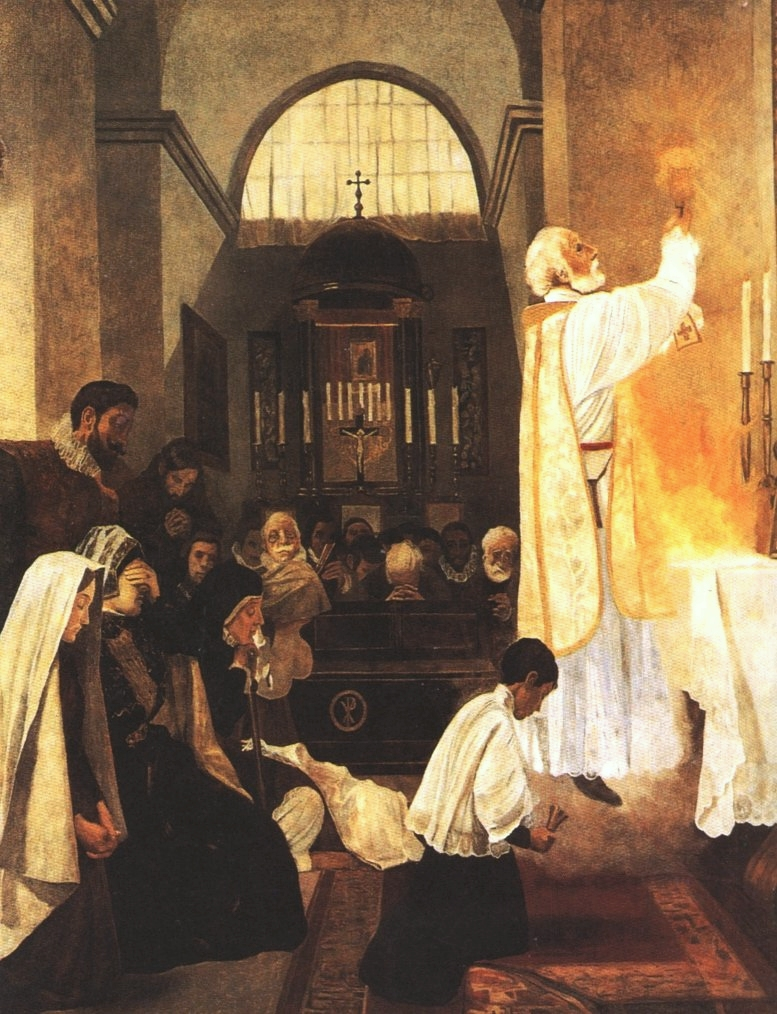
San Felipe Neri en la consagración de la Santa Misa, de Joan Llimona (iglesia de San Felipe Neri). La fisonomía de San Felipe Neri corresponde a Gaudí.

El pequeño Gaudí era de naturaleza enfermiza, y padeció reumatismo desde niño, lo que le transmitió un carácter un tanto retraído y reservado. Quizá por eso, de mayor se convirtió en vegetariano y en partidario de las teorías higienistas del doctor Kneipp. Debido a estas creencias —y por motivos religiosos—, en ocasiones se entregaba a severos ayunos, tanto que en ocasiones ponía en peligro su propia vida, como en 1894, año en que cayó gravemente enfermo a causa de un prolongado ayuno.
Realizó sus primeros estudios en el parvulario del maestro Francesc Berenguer, padre del que sería uno de sus principales colaboradores, y luego pasó a los escolapios de Reus; destacó en dibujo, colaborando con el semanario El Arlequín. También trabajó durante un tiempo como aprendiz en la fábrica textil Vapor Nou de Reus. En 1868 se trasladó a Barcelona para cursar enseñanza media en el Convento del Carmen de la ciudad condal. En su adolescencia estuvo cercano al socialismo utópico, realizando junto con dos compañeros de estudios, Eduardo Toda y José Ribera y Sans, un proyecto de restauración para el Monasterio de Poblet que lo convertiría en un falansterio utópico-social.

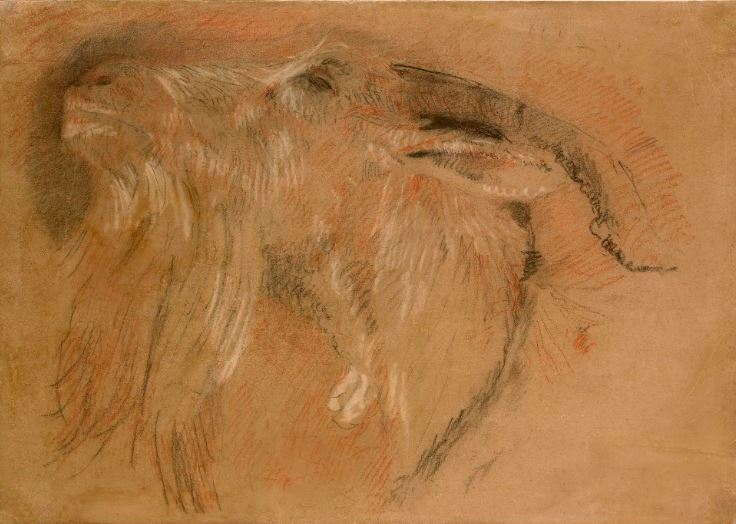
Cabeza de macho cabrío, dibujo de Gaudí (1878), Museo de la Sagrada Familia

Entre 1875 y 1878 realizó el servicio militar en el Arma de Infantería en Barcelona, siendo destinado a Administración Militar. Pasó la mayor parte del tiempo rebajado de servicio a causa de su salud, por lo que pudo continuar con los estudios. Gracias a ello no tuvo que entrar en combate, pues coincidió en esas fechas con la tercera guerra carlista. En 1876 tuvo lugar el triste suceso de la muerte de su madre, a los 57 años, así como la de su hermano Francesc a los 25, médico recién titulado que no llegó a ejercer.
Cursó arquitectura en la Escuela de la Lonja y en la Escuela Técnica Superior de Arquitectura de Barcelona, donde se graduó en 1878. Junto a las asignaturas de arquitectura asistió a clases de francés y cursó algunas asignaturas de Historia, Economía, Filosofía y Estética. Su expediente académico fue regular, con algún que otro suspenso; Gaudí se preocupaba más de sus propios intereses que de las asignaturas oficiales. Elías Rogent, director de la Escuela de Arquitectura de Barcelona, dijo en el momento de otorgarle el título:

Hemos dado el título a un loco o a un genio, el tiempo lo dirá.

Para pagarse la carrera, Gaudí trabajó como delineante para diversos arquitectos y constructores, como Leandre Serrallach, Joan Martorell, Emilio Sala Cortés, Francisco de Paula del Villar y Lozano y Josep Fontserè. Quizá por eso, al recibir el título, Gaudí, con su irónico sentido del humor, comentó a su amigo el escultor Llorenç Matamala:

Llorenç, dicen que ya soy arquitecto.

### Madurez y labor profesional

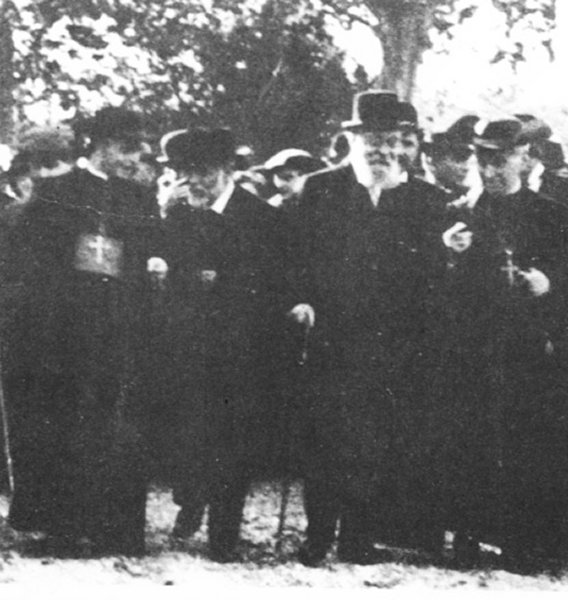
Gaudí y Eusebi Güell de visita en la Colonia Güell (1910)

Sus primeros proyectos fueron los de las farolas para la Plaza Real, el proyecto irrealizado de Kioscos Girossi y la Cooperativa Obrera Mataronense. Con su primer encargo importante, la Casa Vicens, Gaudí empieza a adquirir renombre, y recibe encargos cada vez de mayor envergadura. En la Exposición Universal de París de 1878, Gaudí expuso una vitrina realizada para la Guantería Comella. El diseño modernista, a la vez funcional y estético de dicha obra, impresionó al industrial catalán Eusebi Güell que, a su regreso, contactó con el arquitecto para encomendarle varios proyectos que tenía en mente. Comenzó así una larga amistad y un fructífero mecenazgo que dio origen a algunas de las más destacadas obras de Gaudí: las Bodegas Güell, los Pabellones Güell, el Palacio Güell, el Parque Güell y la Capilla de la Colonia Güell. Asimismo, se relacionó con el marqués de Comillas, suegro del conde Güell, para el que realizó El Capricho de Comillas.
En 1883 aceptó hacerse cargo de continuar las recién iniciadas obras del Templo Expiatorio de la Sagrada Familia. Gaudí modificó totalmente el proyecto inicial, convirtiéndola en su obra cumbre, conocida y admirada en todo el mundo. A partir de 1915 se dedicó casi por completo a este proyecto, hasta que murió. Gaudí comenzaba a recibir cada vez más encargos, por lo que, al trabajar en varias obras a la vez, tuvo que rodearse de un amplio equipo de profesionales de todos los campos relacionados con la construcción; en su estudio se formarían numerosos arquitectos que con el tiempo alcanzarían un puesto de renombre en el sector, como Josep Maria Jujol, Juan Rubió, Cèsar Martinell, Francesc Folguera y Josep Francesc Ràfols. En 1885, para escapar de la epidemia de cólera que asolaba Barcelona, Gaudí pasó una estancia en San Felíu de Codinas, residiendo en la casa de Francesc Ullar, al que en agradecimiento diseñó una mesa de comedor.

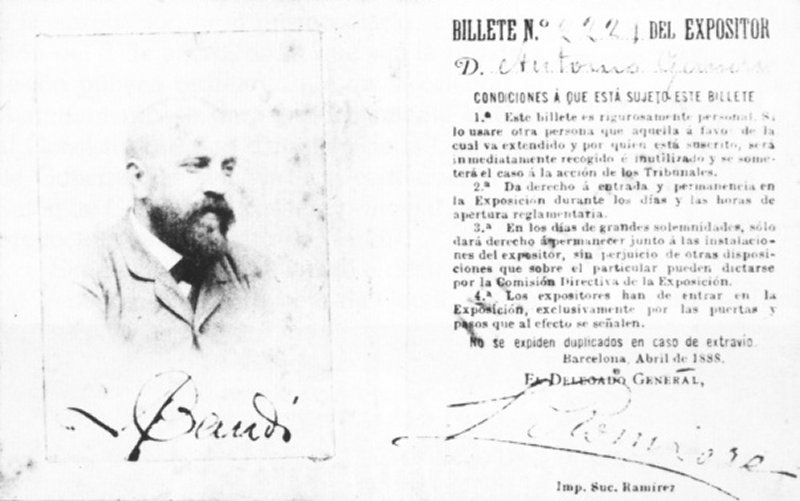
Carné de expositor de Gaudí para la Exposición Universal de Barcelona (1888)

Uno de los acontecimientos de la época para la capital catalana, y que sirvió de punto de partida para el modernismo, fue la Exposición Universal de 1888, donde los principales arquitectos del momento expondrían sus mejores obras. Gaudí participó con el edificio de la Compañía Trasatlántica, y recibió un encargo para reestructurar el Salón de Ciento del Ayuntamiento de Barcelona, que finalmente no se llevó a cabo. En los primeros años 1890 recibió dos encargos fuera de Cataluña: el del Palacio Episcopal de Astorga y el de la Casa Botines en León. Así, la fama y el prestigio del arquitecto reusense se iba extendiendo por toda España. En 1891 viajó a Málaga y Tánger para examinar el terreno de un proyecto para unas Misiones Católicas Franciscanas, que le había encargado el 2º marqués de Comillas; el proyecto no se efectuó, pero las torres proyectadas para las Misiones le sirvieron a Gaudí como modelo para las torres de la Sagrada Familia.

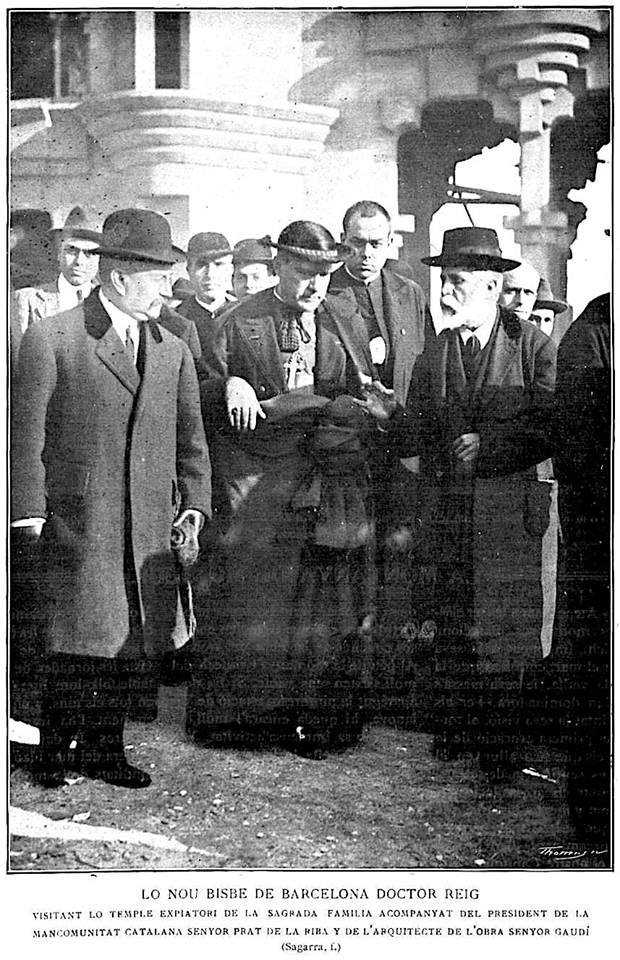
Gaudí enseñando la Sagrada Familia al obispo de Barcelona, Enrique Reig Casanova, y al presidente de la Mancomunidad de Cataluña, Enric Prat de la Riba (1914)

En 1899 se hizo socio del Círculo Artístico de San Lucas, sociedad artística de corte católico fundada en 1893 por el obispo José Torras y Bages y los hermanos Josep y Joan Llimona. También se afilió a la Lliga Espiritual de la Mare de Déu de Montserrat, entidad catalanista igualmente de signo católico. Se evidencia así el carácter conservador y religioso de su pensamiento político, vinculado a la defensa de la identidad cultural del pueblo catalán. Pese a la aparente contradicción entre los ideales utópicos de su juventud y su posterior adscripción a posiciones más conservadoras, la evolución puede resultar natural si tenemos en cuenta la profunda espiritualidad del arquitecto; en palabras de Cèsar Martinell, “sustituyó la filantropía laicista por la caridad cristiana”.
El principio de siglo encontró a Gaudí embarcado en numerosos proyectos, en los que se evidenciaba el cambio de su estilo, cada vez más personal e inspirado en la naturaleza. En 1900 recibió el premio al mejor edificio del año por la Casa Calvet, otorgado por el Ayuntamiento de Barcelona. Durante la primera década del siglo se ocupa de proyectos como la Casa Figueras, más conocida como Bellesguard, el Parque Güell, proyecto de urbanización que no tuvo éxito, y la restauración de la Catedral de Santa María de Palma de Mallorca, para la que realizó varios viajes a la isla. Entre 1904 y 1910 construye la Casa Batlló y la Casa Milà, dos de sus obras más emblemáticas.

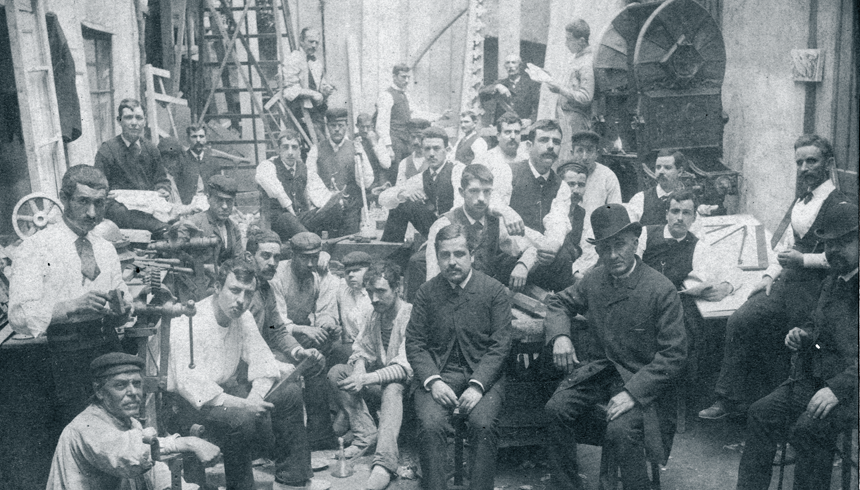
Taller de Eudald Puntí, ebanista colaborador de Gaudí: en el centro, el arquitecto; a su lado, con sombrero, Puntí; en el margen derecho, también con sombrero, Esteban Comella, para el que Gaudí confeccionó la vitrina Comella en 1878.

La fama de Gaudí iba en aumento, provocando por ejemplo que en 1902 el pintor Joan Llimona escogiese la fisonomía de Gaudí para representar a san Felipe Neri en las pinturas del crucero de la iglesia de San Felipe Neri de Barcelona. Ese año funda con Joan Santaló, hijo de su amigo el doctor Pere Santaló, una sociedad dedicada al forjado de hierro, que fracasó.
Desde su traslado a Barcelona, Gaudí había cambiado a menudo de domicilio: en su época de estudiante vivió de pensión, generalmente en la zona del Barrio Gótico; al iniciar su carrera, pasó a diversos pisos de alquiler en la zona del Ensanche. Por fin, en 1906 se instaló en una casa de propiedad, en el Parque Güell, construida por su ayudante Francisco Berenguer como casa de muestra de la urbanización; actualmente es la Casa-Museo Gaudí. Aquí vivió con su padre (fallecido en 1906 a los 93 años) y su sobrina, Rosa Egea Gaudí (fallecida en 1912 a los 36 años). Vivió en esta casa hasta 1925, pocos meses antes de su muerte, residiendo este último tiempo en el taller de la Sagrada Familia.

Foto oficial de Gaudí para la exposición de París de 1910

Uno de los sucesos que marcaron profundamente a Gaudí fueron los acontecimientos de la Semana Trágica de 1909; Gaudí permaneció ese tiempo recluido en su casa del Parque Güell, pero debido al ambiente anticlerical y a los atentados contra iglesias y conventos temió por la integridad de la Sagrada Familia —que afortunadamente no sufrió daños—.
En 1910 se celebró en el Grand Palais de París una exposición dedicada a Gaudí, dentro del salón anual de la Société des Beaux-Arts de Francia. Gaudí participó a instancias del conde Güell, concurriendo con una serie de fotos, planos y maquetas en yeso de varias de sus obras. Aunque participó fuera de concurso, recibió muy buenas críticas por parte de la prensa francesa. Buena parte de esta exposición se pudo ver al año siguiente en el I Salón Nacional de Arquitectura celebrado en el Pabellón Municipal de Exposiciones del Buen Retiro de Madrid.
Mientras se celebraba la exposición de París, en mayo de 1910, Gaudí pasó una estancia de reposo en Vich, donde diseñó dos farolas de basalto y hierro forjado para la Plaza Mayor de Vich, con ocasión del centenario de Jaime Balmes. Al año siguiente también se vio obligado a pasar una temporada en Puigcerdá, a causa de unas fiebres de Malta; en ese periodo de descanso concibió la fachada de la Pasión de la Sagrada Familia. Debido a su gravedad, el 9 de junio redactó un testamento ante el notario Ramon Cantó i Figueres; por fortuna, pudo reponerse por completo.
Los años 1910 fueron duros para Gaudí, que sufrió varias desgracias: en 1912 murió su sobrina Rosa; en 1914 falleció su principal colaborador, Francisco Berenguer; en 1915 una grave crisis económica casi paraliza las obras de la Sagrada Familia; en 1916 murió su amigo José Torras y Bages, obispo de Vich; en 1917 se interrumpen las obras de la Colonia Güell; en 1918 falleció su amigo y mecenas, Eusebi Güell. Quizá por todo ello desde 1915 se dedica por entero a la Sagrada Familia, refugiándose en su trabajo. Gaudí confiesa a sus colaboradores:

Mis grandes amigos están muertos; no tengo familia, ni clientes, ni fortuna, ni nada. Así puedo entregarme totalmente al Templo.

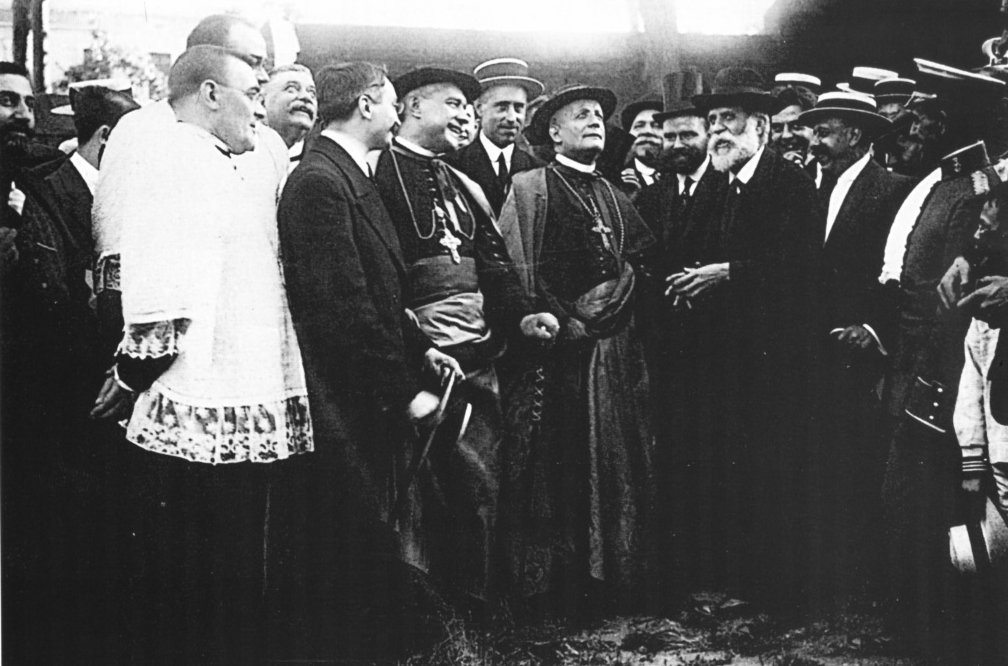
Gaudí enseña las obras de la Sagrada Familia al nuncio del papa, Francesco Ragonesi (1915). En aquella ocasión monseñor Ragonesi calificó a Gaudí como “el Dante de la arquitectura”.

Efectivamente, los últimos años de su vida los dedica por completo a la «Catedral de los pobres» —como es popularmente conocida—, para la que incluso llegará a pedir limosna a fin de poder continuar con las obras. Aparte de esa dedicación, realiza pocas más actividades, casi siempre relacionadas con la religión: en 1916 participó en un cursillo de canto gregoriano impartido en el Palacio de la Música Catalana por el monje benedictino Gregorio Suñol.
Gaudí vivió dedicado por completo a su profesión, permaneciendo soltero toda su vida. Al parecer, tan solo en una ocasión se sintió atraído por una mujer, Josefa Moreu, maestra de la Cooperativa Mataronense, hacia 1884, pero no fue correspondido. Desde entonces Gaudí se refugió en su profunda religiosidad, en la que encontraba gran sosiego espiritual. A menudo se ha pintado la imagen de un Gaudí huraño y antipático, de bruscas contestaciones y gestos altaneros; pero la gente que lo trató más de cerca lo describió como persona afable y cortés, buen conversador y fiel con sus amigos, entre los que destacaron especialmente su mecenas, Eusebi Güell, y el obispo de Vic, José Torras y Bages, así como los escritores Joan Maragall y Jacinto Verdaguer, el doctor Pere Santaló y algunos de sus más fieles colaboradores, como Francisco Berenguer y Llorenç Matamala.

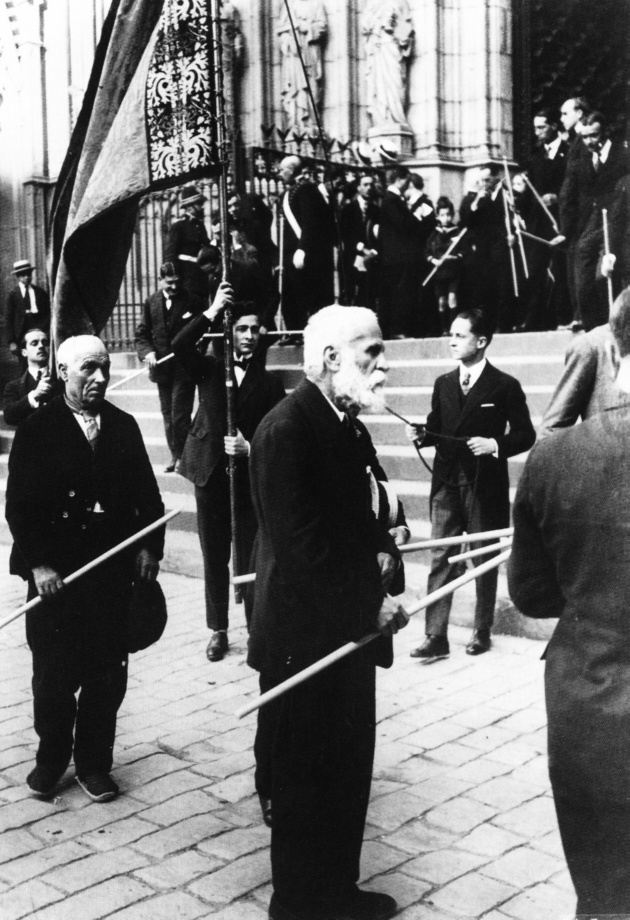
Gaudí en la procesión de Corpus Christi (11 de junio de 1924).

La apariencia personal de Gaudí —de rasgos nórdicos, pelo rubio y ojos azules— sufrió una radical transformación con el paso del tiempo: de ser un joven con aspecto de dandi (trajes caros, pelo y barba bien arreglados, gustos de gourmet, frecuente asistencia al teatro y a la ópera, incluso visitaba las obras montado en su carruaje), pasó en su vejez a la más estricta sencillez, comiendo con frugalidad, vistiendo trajes viejos y gastados, con un aspecto descuidado, tanto que a veces lo tomaban por mendigo, como por desgracia pasó en el momento del accidente que le provocó la muerte.
Gaudí no dejó prácticamente escritos, aparte de informes técnicos de sus obras requeridos por instancias oficiales, algunas cartas a amigos (principalmente a Joan Maragall) y algún artículo periodístico. Se conservan algunas frases suyas recogidas por algunos de sus ayudantes y discípulos, principalmente Josep Francesc Ràfols, Joan Bergós, Cèsar Martinell e Isidre Puig i Boada. El único escrito dejado por Gaudí es el conocido como Manuscrito de Reus (1873-1878), una especie de diario de estudiante donde recogía diversas impresiones sobre arquitectura y decoración, exponiendo sus ideas al respecto; destacan los análisis que hizo sobre el templo cristiano y la casa solariega, así como un texto sobre ornamentación y una memoria para una mesa-escritorio.

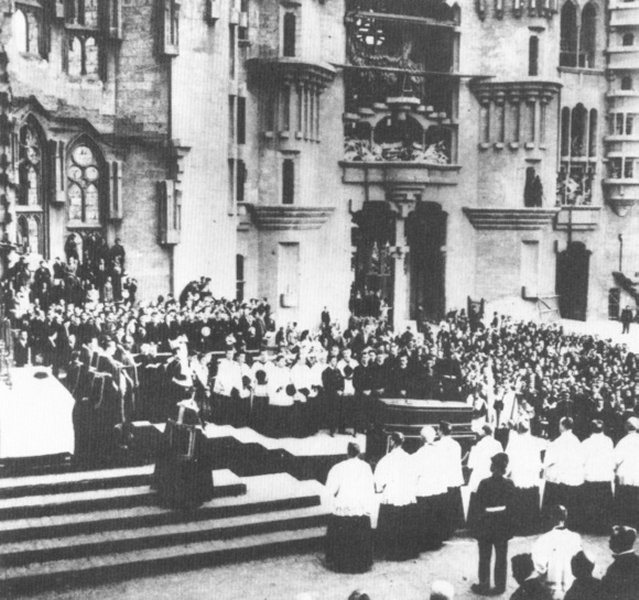
Funeral de Gaudí (12 de junio de 1926)

Gaudí se reconoció siempre partidario del catalanismo, aunque nunca quiso vincularse con la política –algunos políticos como Francisco Cambó o Enric Prat de la Riba le propusieron presentarse a diputado, pero él declinó el ofrecimiento–. Aun así, tuvo diversos altercados con la policía: en 1920 fue golpeado por la misma en un tumulto formado en la celebración de los Juegos Florales; el 11 de septiembre de 1924, Día Nacional de Cataluña, durante una manifestación en contra de la prohibición del uso del catalán por parte de la dictadura de Primo de Rivera, fue arrestado por la Guardia Civil, pasando una breve estancia en el calabozo, del que salió con una fianza de 50 pesetas.

### Fallecimiento
El 7 de junio de 1926 Gaudí se dirigía a la iglesia de San Felipe Neri, que visitaba a diario para rezar y entrevistarse con su confesor, mosén Agustí Mas i Folch; pero al pasar por la Gran Vía de las Cortes Catalanas, entre las calles Gerona y Bailén, fue atropellado por un tranvía, que lo dejó sin sentido. Siendo tomado por un mendigo, al ir indocumentado y a causa de su aspecto descuidado, con ropas gastadas y viejas, no fue socorrido de inmediato, hasta que un guardia civil paró un taxi que lo condujo al Hospital de la Santa Cruz. Al día siguiente lo reconoció el capellán de la Sagrada Familia, mosén Gil Parés, pero ya era tarde para hacer nada por él. Murió el día 10 de junio de 1926, a los 73 años de edad, en la plenitud de su carrera. Fue enterrado el 12 de junio, con presencia de grandes multitudes que quisieron darle el último adiós, en la capilla de Nuestra Señora del Carmen de la cripta de la Sagrada Familia. En su lápida figura la siguiente inscripción:

Antonius Gaudí Cornet / Reusensis / Annos natus LXXIV / Vitae exemplaris vir / Eximiusque artifex / Mirabilis operis huius / templi auctor / Pie obiit Barcinone / die X Junii MCMXXVI / Hinc cineres tanti hominis / resurrectionem mortuorum / expectant. R.I.P. (Antoni Gaudí Cornet. Oriundo de Reus. Nacido hace 74 años, varón de vida ejemplar y eximio artífice, autor de la admirable obra de este  templo, murió píamente en Barcelona el 10 de junio de 1926, aquí las cenizas de tan gran hombre esperan la resurrección de los muertos. Q.E.P.D.)

### Repercusión de la obra de Gaudí

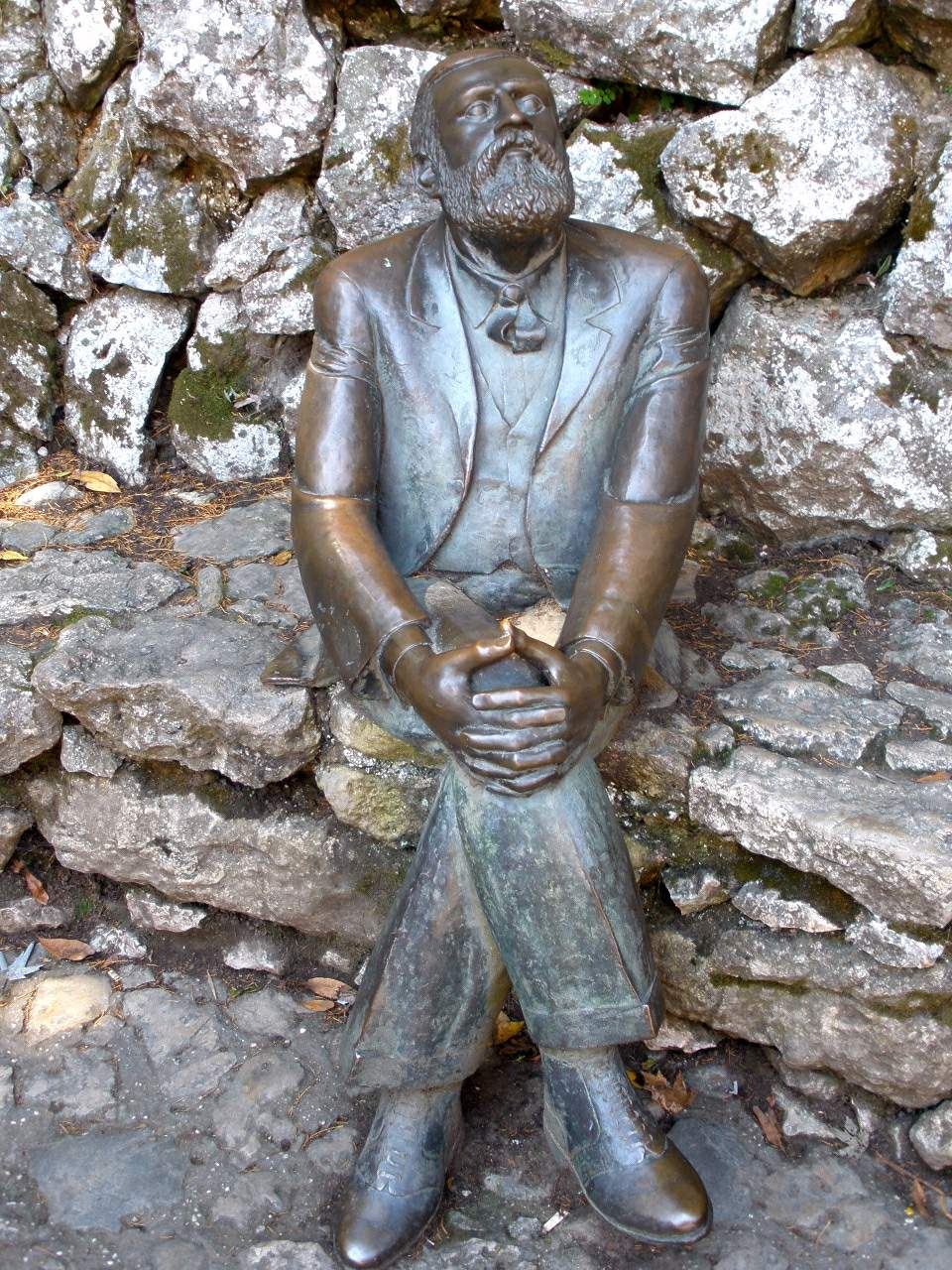
Estatua de Gaudí, en El Capricho, Comillas (Cantabria)

Tras su muerte, Gaudí cayó en un relativo olvido, y su obra fue denostada por la crítica internacional por barroca y excesivamente fantasiosa. En su tierra natal fue igualmente menospreciado por la nueva corriente que sustituyó al modernismo, el novecentismo, estilo que retornaba a los cánones clásicos. En 1936, durante el transcurso de la Guerra Civil, fue asaltado el taller de Gaudí en la Sagrada Familia, destruyéndose gran cantidad de documentos, planos y maquetas del arquitecto modernista.

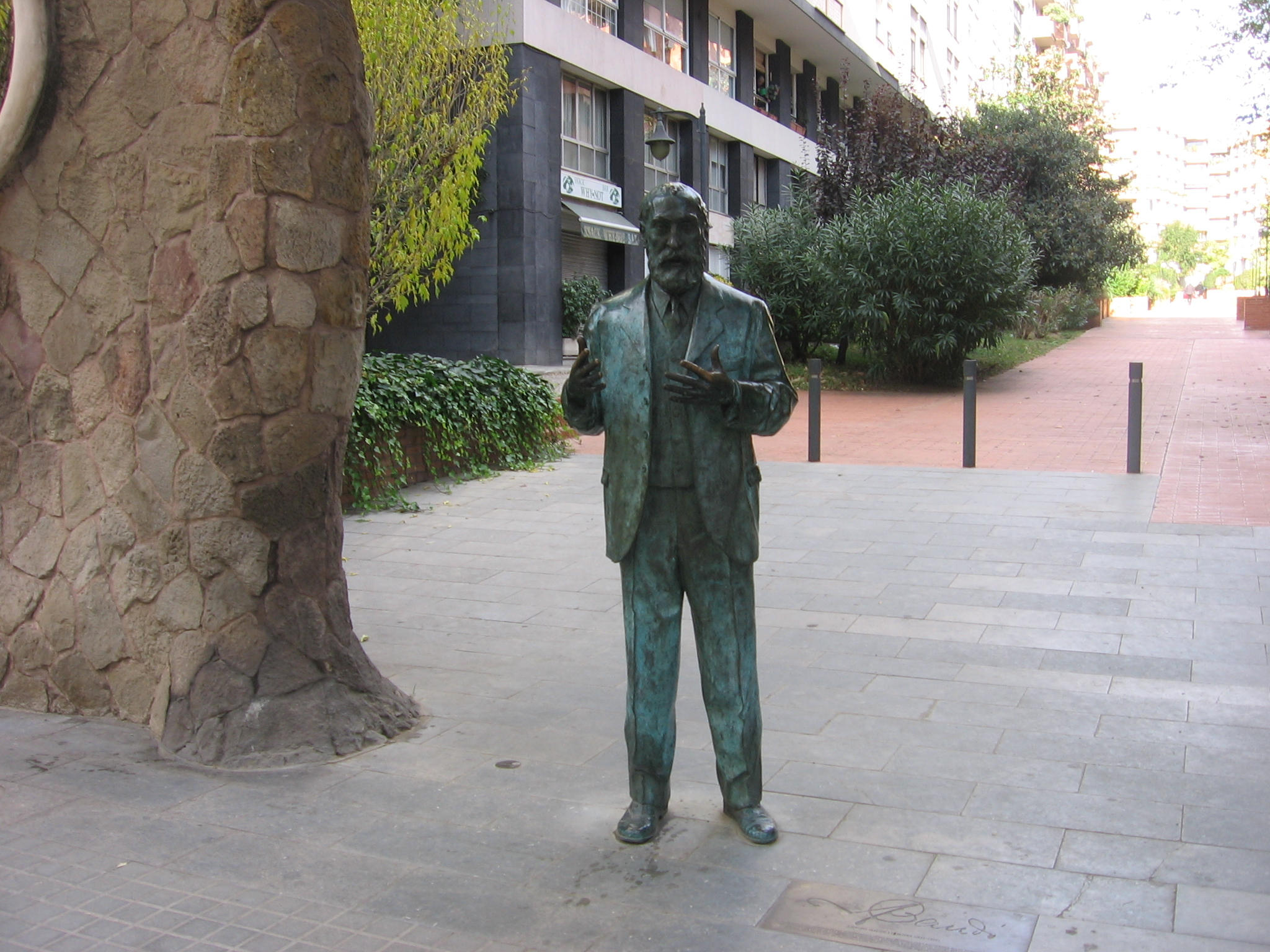
A Antoni Gaudí, de Joaquim Camps, paseo Manuel Girona, Barcelona

Su figura comenzó a ser reivindicada en los años 1950, por Salvador Dalí en primer lugar, seguido del arquitecto Josep Lluís Sert. En 1956 se organizó una retrospectiva sobre Gaudí en el Salón del Tinell de Barcelona, y en 1957 su primera gran exposición internacional, en el MoMA de Nueva York. Asimismo, entre los años 1950 y 1960, los estudios de críticos internacionales como Bruno Zevi, George Collins, Nikolaus Pevsner y Roberto Pane dieron gran difusión a la obra de Gaudí, mientras que en su tierra natal era reivindicado por Alexandre Cirici, Juan Eduardo Cirlot y Oriol Bohigas. También es de remarcar el gran éxito obtenido por Gaudí en Japón, donde su obra es muy admirada, destacando los estudios realizados por Kenji Imai y Tokutoshi Torii. Desde entonces la valoración de Gaudí ha ido en aumento, proceso que se reflejó en la catalogación en 1969 de 17 obras de Gaudí como Monumentos Histórico-Artísticos de Interés Cultural por parte del Ministerio de Cultura español (RD 1794/1969), siendo el primer artista «contemporáneo» en alcanzar esta distinción, pues hasta entonces las normas dictaban que solo podían tener esta catalogación las obras con un siglo o más de antigüedad. Igualmente, en 1984 varias obras del arquitecto fueron declaradas como Patrimonio de la Humanidad de la Unesco.
En 1952, centenario del nacimiento del arquitecto, se fundó la Asociación de Amigos de Gaudí, para divulgar y conservar el legado dejado por el artífice catalán. En 1956 se creó la Cátedra Gaudí, perteneciente a la Universidad Politécnica de Cataluña, con el objeto igualmente de profundizar en el estudio de la obra gaudiniana y participar en su conservación; en 1987 el rey Juan Carlos I le concedió el título de Real Cátedra Gaudí. En 1976, con motivo del 50 aniversario de su muerte, el Ministerio de Asuntos Exteriores organizó una exposición sobre Gaudí que recorrió todo el mundo.
Con motivo del 150 aniversario del nacimiento de Gaudí se celebró el año 2002 el Año Internacional Gaudí, con multitud de actos oficiales, conciertos, espectáculos, conferencias, publicaciones, etc. Entre otros eventos, el 24 de septiembre de ese año se estrenó en el Palacio de los Deportes de Barcelona el musical Gaudí, sobre la vida y obra del arquitecto reusense, obra de Jordi Galceran, Esteve Miralles y Albert Guinovart. El año 2008 se instituyeron en su honor los Premios Gaudí, otorgados por la Academia del Cine Catalán, que reconocen las mejores producciones cinematográficas catalanas del año.
En 2013, con motivo del 130.º aniversario de la primera obra de Gaudí, la Cooperativa Obrera Mataronense, se creó con el apoyo de la Generalidad de Cataluña el Consejo para el Fomento y la Difusión de la obra de Gaudí, un órgano presidido por el consejero de Cultura de la Generalidad encargado de preservar el legado arquitectónico del genio modernista, así como difundir y dar a conocer su obra entre la población. Entre otras iniciativas, para 2017 está previsto el lanzamiento de un «pasaporte Gaudí», similar al existente para el Camino de Santiago, que sería sellado al visitar cada uno de los edificios construidos por el arquitecto, fomentando así el conocimiento de sus obras.

### Proceso de beatificación
Hombre de profunda religiosidad y de vida ascética, se ha propuesto la beatificación de Antoni Gaudí, por hacer del arte un himno de alabanza a Dios. El proceso se inició en 1998 por el arzobispo de Barcelona, Ricard Maria Carles. En el año 2000 fue autorizado el inicio del proceso por parte de la Santa Sede con el decreto nihil obstat, por el cual Gaudí pasó a ser considerado siervo de Dios. El 14 de abril de 2025, el papa Francisco reconoció sus virtudes heroicas, por lo que la Iglesia católica lo considera desde entonces venerable, un paso previo para proclamarlo beato.

## Estilo

### Gaudí y el modernismo

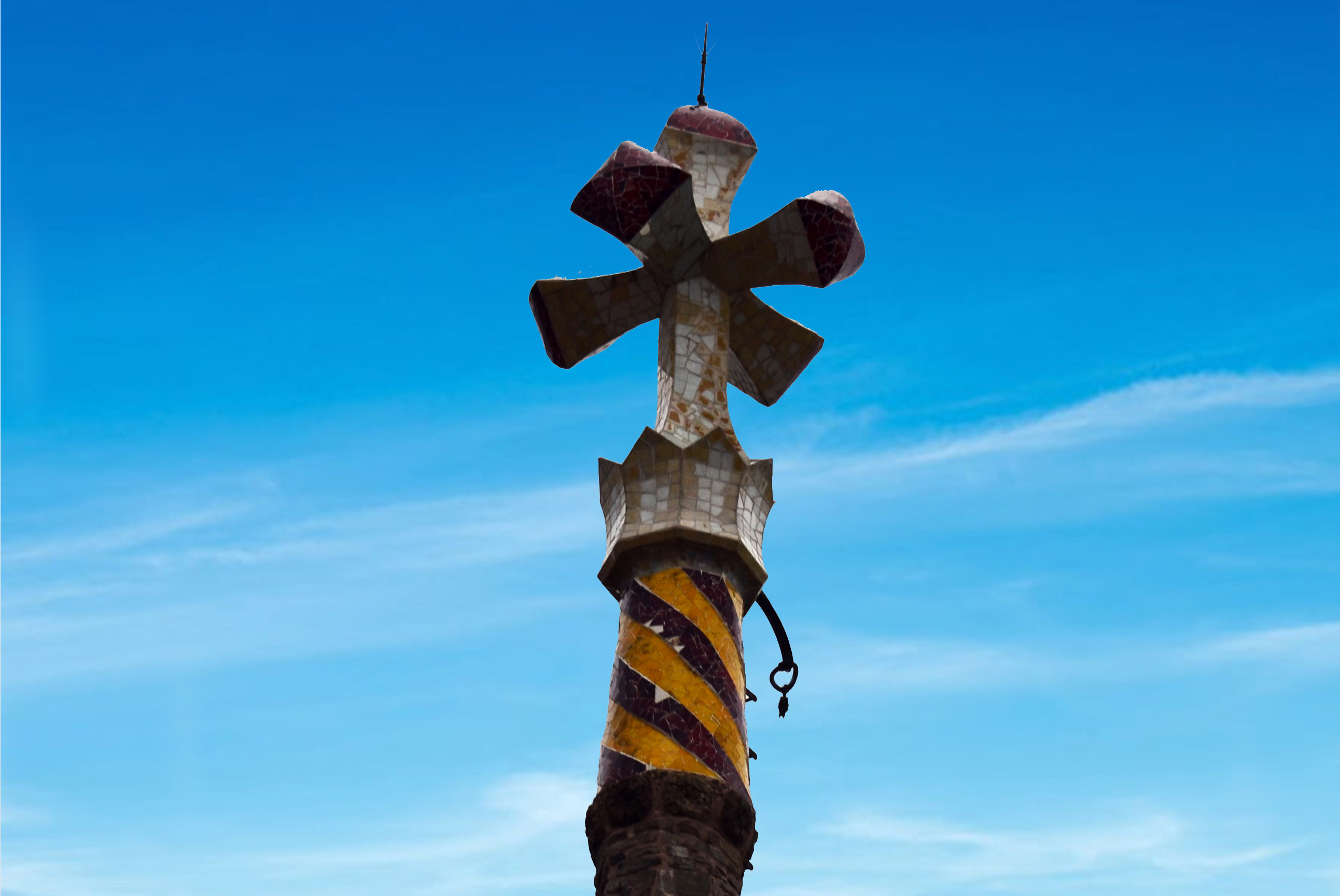
La cruz de cuatro brazos, uno de los elementos más típicamente gaudinianos, inspirada en el gálbulo del ciprés.

La trayectoria profesional del arquitecto tuvo una evolución sui generis, debido a su constante investigación en el campo de la estructura mecánica de las obras. En sus inicios, Gaudí recibió cierta influencia del arte oriental (India, Persia, Japón), a través del estudio de los teóricos de la arquitectura historicista, Walter Pater, John Ruskin y William Morris. Vemos esta corriente orientalizante en obras como el Capricho de Comillas, el Palacio Güell, los Pabellones Güell o la Casa Vicens. Más tarde, sigue la corriente neogótica de moda en el momento, siguiendo los dictámenes del arquitecto francés Viollet-le-Duc. Se puede percibir en el Colegio de las Teresianas, el Palacio Episcopal de Astorga, la Casa Botines y la Casa Bellesguard, así como en la cripta y el ábside de la Sagrada Familia. Finalmente, desemboca en su etapa más personal, con un estilo naturalista, individual, orgánico, inspirado en la naturaleza, en el que realizará sus obras maestras.
Durante su época de estudiante Gaudí pudo contemplar una colección de fotografías que la Escuela de Arquitectura poseía sobre Egipto, la India, el arte persa, maya, chino y japonés, así como los monumentos islámicos españoles, los cuales le dejaron una profunda huella, sirviéndole de inspiración para muchas de sus obras. También estudió con detenimiento el libro Plans, elevations, sections and details of the Alhambra, de Owen Jones, perteneciente a la biblioteca de la Escuela. De los artes nazarí y mudéjar tomó múltiples soluciones estructurales y ornamentales que aplicó con ciertas variantes y libertad estilística a sus obras. Un aspecto a destacar que Gaudí toma del arte islámico es la indefinición espacial, la concepción del espacio sin límites estructurados; espacio que adquiere un sentido secuencial, fragmentado, a través de pequeños tabiques o huecos diáfanos, que crean separación sin suponer barreras compactas que delimiten un espacio uniformemente cerrado.
Pero sin duda el estilo que más le influyó fue el arte gótico, que a finales del siglo XIX vivía un gran renacimiento debido sobre todo a la obra teórica y restauradora de Viollet-le-Duc. El arquitecto francés propugnaba estudiar los estilos del pasado y adaptarlos al presente de una forma racional, atendiendo tanto a la razón estructural como a la ornamental. Sin embargo, para Gaudí el gótico era «imperfecto», porque pese a la eficacia de algunas de sus soluciones estructurales era un arte que había que «perfeccionar». En sus propias palabras:

El arte gótico es imperfecto, está a medio resolver; es el estilo del compás, de la fórmula de la repetición industrial. Su estabilidad se basa en el apuntalamiento permanente de los contrafuertes: es un cuerpo defectuoso que se aguanta con muletas. (...) Prueba que las obras góticas son de una plástica deficiente es que producen la máxima emoción cuando están mutiladas, cubiertas de hiedra e iluminadas por la luna.

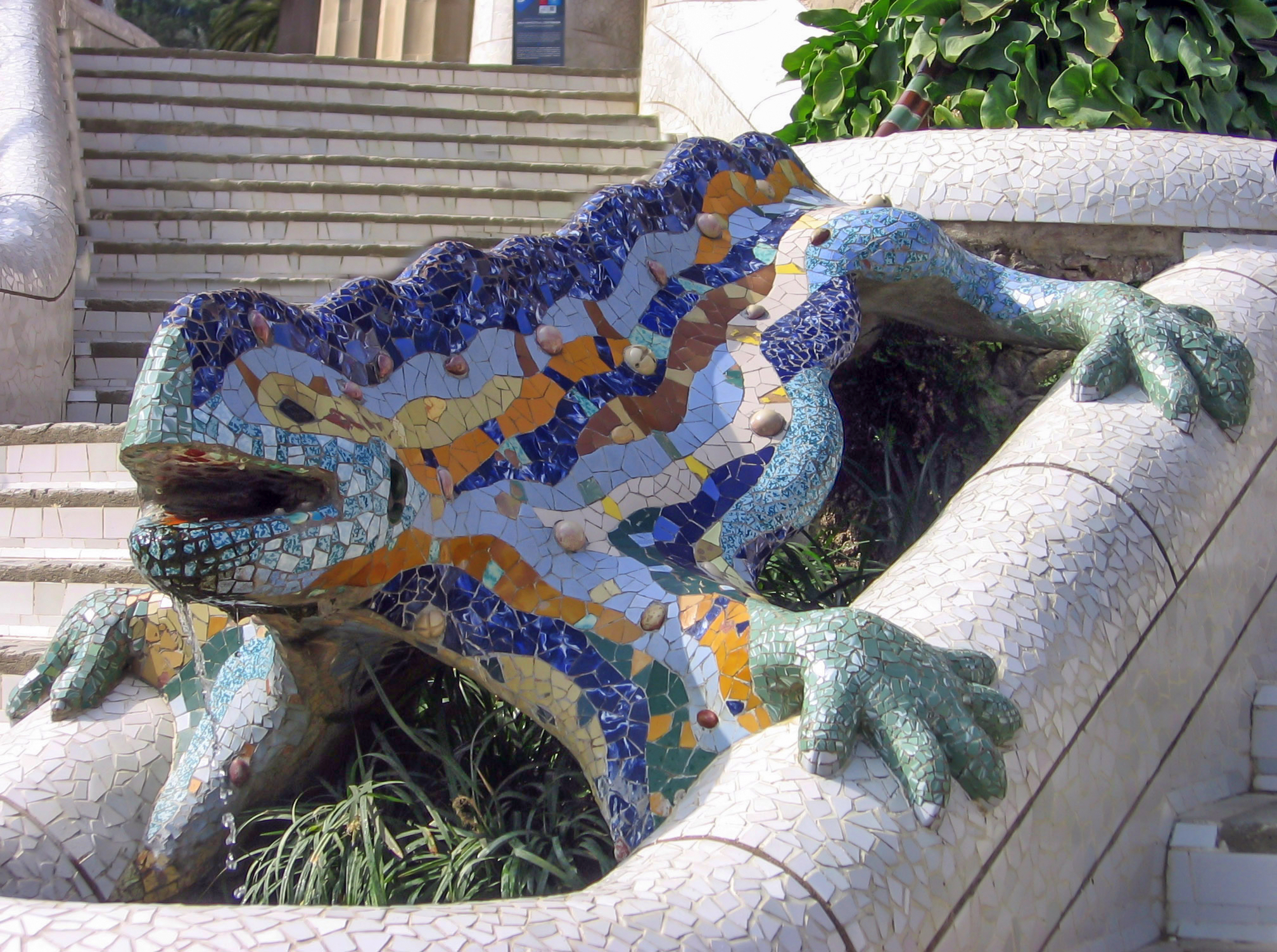
El lagarto del Parque Güell, que se ha convertido en un emblema de la obra de Gaudí

Después de estas influencias iniciales, Gaudí desemboca en el modernismo en su época de mayor esplendor, en los años situados entre los siglos XIX y XX. En sus inicios, el modernismo encuentra la inspiración en la arquitectura historicista, ya que para los artistas modernistas la vuelta al pasado supone una reacción contra las formas industriales impuestas por los nuevos adelantos tecnológicos producidos con la Revolución industrial. La utilización de los estilos del pasado supone una regeneración moral que permite a la nueva clase dirigente, la burguesía, identificarse con unos valores que reconocen como sus raíces culturales. Asimismo, el resurgir de la cultura catalana desde mediados del siglo XIX (la Renaixença), lleva a adoptar las formas góticas como estilo «nacional» de Cataluña, con la pretensión de conjugar nacionalismo y cosmopolitismo, de integrarse en la corriente modernizadora europea.
Algunos rasgos esenciales del modernismo serán: un lenguaje anticlásico heredero del romanticismo, con tendencia a un cierto lirismo y subjetivismo; vinculación decidida de la arquitectura con las artes aplicadas y los oficios artísticos, creando un estilo remarcadamente ornamental; utilización de nuevos materiales, creando un lenguaje constructivo mixto y rico en contrastes, buscando el efecto plástico del conjunto; fuerte sentimiento de optimismo y fe en el progreso, que produce un arte exaltado y enfático, reflejo del clima de prosperidad del momento, sobre todo en la clase burguesa.

La arquitectura de Gaudí no cabe dentro del modernismo, mientras que todo el modernismo cabe perfectamente dentro de la obra de Gaudí.
Juan Bassegoda.

### En busca de un nuevo lenguaje arquitectónico

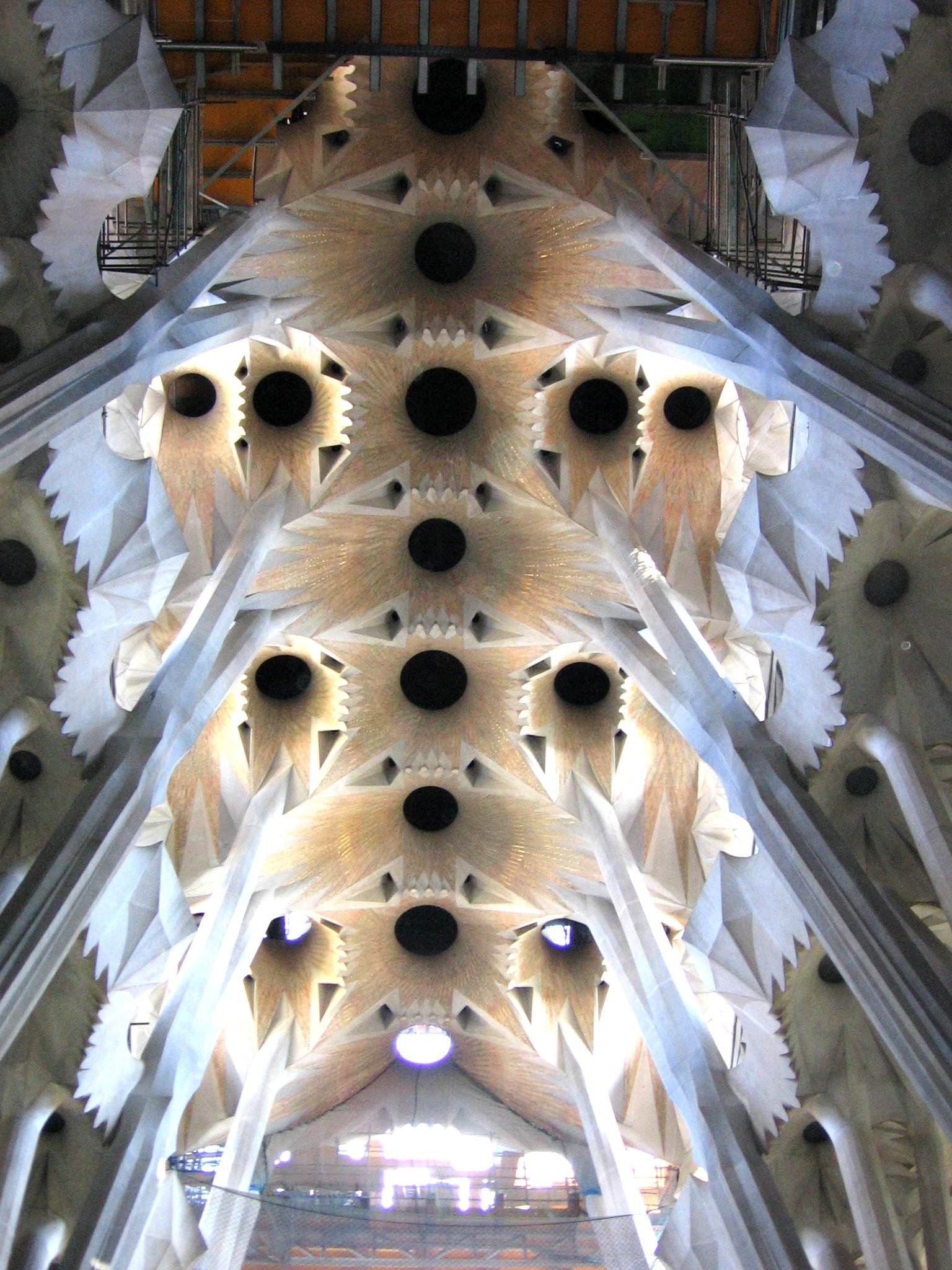
Bóvedas de hiperboloides de la Sagrada Familia

Gaudí suele ser considerado el gran maestro del modernismo catalán, pero su obra va más allá de cualquier estilo o intento de clasificación. Es una obra personal e imaginativa que encuentra su principal inspiración en la naturaleza. Gaudí estudió con profundidad las formas orgánicas y anárquicamente geométricas de la naturaleza, buscando un lenguaje para poder plasmar esas formas en la arquitectura. Algunas de sus mayores inspiraciones vendrán de la montaña de Montserrat, las cuevas de Mallorca, la Cueva del Salnitre (Collbató), los riscos de Fra Guerau en la sierra de Prades cerca de Reus, la montaña de Pareis al norte de Mallorca, el Coll de la Desenrocada (entre Argentera y Vilanova de Escornalbou) o San Miguel de Fay en Bigas, todos ellos lugares visitados por Gaudí.
Este estudio de la naturaleza se traduce en el empleo de formas geométricas regladas como son el paraboloide hiperbólico, el hiperboloide, el helicoide y el conoide, que reflejan exactamente las formas que Gaudí encuentra en la naturaleza. Las superficies regladas son formas generadas por una recta, denominada generatriz, al desplazarse sobre una línea o varias, denominadas directrices. Gaudí las halló en abundancia en la naturaleza, como por ejemplo en juncos, cañas o huesos; decía que no existe mejor estructura que un tronco de árbol o un esqueleto humano. Estas formas son a la vez funcionales y estéticas, y Gaudí las emplea con gran sabiduría, sabiendo adaptar el lenguaje de la naturaleza a las formas estructurales de la arquitectura. Gaudí asimilaba la forma helicoidal al movimiento, y la hiperboloidal a la luz. Decía lo siguiente sobre las superficies regladas:

Los paraboloides, hiperboloides y helicoides, variando constantemente la incidencia de la luz, tienen una riqueza propia de matices, que hacen innecesaria la ornamentación y hasta el modelaje.

Otro de los elementos empleados profusamente por Gaudí es la curva catenaria. Gaudí había estudiado en profundidad la geometría cuando era joven, leyendo numerosos tratados sobre ingeniería que alababan las virtudes de la utilización de la curva catenaria como elemento mecánico, que sin embargo entonces solo se usaba en la construcción de puentes suspendidos; Gaudí fue el primero en utilizar este elemento en la arquitectura común. La utilización de arcos catenarios en obras como la Casa Milà, el Colegio de las Teresianas, la capilla de la Colonia Güell o la Sagrada Familia permite a Gaudí dotar a sus estructuras de un elemento de gran resistencia, ya que la catenaria distribuye regularmente el peso que soporta, sufriendo únicamente fuerzas tangenciales que se anulan entre ellas.

Paraboloide hiperbólico
Hiperboloide de una hoja
Helicoide
Conoide
Catenarias

Con todos estos elementos, Gaudí pasó de la geometría plana a la espacial, la geometría reglada. Además, estas formas constructivas se avenían muy bien a un tipo de construcción sencilla y de materiales baratos, como el ladrillo: Gaudí utilizó con asiduidad el ladrillo unido con argamasa, en capas superpuestas, como en la tradicional bóveda catalana tabicada. Esta búsqueda de nuevas soluciones estructurales tuvo su culminación entre los años 1910 y 1920, cuando experimentó de forma práctica todas sus investigaciones en su obra cumbre: la Sagrada Familia. Gaudí concibió dicho templo como si fuese la estructura de un bosque, con un conjunto de columnas arborescentes divididas en diversas ramas para sustentar una estructura de bóvedas de hiperboloides entrelazados. Las columnas las inclinó para recibir mejor las presiones perpendiculares a su sección; además, les dio forma helicoidal de doble giro (dextrógiro y levógiro), como en las ramas y troncos de los árboles. Esta ramificación crea una estructura hoy denominada fractal que, junto con la modulación del espacio, que lo subdivide en pequeños módulos independientes y autosustentantes, crea una estructura que soporta perfectamente los esfuerzos mecánicos de tracción sin la necesidad de utilizar contrafuertes, como requería el estilo gótico. Gaudí logró así una solución racional y estructurada, perfectamente lógica y adaptada a la naturaleza, creando al mismo tiempo un nuevo estilo arquitectónico, original y sencillo, práctico y estético.

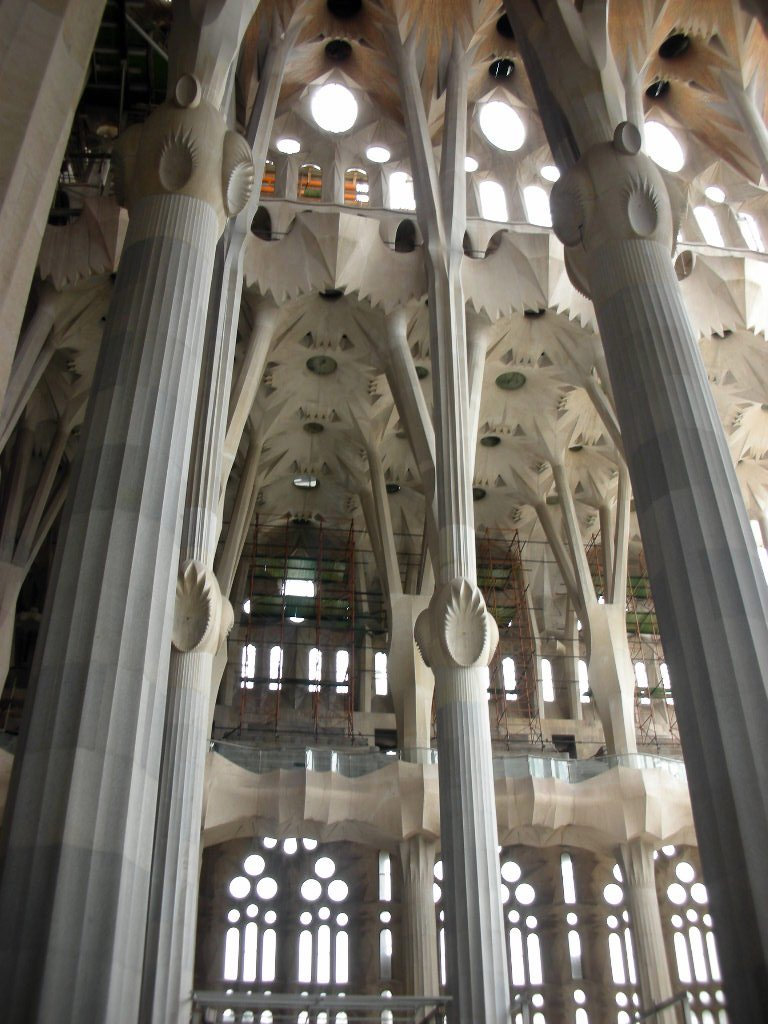
Columnas helicoidales de la Sagrada Familia

Esta nueva técnica constructiva permite a Gaudí realizar su mayor afán arquitectónico, perfeccionar y superar el estilo gótico: las bóvedas de hiperboloides tienen su centro donde las góticas tenían la clave, con la salvedad de que el hiperboloide permite crear un hueco en ese espacio, un vacío que deja el paso de la luz natural. Asimismo, en la intersección entre las bóvedas, donde las góticas tenían los nervios, el hiperboloide permite nuevamente la apertura de pequeños vanos, que Gaudí aprovecha para dar la sensación de un cielo estrellado.
Esta visión orgánica de la arquitectura se complementa en Gaudí con una singular visión espacial que le permitía concebir sus diseños arquitectónicos de forma tridimensional, contrariamente a la bidimensionalidad del diseño en plano de la arquitectura tradicional. Gaudí decía que había adquirido este sentido espacial de niño, viendo los diseños que hacía su padre para las calderas y alambiques que fabricaba. Debido a esta concepción espacial Gaudí siempre prefirió trabajar sobre moldes y maquetas, o incluso ir improvisando sobre el terreno a medida que la obra avanzaba; reacio a dibujar planos, en raras ocasiones elaboró croquis de sus obras, tan solo cuando se lo requerían instancias oficiales.

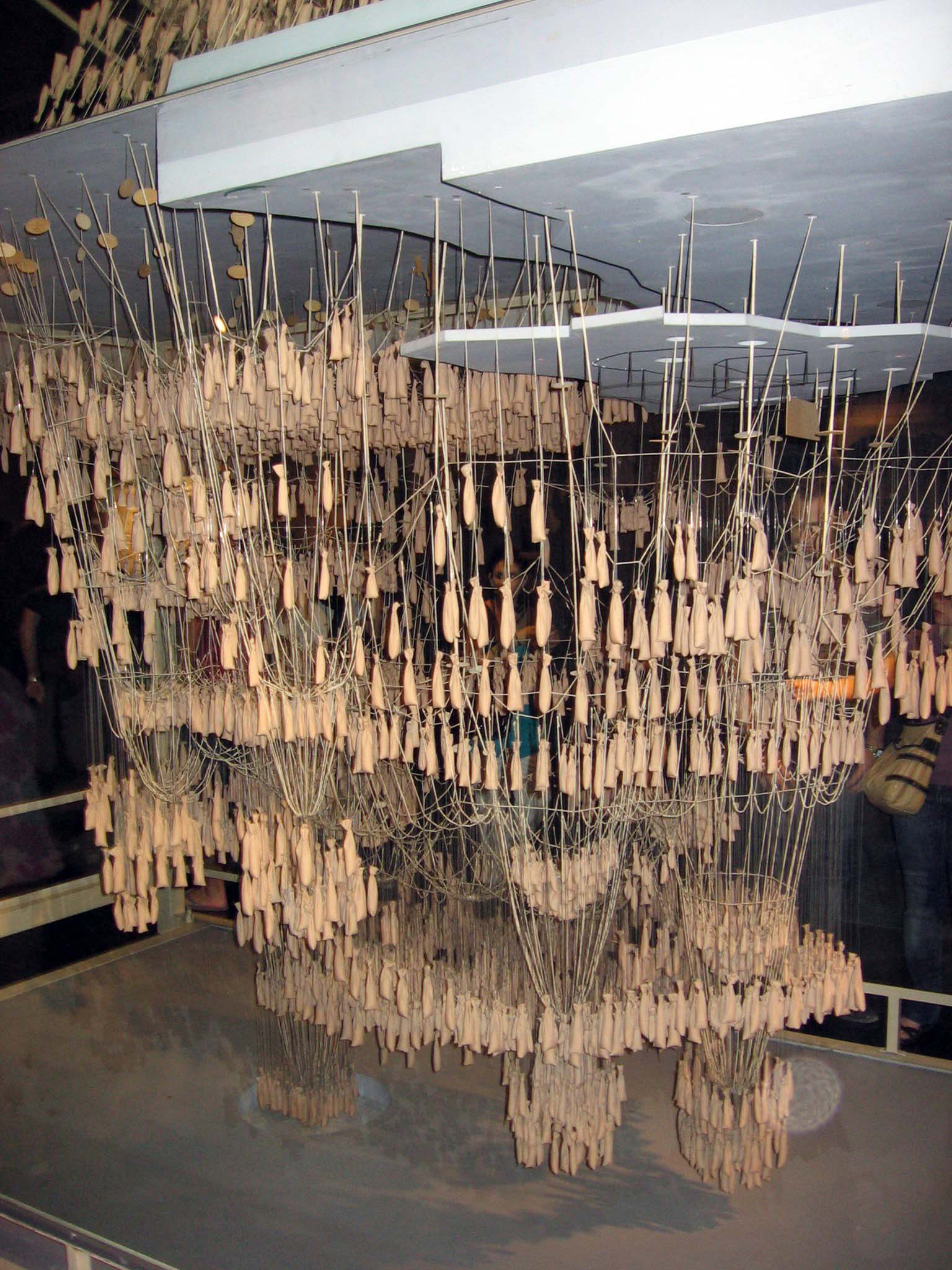
Maqueta polifunicular para la iglesia de la Colonia Güell, Museo de la Sagrada Familia

Una de sus muchas innovaciones en el terreno técnico fue la utilización de una maqueta para el cálculo de estructuras: para la iglesia de la Colonia Güell construyó en un cobertizo junto a las obras una maqueta a gran escala (1:10), de cuatro metros de altura, donde instaló un tablero de madera —fijado en el techo— donde había dibujado la planta de la iglesia; de los puntos que en este dibujo representaban los elementos sustentantes del edificio —columnas e intersección de paredes— colgó unos cordeles de los que pendían saquitos de tela rellenos de perdigones de plomo —cuyo peso era proporcional a las cargas—, que así suspendidos, y por efecto de la gravedad, daban la curva catenaria resultante, tanto en arcos como en bóvedas. De aquí sacaba una fotografía, que una vez invertida daba la estructura de columnas y arcos que Gaudí estaba buscando. Sobre estas fotografías Gaudí pintaba, con gouache o pastel, el contorno ya definido de la iglesia, remarcando hasta el último detalle del edificio, tanto arquitectónico como estilístico y decorativo.
La posición de Gaudí dentro de la historia de la arquitectura supone la de un gran genio creador que, inspirándose en la naturaleza, creó un estilo propio, de gran perfección técnica a la vez que un cuidado valor estético, marcado por el sello de su fuerte personalidad. Sus innovaciones estructurales, que suponen en cierta medida la superación de los estilos anteriores, desde el dórico hasta el barroco, pasando por el gótico, principal fuente de inspiración del arquitecto, podría considerarse que representan la culminación de los estilos clásicos, que Gaudí reinterpreta y perfecciona. Así Gaudí supera el historicismo y eclecticismo de su generación, pero sin llegar a conectar con otras corrientes de la arquitectura del XX, que con sus postulados racionalistas derivados de la Escuela de la Bauhaus supondrá una evolución antitética a la iniciada por Gaudí, hecho que marcará el menosprecio y la incomprensión inicial hacia la obra del arquitecto modernista.

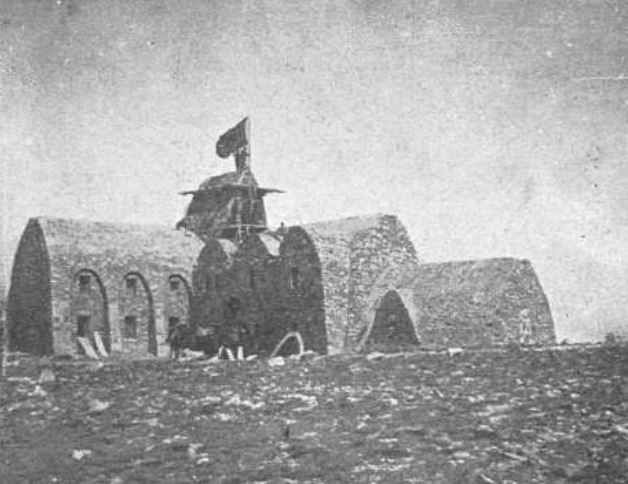
Chalet refugio de Ull de Ter (Setcasas), de Jeroni Martorell (1908), que denota la influencia gaudiniana

Gaudí ejerció una notable influencia en algunos arquitectos catalanes de su época, especialmente sus colaboradores y discípulos. Alguno de sus colaboradores siguieron sus huellas de cerca, sobre todo Francisco Berenguer, Josep Maria Jujol, Domènec Sugrañes, Joan Rubió y Josep Canaleta. Entre sus discípulos más jóvenes vemos su impronta en Lluís Bonet i Garí (capilla de Sant Miquel del Cros, Argentona), Isidre Puig i Boada (capilla del Santísimo Sacramento, Gelida), Joan Bergós (ermita de San Antonio, Seo de Urgel) y Cèsar Martinell (especialmente las numerosas bodegas que construyó). Otros, como Francesc Folguera y Josep Francesc Ràfols, evolucionaron hacia el novecentismo, apartándose de la estela del maestro. También se percibe cierta influencia del artífice de la Sagrada Familia en algunos arquitectos que no tuvieron un contacto directo con Gaudí, como Josep Puig i Cadafalch (Cavas Codorniu, San Sadurní de Noya), Jeroni Martorell (chalet refugio de Ull de Ter, Setcasas), Josep Maria Pericas (Casa Alòs, Ripoll), Bernardí Martorell (Cementerio de Olius ) o Lluís Muncunill (Masía Freixa, Tarrasa). Otros arquitectos en que se percibe de forma indirecta su influencia fueron Salvador Valeri, Jeroni Granell, Eduard Maria Balcells, Rafael Masó y Josep Goday.
Pese a todo, Gaudí no creó una escuela propia, ya que nunca se dedicó a la docencia ni dejó prácticamente escritos, por lo que en un principio su obra sufrió una inicial caída en el olvido tras su muerte, más allá de sus ayudantes y discípulos. Aun así, Gaudí ha dejado una profunda huella en la arquitectura del siglo XX: arquitectos como Le Corbusier se declararon admiradores de la obra del arquitecto catalán, y otros como Pier Luigi Nervi, Friedensreich Hundertwasser, Oscar Niemeyer, Félix Candela, Eduardo Torroja o Santiago Calatrava son hasta hoy día deudores del estilo iniciado por Gaudí. Frei Otto empleó formas gaudinianas en el Estadio Olímpico de Múnich. En Japón, la obra de Kenji Imai es de una evidente influencia gaudiniana, como se puede apreciar en el Memorial a los 26 mártires de Japón en Nagasaki (Premio Nacional de Arquitectura de Japón en 1962), donde destaca el uso del famoso trencadís del arquitecto reusense. Por otro lado, la labor docente e investigadora llevada a cabo por los críticos de arte desde el año 1950 ha situado al artista en un merecido lugar de relevancia dentro de la arquitectura del siglo XX.

La arquitectura es el primer arte plástico; la escultura y la pintura necesitan de la primera. Toda su excelencia viene de la luz. La arquitectura es la ordenación de la luz.
Antoni Gaudí.

### Diseño y artesanía

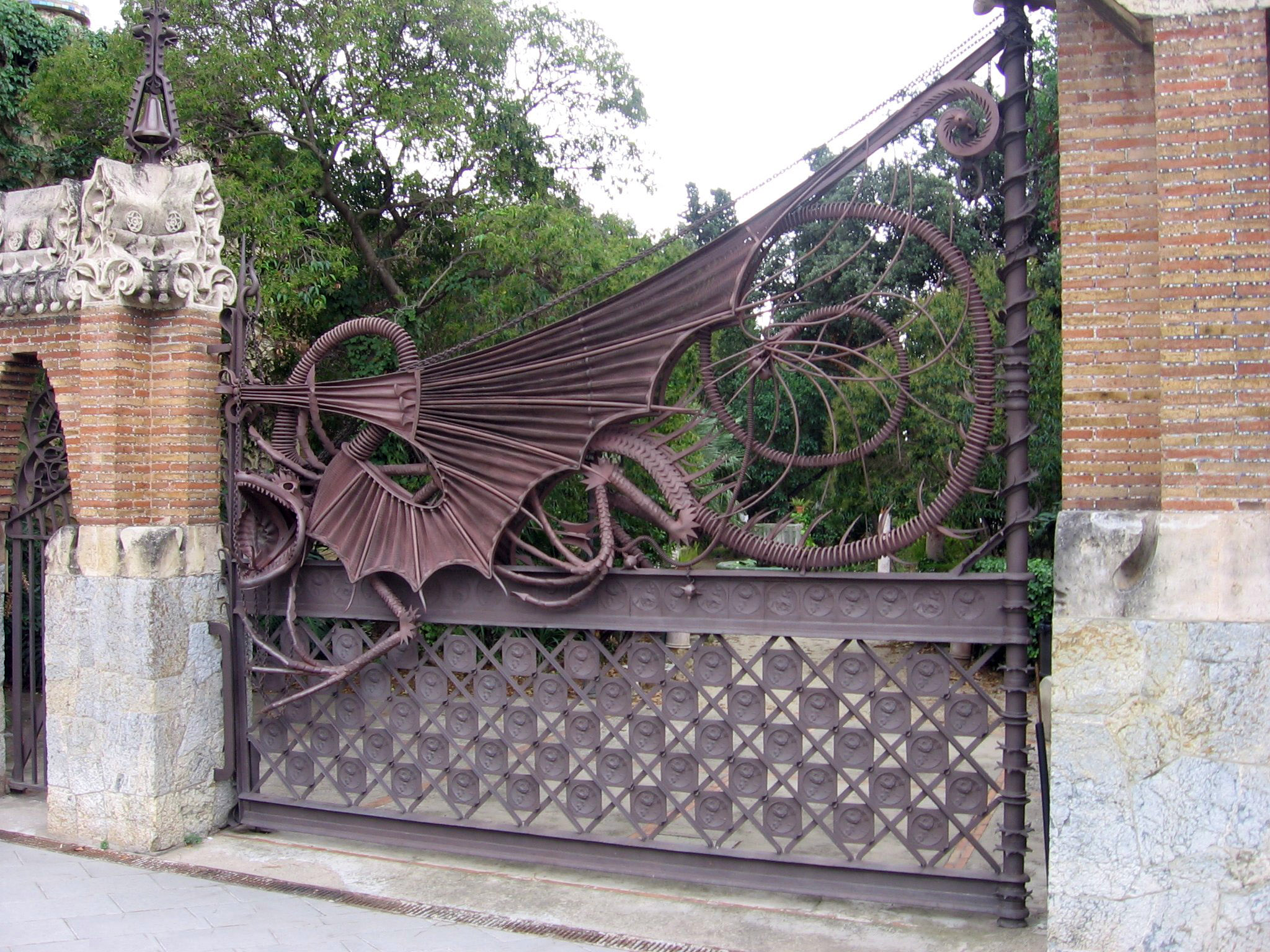
Reja de entrada a los Pabellones Güell

En su etapa de estudiante, Gaudí frecuentó diversos talleres artesanales, como los de Eudald Puntí, Llorenç Matamala y Joan Oñós, donde aprendió los aspectos básicos de todos los oficios relacionados con la arquitectura, como la escultura, la carpintería, la forja, la vidriería, la cerámica, el moldeado en yeso, etc. Asimismo, supo asimilar los nuevos avances tecnológicos, incorporando a su técnica la construcción en hierro o en hormigón armado. Todo ello se debió a la visión global que Gaudí tenía de la arquitectura como obra de diseño multifuncional, en la que debía elaborarse hasta el más mínimo detalle en un conjunto compenetrado, proporcionado. Estos conocimientos le permitieron no solo dedicarse a sus proyectos arquitectónicos, sino diseñar igualmente todos los elementos de las obras que creaba, desde el mobiliario hasta la iluminación o los acabados en forja de hierro.
Gaudí también fue un innovador en el terreno de los oficios artesanales, ideando nuevas soluciones técnicas o decorativas con los materiales que utilizaba, como por ejemplo su forma de diseñar aplacados en cerámica hecha con piezas de desecho (trencadís), en combinaciones originales y fantasiosas. Para la restauración de la Catedral de Mallorca creó una nueva técnica de hacer vidrieras, consistente en yuxtaponer tres vidrios de los colores primarios —y a veces uno neutro—, variando el grueso del cristal para poder graduar la intensidad de la luz.

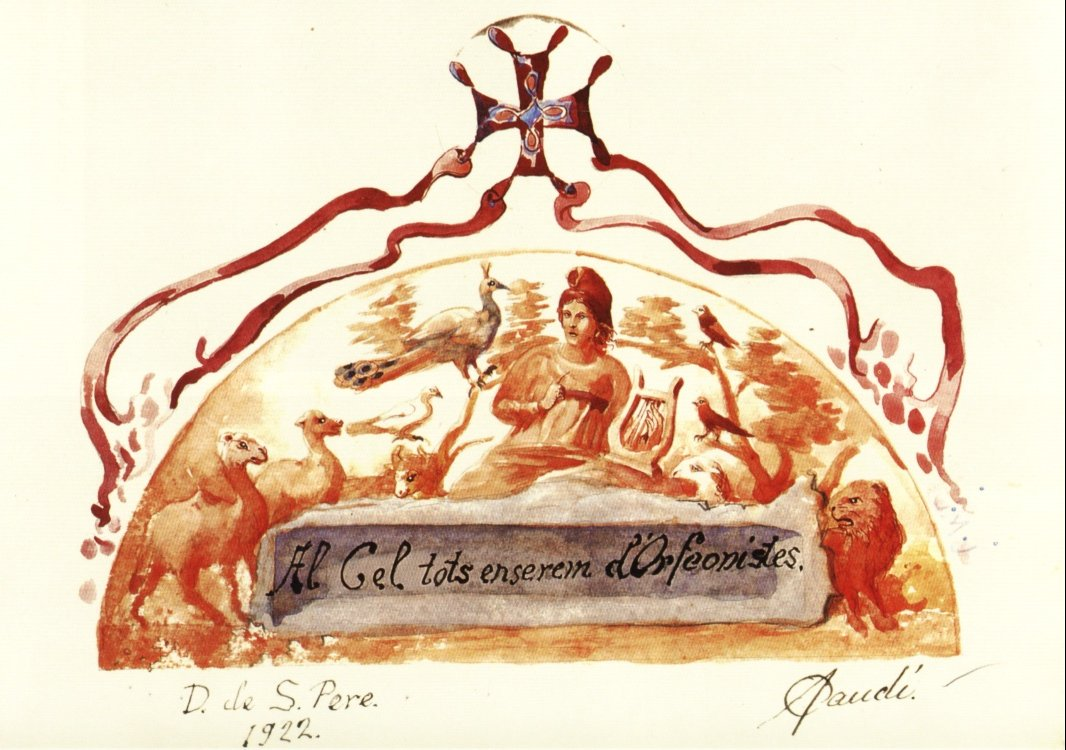
Dedicatoria de Gaudí al Orfeón Catalán (1922). Diseño de Gaudí, dibujo de Francesc Quintana y coloreado de Josep Maria Jujol.

Asimismo, diseñó personalmente muchas de las esculturas de la Sagrada Familia, aplicando un curioso método de trabajo ideado por él: en primer lugar hacía un profundo estudio anatómico de la figura, centrándose en las articulaciones —para lo que estudió detenidamente la estructura del esqueleto humano—; a veces se servía de muñecos confeccionados con alambre para probar la postura adecuada de la figura a esculpir. En segundo lugar, realizaba fotografías de los modelos, utilizando un sistema de espejos que proporcionaban múltiples perspectivas. A continuación, hacía moldes en yeso de las figuras, tanto de personas como de animales (en una ocasión tuvo que izar un burro para que no se moviese). Sobre estos moldes modificaba las proporciones para conseguir una perfecta visión de la figura dependiendo de su ubicación en el templo (más grandes cuanto más elevadas). Por último, se esculpía en piedra.

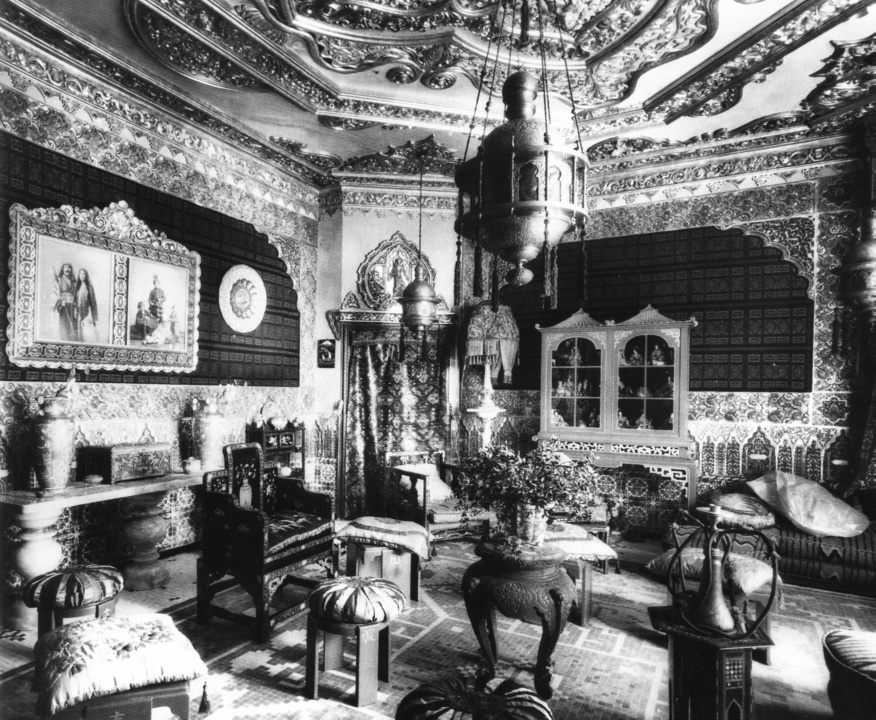
Interior de la Casa Vicens

Además de arquitecto, Gaudí fue urbanista y paisajista, procurando siempre ubicar sus obras en el entorno más adecuado, tanto natural como arquitectónico. Realizaba un profundo estudio del emplazamiento de sus construcciones, las cuales procuraba que se integrasen de una manera natural en el paisaje circundante, llegando a utilizar en numerosas ocasiones el material más común en su entorno, como la piedra pizarrosa en Bellesguard o el granito gris del Bierzo en el Palacio Episcopal de Astorga. Muchos de sus proyectos incluían jardines, como la Casa Vicens o los Pabellones Güell, o incluso eran totalmente ajardinados, como el parque Güell o los Jardines de Can Artigas. Un ejemplo perfecto de integración en la naturaleza fue el Primer Misterio de Gloria del Rosario Monumental de Montserrat, donde el marco arquitectónico es la propia naturaleza —en este caso la roca de Montserrat—, que da cabida al grupo escultórico que decora el camino a la Santa Cueva.

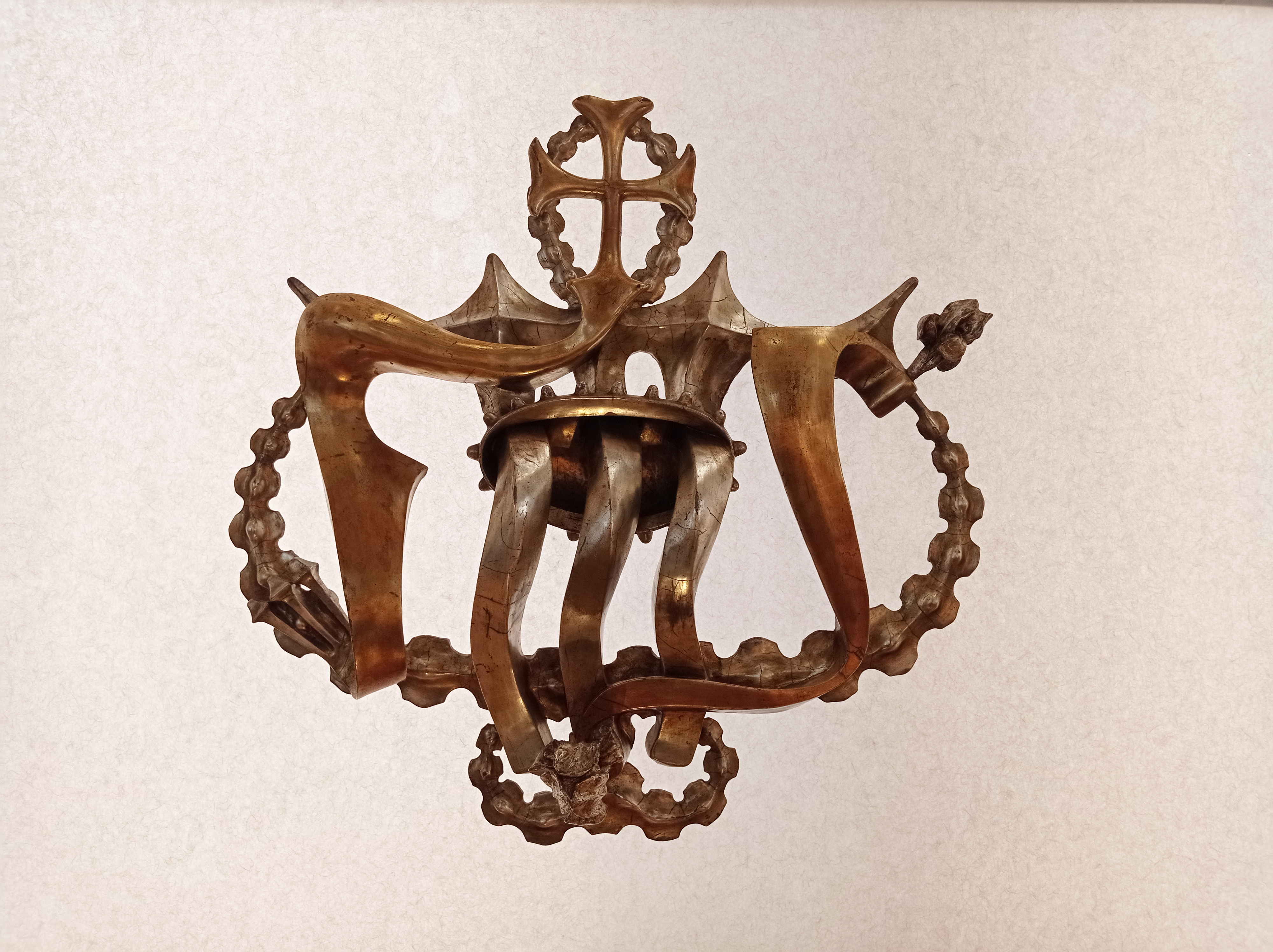
Monograma para el oratorio de la Casa Batlló

Igualmente, Gaudí destacó como interiorista, encargándose personalmente de la decoración de la mayoría de sus edificios, desde el diseño del mobiliario hasta los detalles más nimios. En cada caso supo aplicar particularidades estilísticas, personalizando la decoración según el gusto del dueño, el estilo predominante del conjunto o su ubicación en el entorno, ya fuese urbano o natural, o dependiendo de su tipología, laica o religiosa —buena parte de su producción estuvo ligada al mobiliario litúrgico—. Así, desde el diseño de un pupitre para su propio despacho al comienzo de su carrera, pasando por el mobiliario diseñado para el Palacio de Sobrellano de Comillas, realizó todo el mobiliario de las casas Vicens, Calvet, Batlló y Milà, del Palacio Güell y de la Torre Bellesguard, para desembocar en el mobiliario litúrgico de la Sagrada Familia. Es de remarcar que Gaudí efectuó estudios de ergonomía para adaptar su mobiliario a la anatomía humana de la forma más óptima posible. Buena parte del mobiliario que diseñó se expone actualmente en la Casa-Museo Gaudí del Parque Güell.
Otro aspecto a destacar es la inteligente distribución del espacio, pensado para crear un ambiente de confort e intimidad en el interior de todos sus edificios. Para ello organiza el espacio en diferentes secciones o ambientes adaptados a su uso específico, mediante el empleo de tabiques, falsos techos, puertas corredizas, vidrieras o armarios de pared. Además de cuidar hasta el último detalle todos los elementos estructurales y ornamentales, se cuidaba de que sus construcciones tuviesen una perfecta iluminación y ventilación, para lo que estudiaba con detalle la orientación del edificio respecto a los puntos cardinales, así como la climatología de la zona y su encaje en el entorno natural circundante. En aquella época comenzaba la demanda de un mayor confort doméstico, con la canalización de agua, gas y luz eléctrica, elementos que Gaudí supo incorporar de forma magistral en sus construcciones. Para la Sagrada Familia, por ejemplo, llevó a cabo profundos estudios de acústica e iluminación, para optimizarlas. Gaudí decía lo siguiente respecto a la luz:

La luz que consigue la máxima armonía es la que tiene una inclinación de 45°, pues incide en los cuerpos de modo que no es de forma horizontal ni vertical. Es la que se puede considerar luz media y da la más perfecta visión de los cuerpos y su matización más exquisita. Es la luz del Mediterráneo.

La iluminación le sirve igualmente a Gaudí para organizar el espacio, atendiendo de forma cuidadosamente estudiada a la gradación de la intensidad lumínica para adaptarse adecuadamente a cada ambiente específico. Esto lo consigue con distintos elementos como tragaluces, vidrieras, persianas o celosías; cabe destacar en este sentido la gradación cromática utilizada en el patio de luces de la Casa Batlló para conseguir una distribución uniforme de la luz en todo el interior. Asimismo, suele orientar las casas al sur para aprovechar al máximo la luz solar.

## Obra

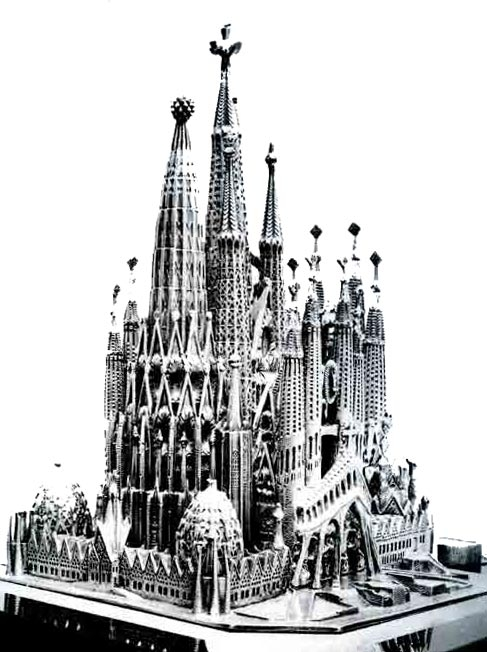
Maqueta de la Sagrada Familia, la obra maestra de Gaudí

La obra de Gaudí es de difícil clasificación. Inscrito en el modernismo, pertenece sin duda a esta corriente por su afán de renovación —sin romper por ello con la tradición—, la búsqueda de la modernidad, el sentido ornamental aplicado a su obra y el carácter multidisciplinar otorgado a sus realizaciones, donde tienen un papel fundamental los trabajos artesanales. A estas premisas Gaudí añade ciertas dosis de barroquismo, la inclusión de los adelantos tecnológicos y el mantenimiento de lenguajes arquitectónicos tradicionales, que junto a la inspiración en la naturaleza y el toque de originalidad que otorga a sus realizaciones constituyen la amalgama que proporciona al conjunto de su obra un sello personal y único en la historia de la arquitectura.
Cronológicamente, es difícil establecer unas pautas que determinen de forma veraz la evolución de su estilo. Si bien parte de unos postulados claramente historicistas para enmarcarse de lleno en el modernismo que surgía con fuerza en el último tercio del siglo XIX en Cataluña y llegar por fin a la resolución final de su estilo personal y orgánico, esta evolución no presenta unas etapas precisas con rupturas entre unas y otras, sino que en todas hay reflejos de las primeras, a medida que las va asimilando y superando. Una de las mejores periodificaciones realizadas de la obra de Gaudí es la de su discípulo y biógrafo Joan Bergós, efectuada según criterios plásticos y estructurales; Bergós establece cinco periodos en la producción gaudiniana: periodo preliminar, mudéjar-morisco, gótico evolucionado, naturalismo expresionista y síntesis orgánica.

### Primeras obras
Sus primeras realizaciones, tanto durante su etapa de estudiante como las primeras ejecutadas al obtener el título, destacan por la gran precisión de los detalles, la utilización de la geometría superior y la preponderancia de las consideraciones mecánicas en el cálculo de estructuras.
Durante sus estudios Gaudí realizó diversos proyectos de carrera, entre los que destacan: una puerta de cementerio (1875), un pabellón español para la Exposición Universal de Filadelfia de 1876, un embarcadero (1876), un patio para la Diputación de Barcelona (1876), una fuente monumental para la plaza de Cataluña de Barcelona (1877) y un paraninfo universitario (1877).

Proyectos de carrera
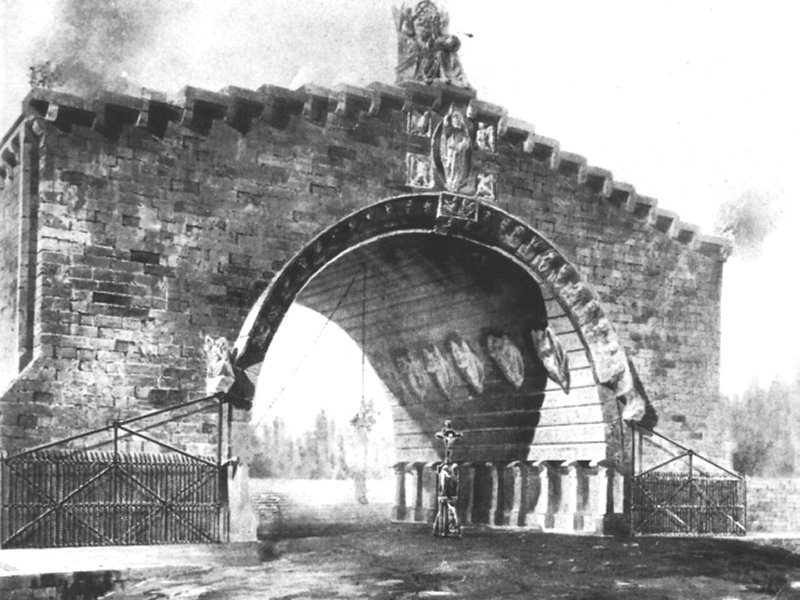
Puerta de cementerio (1875)
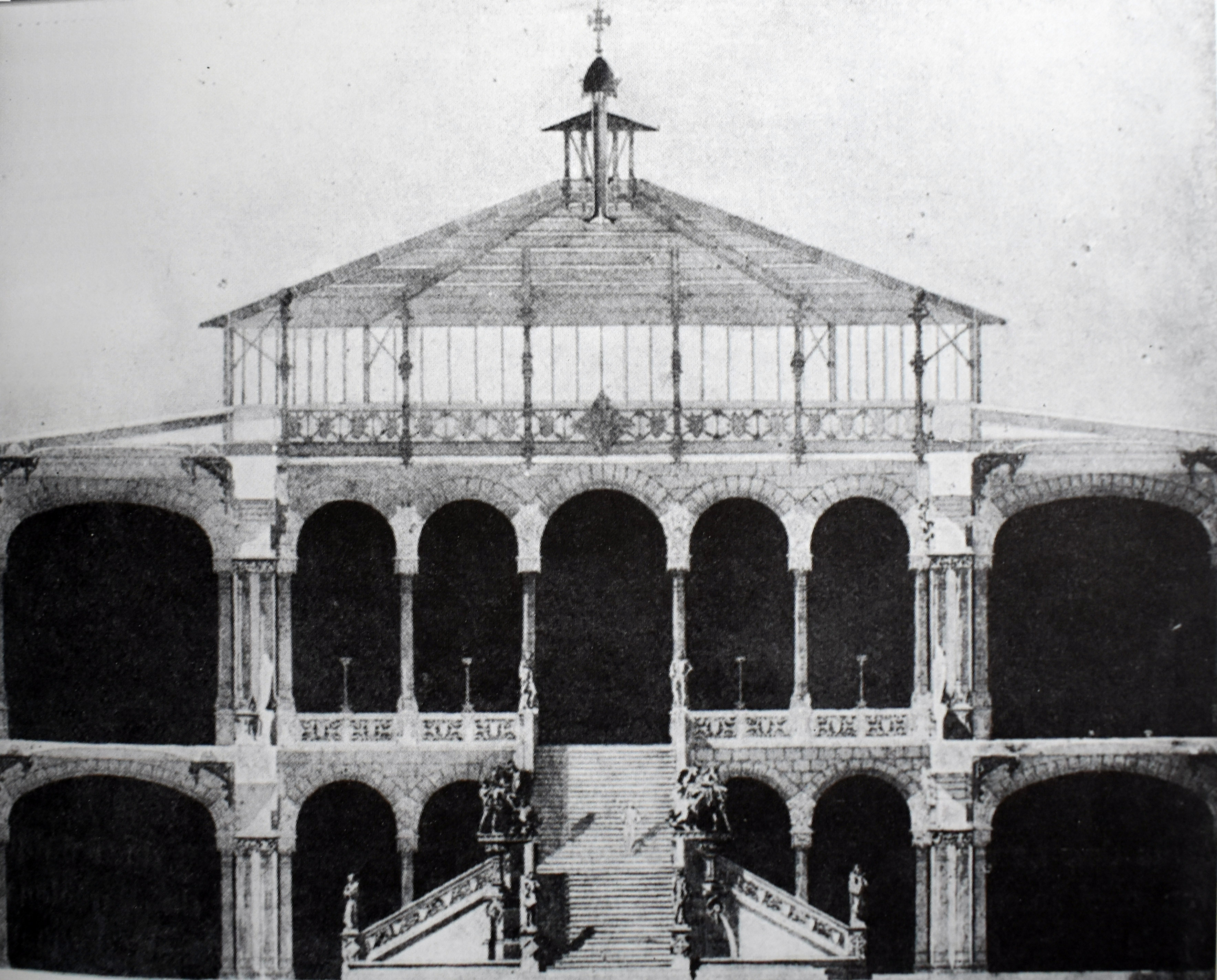
Patio para la Diputación de Barcelona (1876)
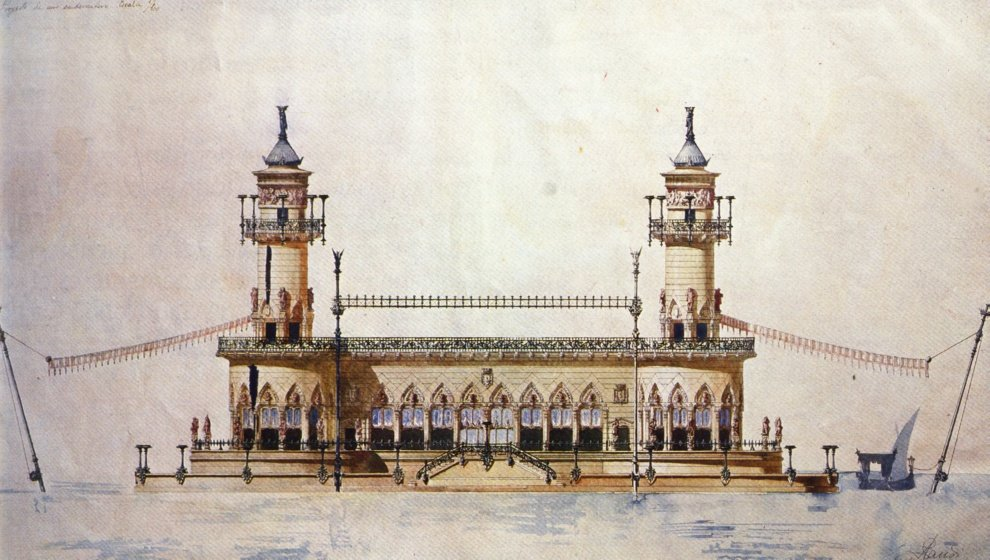
Embarcadero (1876)
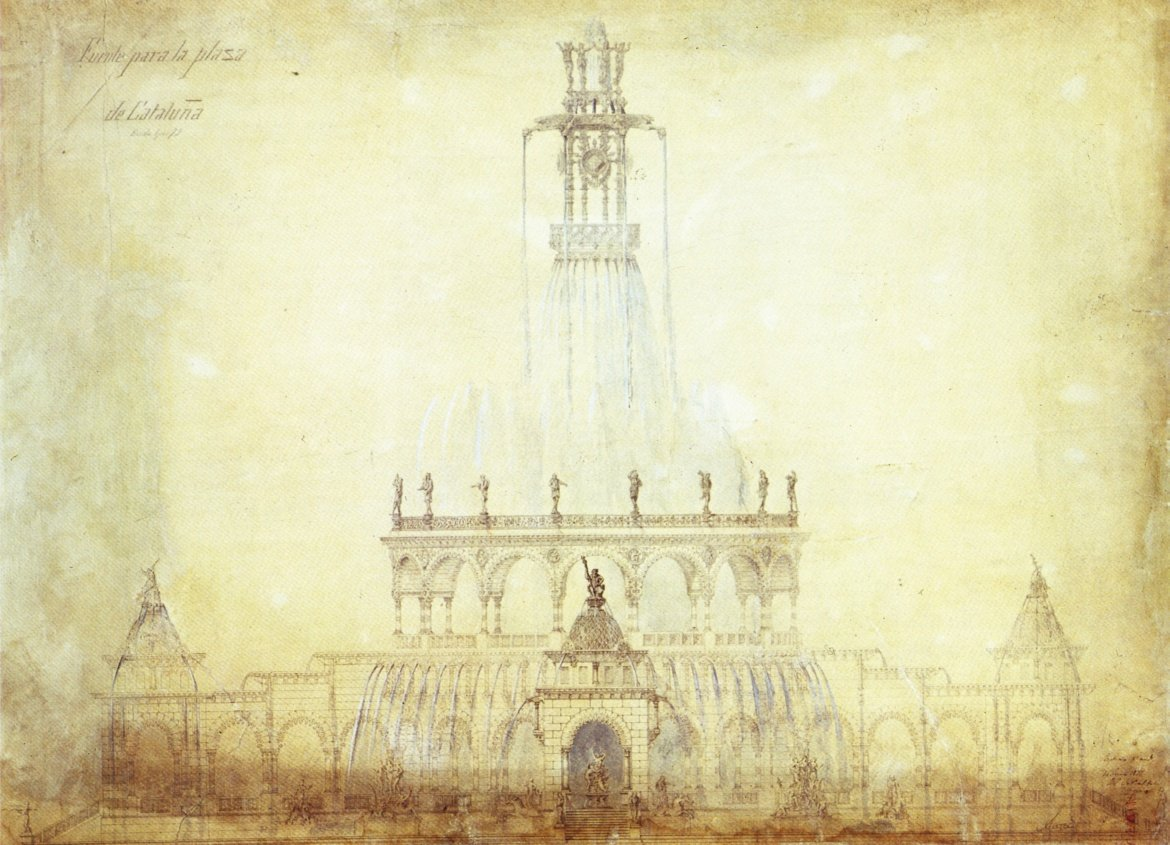
Fuente para la plaza de Cataluña (1877)
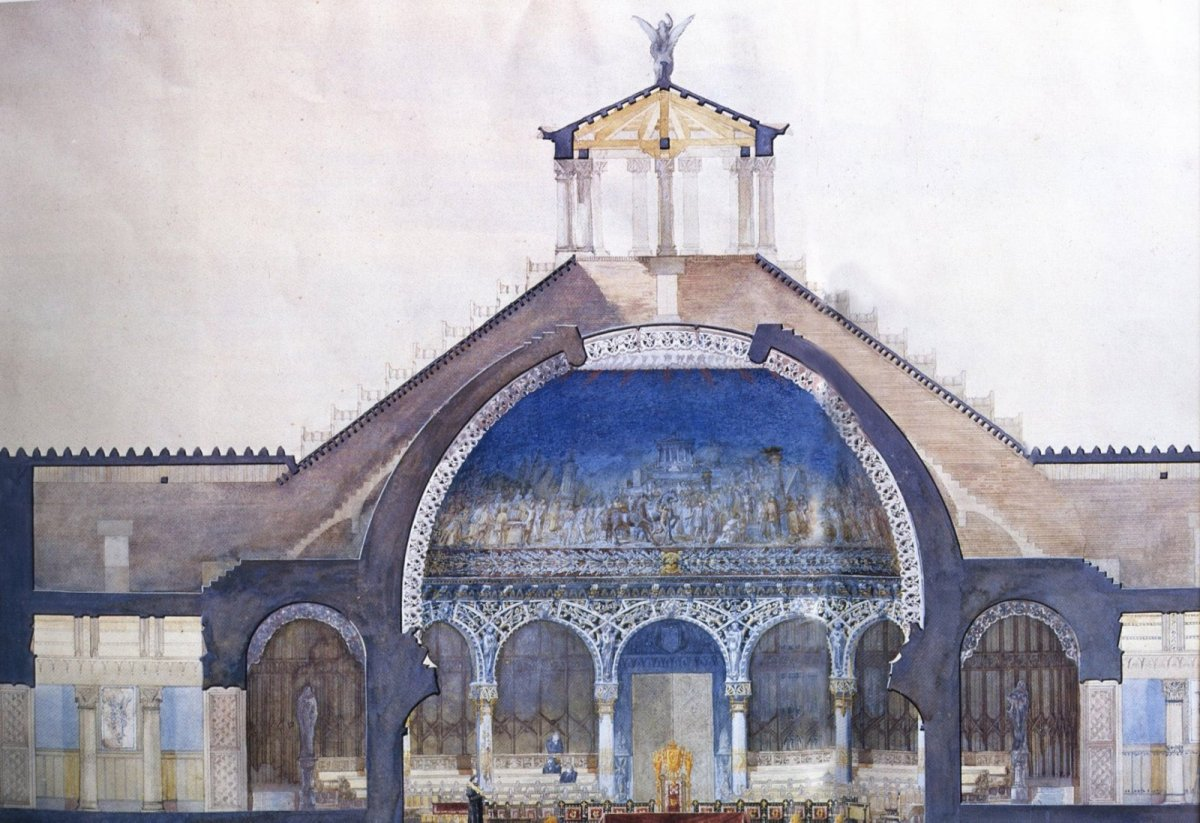
Paraninfo universitario (1877)

Gaudí comenzó su carrera profesional durante sus estudios universitarios, ya que para pagarse los estudios trabajó como delineante para varios de los mejores arquitectos que destacaban en la Barcelona del momento, como Joan Martorell, Josep Fontserè, Francisco de Paula del Villar y Lozano, Leandre Serrallach y Emilio Sala Cortés, así como el ingeniero Josep Serramalera, de la firma Padrós y Borrás.
Con Josep Fontserè tenía Gaudí una antigua relación, pues su familia era también originaria de Riudoms y se conocían de hacía tiempo. Pese a no tener título de arquitecto, Fontserè recibió el encargo del Ayuntamiento de Barcelona de la urbanización del Parque de la Ciudadela, realizado entre 1873 y 1882. En dicho proyecto Gaudí se encargó del diseño de la reja de entrada al parque, de la balaustrada de la placeta de la banda municipal y del proyecto hidráulico de la Cascada Monumental, donde proyectó una gruta artificial que ya demuestra su gusto por la naturaleza y el sentido orgánico que aplica a su arquitectura. También se apunta la autoría de Gaudí como delineante de Fontserè en una fuente-farola-reloj instalada en el mercado del Borne en 1875. Realizada en hierro fundido, tenía una base con una fuente con caños que salían de unas figuras de cisnes, sobre los que se encontraban cuatro esculturas de nereidas que sostenían sendas farolas de gas, con un reloj en la parte superior. Este diseño era muy parecido al coronamiento de la fuente monumental diseñada por Gaudí para la plaza de Cataluña, por lo que hace pensar que la autoría sería del arquitecto reusense.

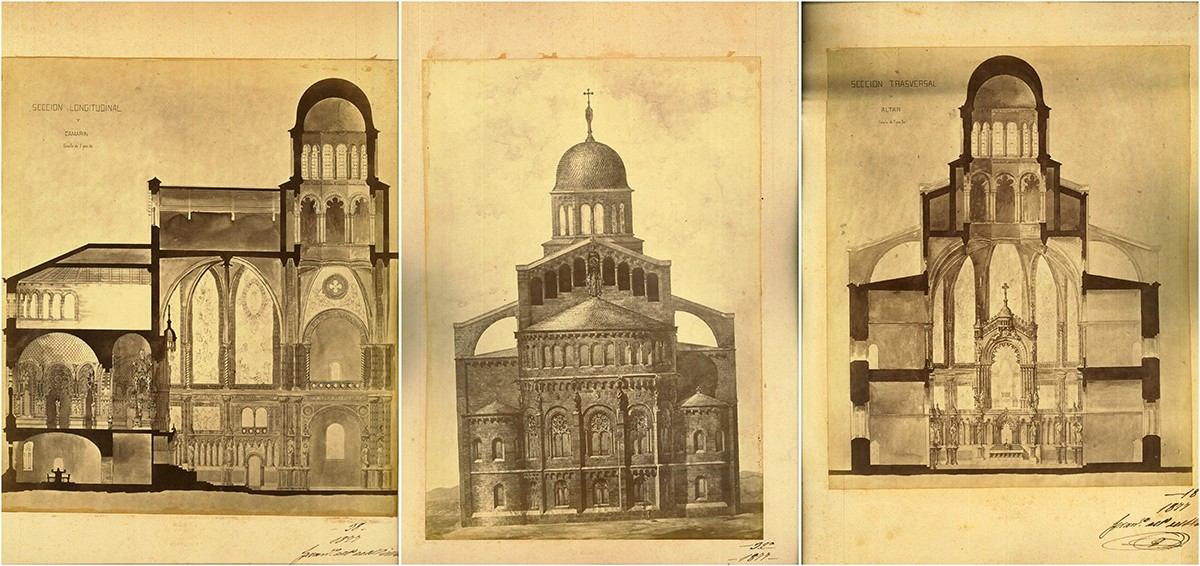
Dibujos del proyecto de ábside para el monasterio de Montserrat delineados por Gaudí para Francisco del Villar (1876): izquierda, sección longitudinal; centro, alzado; derecha, sección transversal

Para Francisco del Villar Gaudí trabajó en el ábside del monasterio de Montserrat, dibujando en 1876 el Camarín de la Virgen para la iglesia benedictina; más tarde, sucedería a Villar en las obras de la Sagrada Familia. Con Leandre Serrallach trabajó en un proyecto de tranvía a la Villa Arcadia de Montjuïc. Por último, con Joan Martorell colaboró en la iglesia de los Jesuitas de la calle Caspe y el convento de las Salesas del paseo de San Juan, así como en la iglesia de Villaricos (Almería). Igualmente, realizó para Martorell el proyecto para el concurso de la nueva fachada de la catedral de Barcelona, que finalmente no fue aprobado. Su relación con Martorell, al que consideró siempre como uno de sus principales y más influyentes maestros, le reportó un inesperado y venturoso fruto, ya que fue Martorell quien recomendó a Gaudí para hacerse cargo del proyecto de la Sagrada Familia.

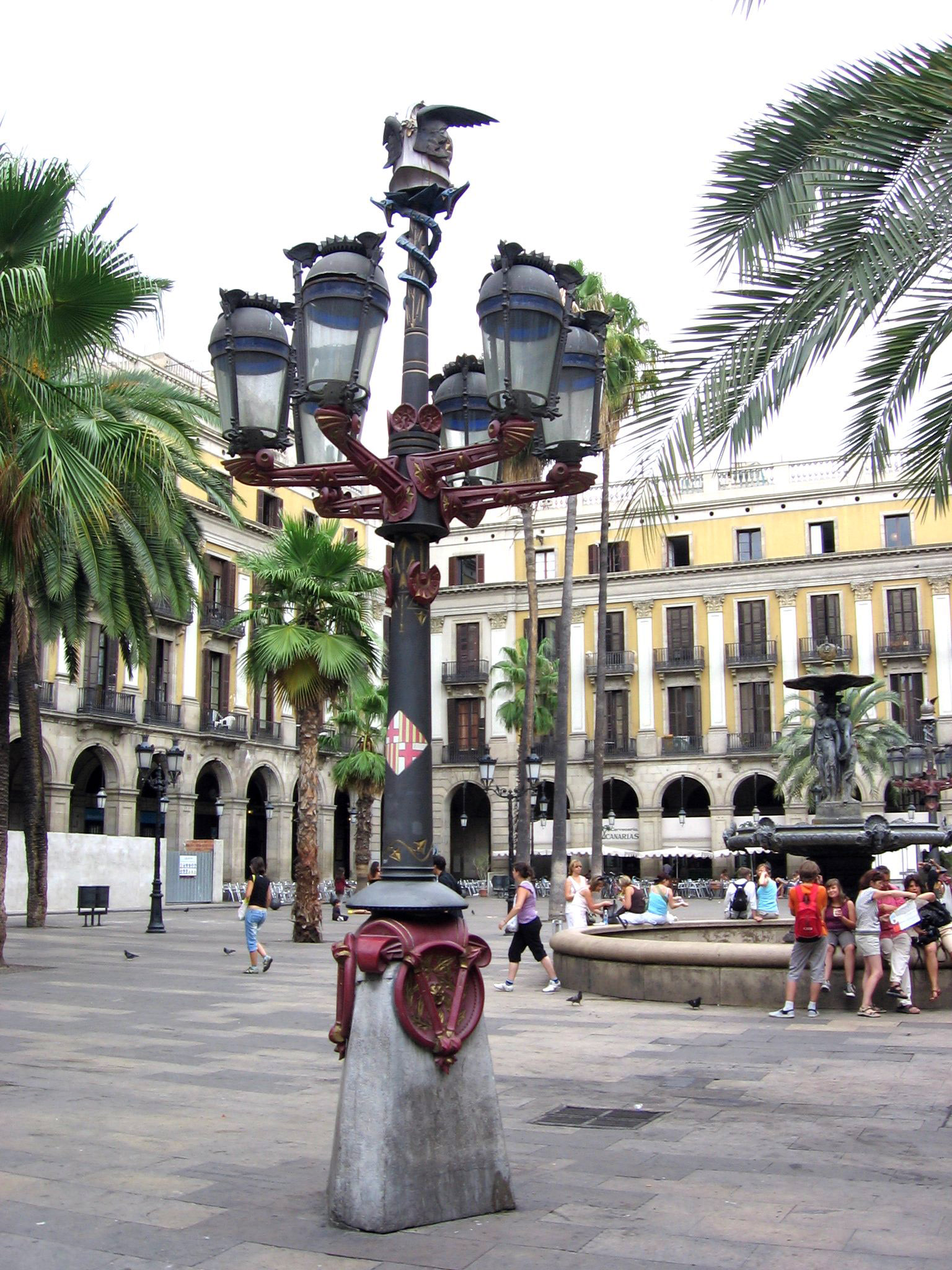
Farolas de la plaza Real de Barcelona

Una vez obtenido el título de arquitecto en 1878 sus primeros trabajos fueron unas farolas para la plaza Real, el proyecto de Quioscos Girossi y el de la Cooperativa “La Obrera Mataronense”, que fue su primera obra importante. Gaudí recibió el encargo para unas farolas del Ayuntamiento de Barcelona en febrero de 1878, cuando había aprobado la carrera pero aún no se había expedido el título, que se despachó en Madrid el 15 de marzo de ese año. Para este encargo proyectó dos distintos tipos de farolas: una de seis brazos, de la que se instalaron dos en la plaza Real, y otra de tres, de la que también se instalaron dos en la plaza de Palacio, frente a la Antigua Aduana de Barcelona. Las farolas fueron inauguradas en las fiestas de la Mercè de 1879. Hechas de hierro colado, con base de mármol, tienen una decoración donde destaca el caduceo de Mercurio, símbolo del comercio, así como el escudo de Barcelona.

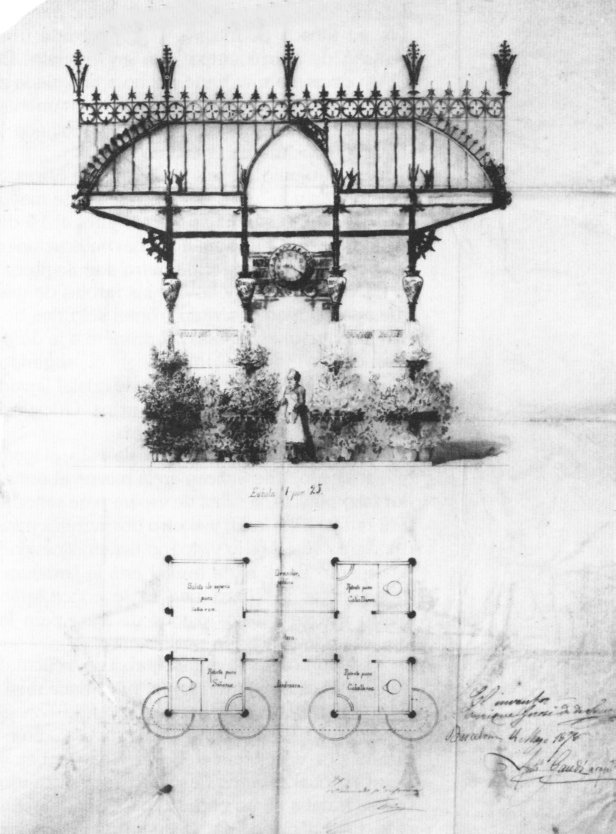
Proyecto de Quioscos Girossi

El proyecto irrealizado de Quioscos Girossi fue un encargo del comerciante Enrique Girossi de Sanctis; habría consistido en veinte quioscos repartidos por toda Barcelona, cada uno de los cuales habría incluido unos retretes públicos, un puesto de flores y unos paneles de cristal para publicidad, además de reloj, calendario, barómetro y termómetro. Gaudí concibió una estructura de pilares de hierro y placas de mármol y cristal, coronado por una gran marquesina de hierro y cristal, con un sistema de iluminación de gas.
La Cooperativa Obrera Mataronense fue el primer proyecto de envergadura de Gaudí, en el que trabajó de 1878 a 1882, por encargo de Salvador Pagès Inglada. El proyecto, para la sede social de la empresa en Mataró, constaba de una fábrica, un barrio de casas para los obreros, un casino y un edificio de servicios, de los que finalmente solo se llevaron a cabo la fábrica y el edificio de servicios. En la nave de la fábrica Gaudí utilizó por primera vez el arco catenario, con un sistema de ensamblaje con pernos ideado por Philibert de l'Orme. También aplicó por primera vez, en el edificio de servicios, la decoración en azulejo cerámico. Gaudí realizó el diseño urbanístico basándose en la orientación solar, otra de las constantes en sus obras, e incluyó zonas ajardinadas en el proyecto. Diseñó incluso el emblema de la Cooperativa, con la figura de una abeja, símbolo de la laboriosidad.

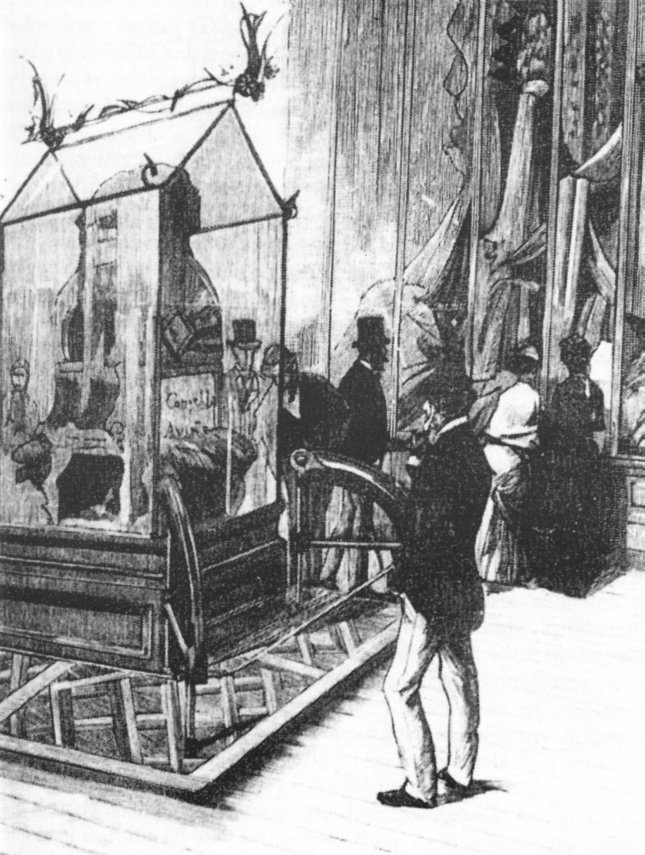
Vitrina para la Guantería Esteban Comella

En mayo de 1878 diseñó Gaudí una vitrina para la Guantería Esteban Comella, que fue expuesta en el pabellón español de la Exposición Universal de París de ese año. Fue esta obra la que atrajo la atención del empresario Eusebi Güell, de visita en la capital francesa; quedó tan impresionado que a su retorno quiso conocer a Gaudí, empezando entonces una larga amistad y colaboración profesional, siendo Güell el principal mecenas de Gaudí y patrocinador de muchos de sus grandes proyectos.
El primer encargo que Güell realizó a Gaudí, ese mismo año, fue el diseño del mobiliario para la capilla-panteón del Palacio de Sobrellano en Comillas, que estaba entonces construyendo Joan Martorell, el maestro de Gaudí, por encargo del marqués de Comillas, suegro de Güell. Gaudí diseñó un sillón, un banco y un reclinatorio: el sillón estaba forrado de terciopelo, rematado por dos águilas con el escudo del marqués; el banco destaca por el relieve de un dragón, proyectado por Llorenç Matamala; el reclinatorio tiene decoración en bajorrelieve de formas vegetales.

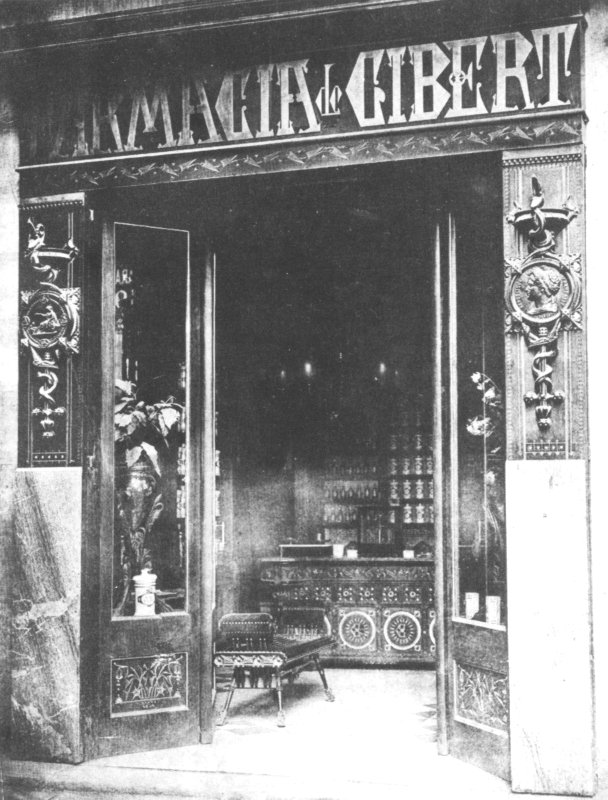
Farmacia Gibert

También en 1878 realizó unos planos para un teatro en la antigua localidad de San Gervasio de Cassolas (hoy día un barrio de la Ciudad Condal); Gaudí no intervino en la posterior construcción del teatro, actualmente desaparecido. Al año siguiente diseñó los muebles y mostrador de la Farmacia Gibert, con marquetería de influencia árabe. Ese mismo año efectuó cinco dibujos para una cabalgata en homenaje al poeta Francesch Vicens García en Vallfogona de Riucorb, localidad en la que fue párroco este célebre escritor del siglo XVII, amigo de Lope de Vega. El proyecto de Gaudí giraba en torno al poeta glorificado y a distintos aspectos del trabajo en el campo, como la siega o la recogida de la uva y la aceituna; sin embargo, a causa de problemas organizativos del certamen, la idea de Gaudí no se llevó a cabo.
Entre 1879 y 1881 realizó varias obras para la Congregación de Jesús-María: en San Andrés de Palomar diseñó la decoración de la capilla de la Congregación (actual iglesia de San Paciano), que incluía el altar de estilo gótico, la custodia de influencia bizantina, el mosaico y la iluminación, así como el mobiliario del colegio. Incendiada la iglesia en la Semana Trágica de 1909, en la actualidad solo persiste el mosaico, de opus tessellatum, probable obra del mosaiquista italiano Luigi Pellerin. Para estas mismas religiosas se encargó de la decoración de la iglesia del Colegio de Jesús-María de Tarragona (1880-1882): realizó el altar en mármol blanco italiano, y su parte frontal, o antipendio, lo dispuso con cuatro columnas que exhibían medallones de alabastro polícromo, con figuras de ángeles; el ostensorio, de madera dorada, obra de Eudald Puntí, decorado con rosarios, ángeles, los símbolos del Tetramorfos y la paloma del Espíritu Santo; y la sillería del coro, destruida en 1936.

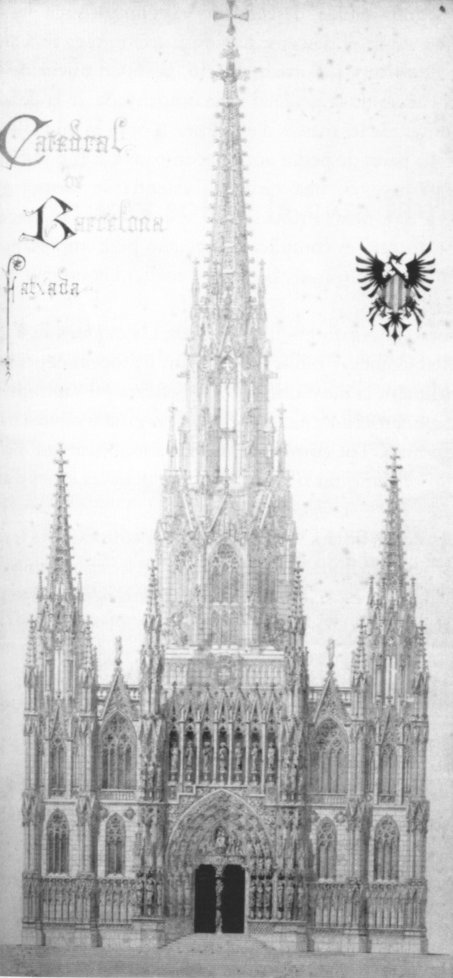
Dibujo de Gaudí para la fachada de la catedral de Barcelona según el proyecto de Joan Martorell (1882)

En 1880 hizo un proyecto de iluminación eléctrica para la Muralla de Mar de Barcelona, que finalmente no fue llevado a cabo. Habría consistido en ocho grandes farolas de hierro, profusamente decoradas con motivos vegetales, frisos, escudos y nombres de batallas y de almirantes catalanes. Ese mismo año participó en el concurso para la construcción del Casino de San Sebastián (actual Ayuntamiento), que finalmente ganaron Luis Aladrén Mendivil y Adolfo Morales de los Ríos; Gaudí presentó un proyecto que era síntesis de varios estudios suyos anteriores, como el proyecto de fuente para la plaza Cataluña o el de patio para la Diputación Provincial.

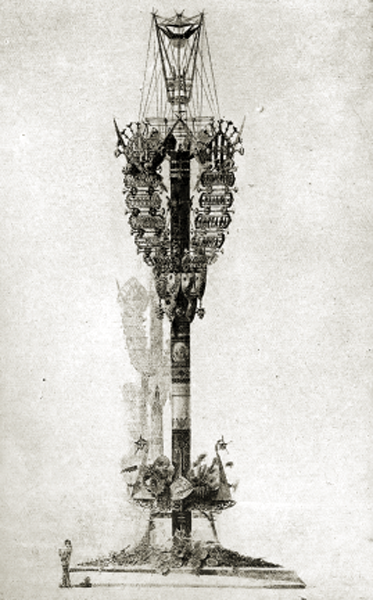
Proyecto de farola para la Muralla de Mar (1880)

Un nuevo encargo de los Güell-López para Comillas fue el de un quiosco para la visita del rey Alfonso XII a la localidad cántabra en 1881. Gaudí diseñó un pequeño templete con forma de turbante de influencia hindú, recubierto de mosaico y decorado con una gran profusión de pequeñas campanillas que producían un constante repique musical. Posteriormente fue instalado en los Pabellones Güell.
En 1882 realizó para su antiguo maestro, Joan Martorell, el proyecto para un monasterio benedictino y una iglesia dedicada al Espíritu Santo en Villaricos (Cuevas del Almanzora, Almería). Era de planta neogótica, parecida al convento de las Salesas que Gaudí proyectó igualmente con Martorell. Finalmente no se llevó a cabo, y los planos del proyecto fueron destruidos en el saqueo de la Sagrada Familia en 1936. Ese mismo año recibió el encargo para construir un pabellón de caza y unas bodegas en una finca llamada La Cuadra, en Garraf (Sitges), propiedad del magnate Eusebi Güell. Finalmente el pabellón no se llevó a cabo, construyéndose tan solo las bodegas unos años más tarde.
La colaboración de Gaudí con Martorell fue determinante para que este recomendase a Gaudí para la Sagrada Familia. El famoso templo gaudiniano fue idea de Josep Maria Bocabella, fundador de la Asociación de Devotos de San José, para lo que adquirió una manzana completa del Ensanche barcelonés. En principio se encargó del proyecto el arquitecto Francisco de Paula del Villar y Lozano, que planeó la construcción de una iglesia de estilo neogótico, iniciándose las obras en 1882. Sin embargo, al año siguiente Villar renunció por desavenencias con la junta constructora, y el encargo pasó a manos de Gaudí, que reformó por completo el proyecto —salvo la parte ya construida de la cripta—. Gaudí emplearía el resto de su vida en la construcción del templo, que será la síntesis de todos sus hallazgos arquitectónicos, culminando en su etapa final.

### Etapa orientalista

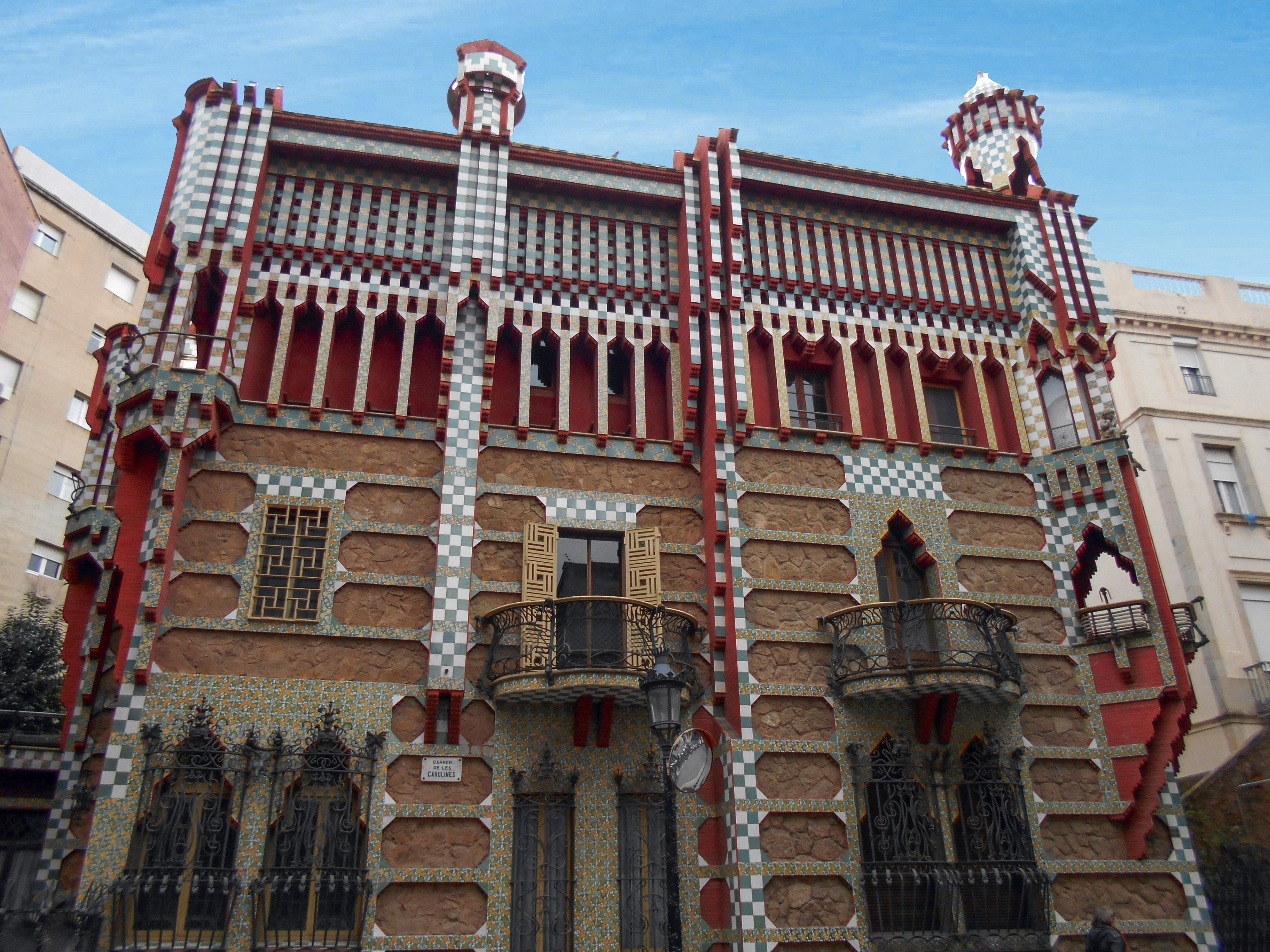
Casa Vicens

En estos años Gaudí realiza una serie de obras de marcado gusto oriental, inspiradas en el arte del Próximo y Lejano Oriente (India, Persia, Japón), así como en el arte islámico hispánico, principalmente el mudéjar y nazarí. Gaudí emplea con gran profusión la decoración en azulejo cerámico, así como los arcos mitrales, cartelas de ladrillo visto y remates en forma de templete o cúpula.
Entre 1883 y 1885 construyó la Casa Vicens, encargo del corredor de bolsa Manuel Vicens i Montaner. Está estructurada en cuatro niveles o plantas, con tres fachadas y un amplio jardín, con una fuente monumental de ladrillo formada por un arco parabólico encima del cual había un paso entre columnas. La casa se cerraba con un muro de cerca con una reja de hierro colado, decorada con hojas de palmito, obra de Llorenç Matamala. Los muros de la casa son de mampostería alternada con filas de azulejo, que reproduce unas flores amarillas propias de la zona; la casa se remata con chimeneas y unas torres en forma de templetes. En el interior destacan los techos de vigas de madera policromada, adornados con temas florales de papel maché; los muros tienen esgrafiados de motivos vegetales, así como pinturas obra de Francesc Torrescassana; por último, el suelo es de mosaico romano de opus tesselatum. Una de las estancias más originales es el fumadero, donde destaca el techo en forma de cielo raso decorado con mucarnas árabes, que recuerdan el Generalife de la Alhambra de Granada.

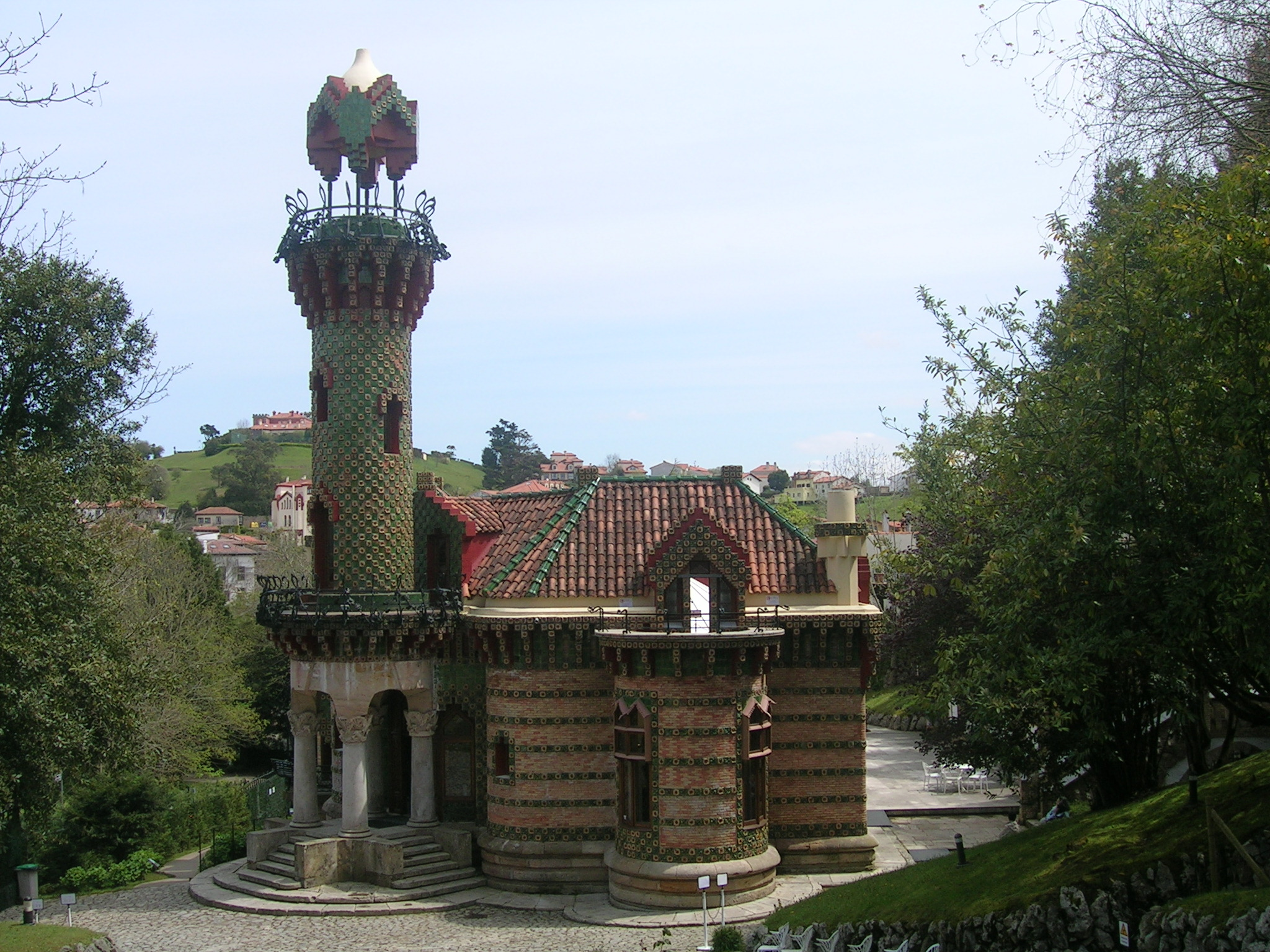
El Capricho, en Comillas (Cantabria)

El mismo año de 1883 Gaudí hizo un proyecto de retablo para la capilla del Santísimo Sacramento de la iglesia parroquial de San Félix de Alella, así como unos planos topográficos de la finca Can Rosell de la Llena en Gelida, y recibió el encargo de un hotelito anexo al Palacio de Sobrellano, del marqués de Comillas, en la homónima localidad cántabra. Conocido como El Capricho, fue encargado por Máximo Díaz de Quijano y construido entre 1883 y 1885. La dirección de las obras corrió a cargo de Cristóbal Cascante, compañero de estudios de Gaudí. De estilo oriental, tiene planta alargada, con tres niveles y una torre cilíndrica en forma de alminar persa, revestida completamente de cerámica. El acceso presenta cuatro columnas y arcos adintelados, con capiteles decorados con pájaros y hojas de palmito, como en la Casa Vicens. El salón principal destaca por un amplio ventanal con ventanas de guillotina, y dispone de un fumadero cubierto por falsas bóvedas de estuco de estilo árabe.

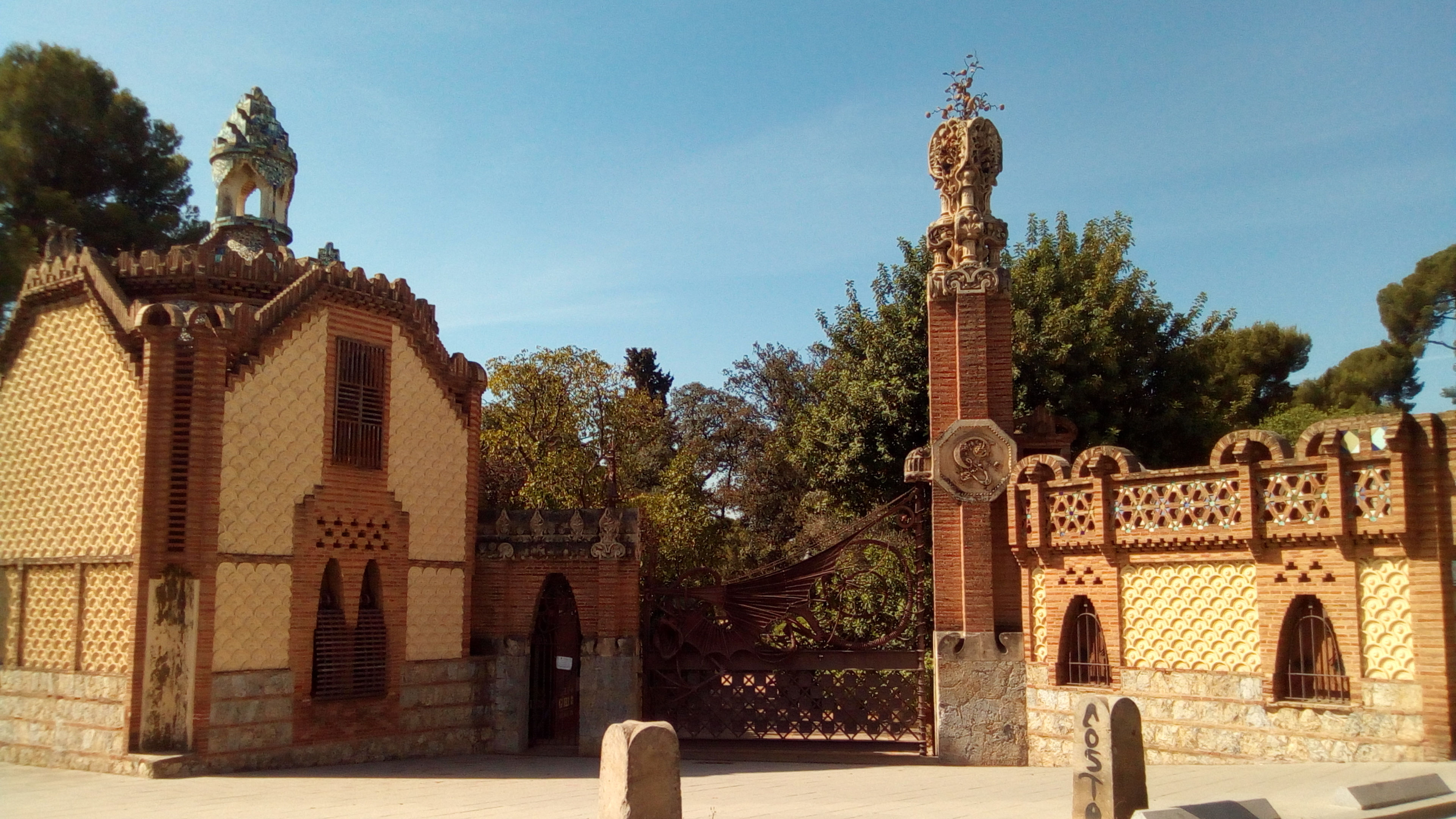
Pabellones Güell

Gaudí realizó un segundo encargo para Eusebi Güell entre 1884 y 1887, los Pabellones Güell de Pedralbes. Güell tenía una finca en Les Corts de Sarrià, unión de dos terrenos conocidos como Can Feliu y Can Cuyàs de la Riera. El arquitecto Joan Martorell había construido un palacete de aire caribeño, derribado en 1919, en cuyo lugar se construyó el Palacio Real de Pedralbes. Gaudí recibió el encargo de reformar la casa y construir un muro de cerca y los pabellones de portería, además del diseño de los jardines, en los que situó la Fuente de Hércules. Realizó el muro de mampostería con varias puertas de entrada, la principal con una reja de hierro en forma de dragón, con una simbología alusiva al mito de Hércules y el Jardín de las Hespérides. Los pabellones constan de caballeriza, picadero y portería: la caballeriza es de base rectangular, cubierta con bóveda tabicada con forma de catenaria; el picadero es de base cuadrada, con una cúpula de perfil hiperboloidal, rematada por un templete; la portería consta de tres pequeñas edificaciones, la central de planta poligonal y cúpula hiperbólica, y otras dos más pequeñas de planta cúbica. Las tres están rematadas por unos ventiladores en forma de chimeneas recubiertas de cerámica. La obra está realizada con ladrillo visto de diversas tonalidades entre el rojo y el amarillo, y recubierta de cristal de colores; en ciertas secciones utilizó también bloques prefabricados de cemento. Actualmente los pabellones pertenecen a la Universidad Politécnica de Cataluña.
En 1885 Gaudí recibió de parte de Josep Maria Bocabella, el promotor de la Sagrada Familia, el encargo para un altar situado en el oratorio de la familia Bocabella, al haber obtenido licencia del papa de poder tener un altar en su domicilio privado. El altar es de caoba, con barnizado de laca, con una losa de mármol blanco en el centro para las reliquias. Tiene decoración vegetal y varios motivos religiosos, como las letras griegas alfa y omega, símbolo del principio y el fin, frases del Evangelio e imágenes de san Francisco de Paula, santa Teresa de Jesús y la Sagrada Familia; se cierra con una cortina con un crismón bordado. Su confección corrió a cargo del ebanista Frederic Labòria, que también colaboró con Gaudí en la Sagrada Familia.

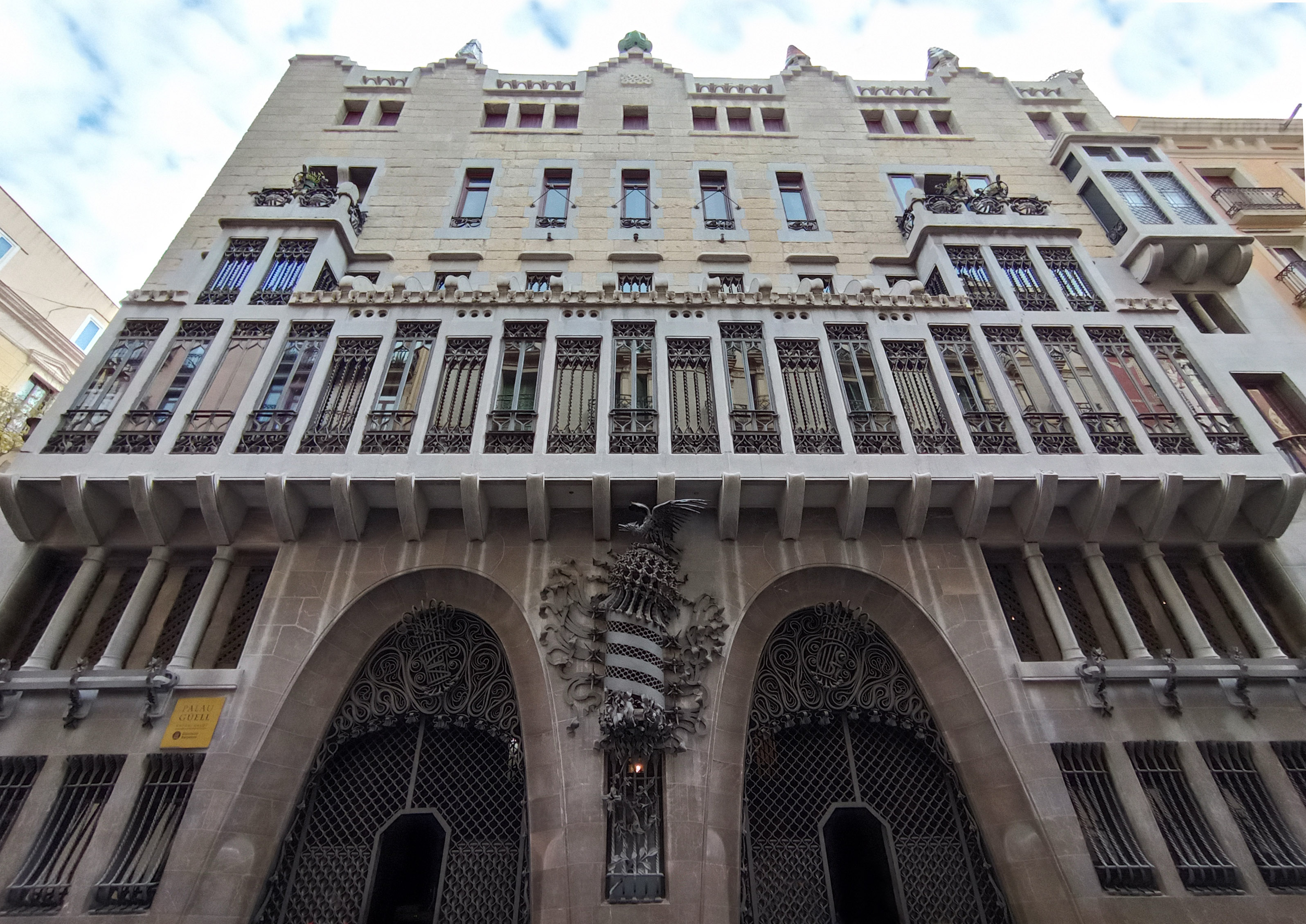
Palacio Güell

Poco tiempo después Gaudí recibió un nuevo encargo del conde Güell, la construcción de su casa familiar, en la calle Nou de la Rambla de Barcelona. El Palacio Güell (1886-1888) sigue la tradición de las grandes casas señoriales catalanas como las de la calle Montcada. Gaudí diseñó una entrada monumental con unas magníficas puertas de arcos parabólicos y rejas caladas de hierro forjado, ornamentadas con el escudo de Cataluña y un yelmo con un dragón alado, obra de Joan Oñós. Destaca el recibidor interior, que tiene una altura de tres plantas; es el núcleo central del edificio, ya que está rodeado por las principales estancias del palacio, y destaca por su cubierta con doble cúpula de perfil paraboloide en el interior y cónico en el exterior, solución típica del arte bizantino. En la tribuna de la fachada Gaudí empleó un original sistema de arcos catenarios y columnas con capiteles hiperboloidales, estilo no empleado ni anterior ni posteriormente a Gaudí. Diseñó con esmero el interior del palacio, con una suntuosa decoración de estilo mudéjar, donde destacan los techos con artesonados de madera y hierro. En el tejado destacan las chimeneas, de formas geométricas, recubiertas de cerámica de vivos colores, así como la alta aguja en forma de linterna que supone el remate exterior de la cúpula del salón central, hecha igualmente de cerámica y rematada con una veleta de hierro.

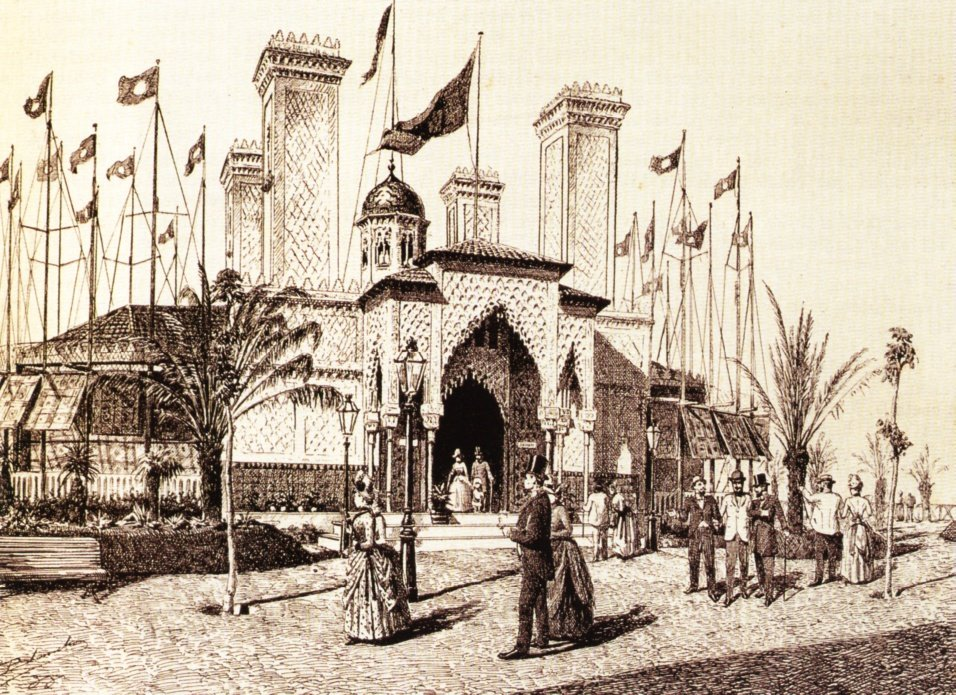
Pabellón de la Compañía Trasatlántica (1888)

Entre 1886 y 1902 el artífice reusense diseñó dos vitrales para la Capilla de Can Pujades en Vallgorguina: el primero, fechable entre 1886 y 1902, es un rosetón de unos 90 cm de diámetro, que representa la mano de Dios con el ojo bíblico que todo lo ve, rodeada de tres anagramas de Jesús, María y José; el segundo, datado en 1894, es una representación del Arcángel Miguel, de 75 × 24,5 cm. Estas obras provocaron una cierta polémica en 2014, cuando la Consejería de Cultura de la Generalidad de Cataluña y el Instituto de Estudios Catalanes anunciaron que se habían descubierto dos obras nuevas de Gaudí desconocidas hasta entonces, dentro de un inventario que se estaba confeccionando de vitrales de toda Cataluña. Sin embargo, luego se comprobó que estas obras eran ya conocidas anteriormente, y habían aparecido citadas en revistas y libros especializados en el corpus gaudiniano.
Con motivo de la Exposición Universal celebrada en el parque de la Ciudadela de Barcelona en 1888, Gaudí construyó el pabellón de la Compañía Trasatlántica, propiedad del marqués de Comillas, en la Sección Marítima del certamen. Lo realizó en estilo nazarí granadino, con arcos de herradura y decoración de estuco; subsistió hasta la apertura del paseo Marítimo de Barcelona en 1960. Con motivo de tal evento recibió de parte del Ayuntamiento de Barcelona el encargo de la restauración del Salón de Ciento y de la Escalera de Honor de la Casa de la Ciudad, junto con la realización de un sillón para la reina regente; del proyecto solo se llevó a cabo el sillón que el alcalde Francisco de Paula Rius y Taulet regaló a la reina.

### Período neogótico

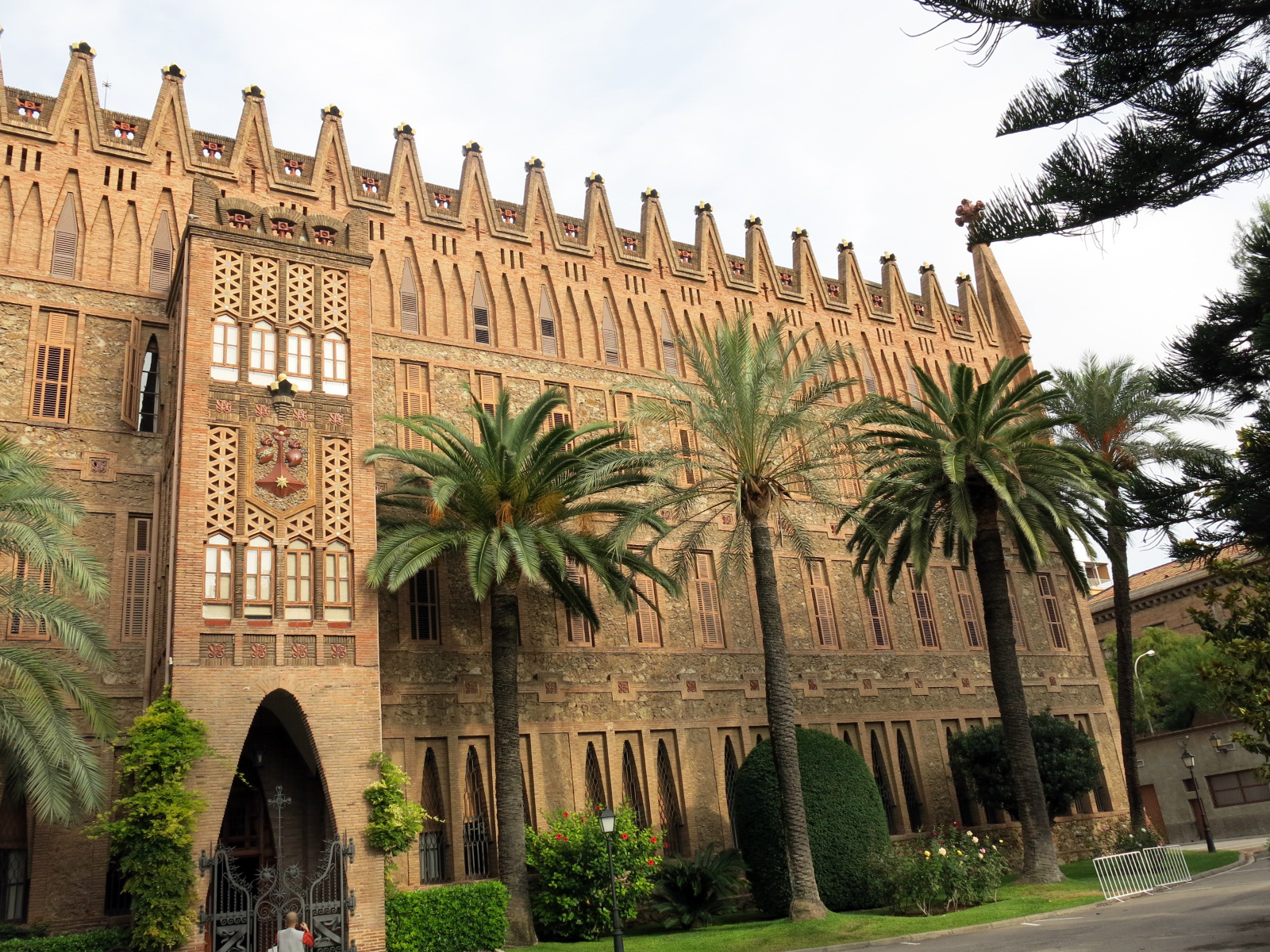
Colegio de las Teresianas

En esta etapa Gaudí se inspiró sobre todo en el arte gótico medieval, el cual asume de forma libre, personal, intentando mejorar sus soluciones estructurales. El neogótico fue en aquella época uno de los estilos historicistas de mayor éxito, sobre todo a raíz de los estudios teóricos de Viollet-le-Duc. Gaudí estudió con profundidad el gótico catalán, balear y rosellonés, así como el leonés y el castellano en sus estancias en León y Burgos, llegando al convencimiento de que era un estilo imperfecto, a medio resolver. En sus obras elimina la necesidad de contrafuertes mediante el empleo de superficies regladas, y suprime cresterías y calados excesivos.

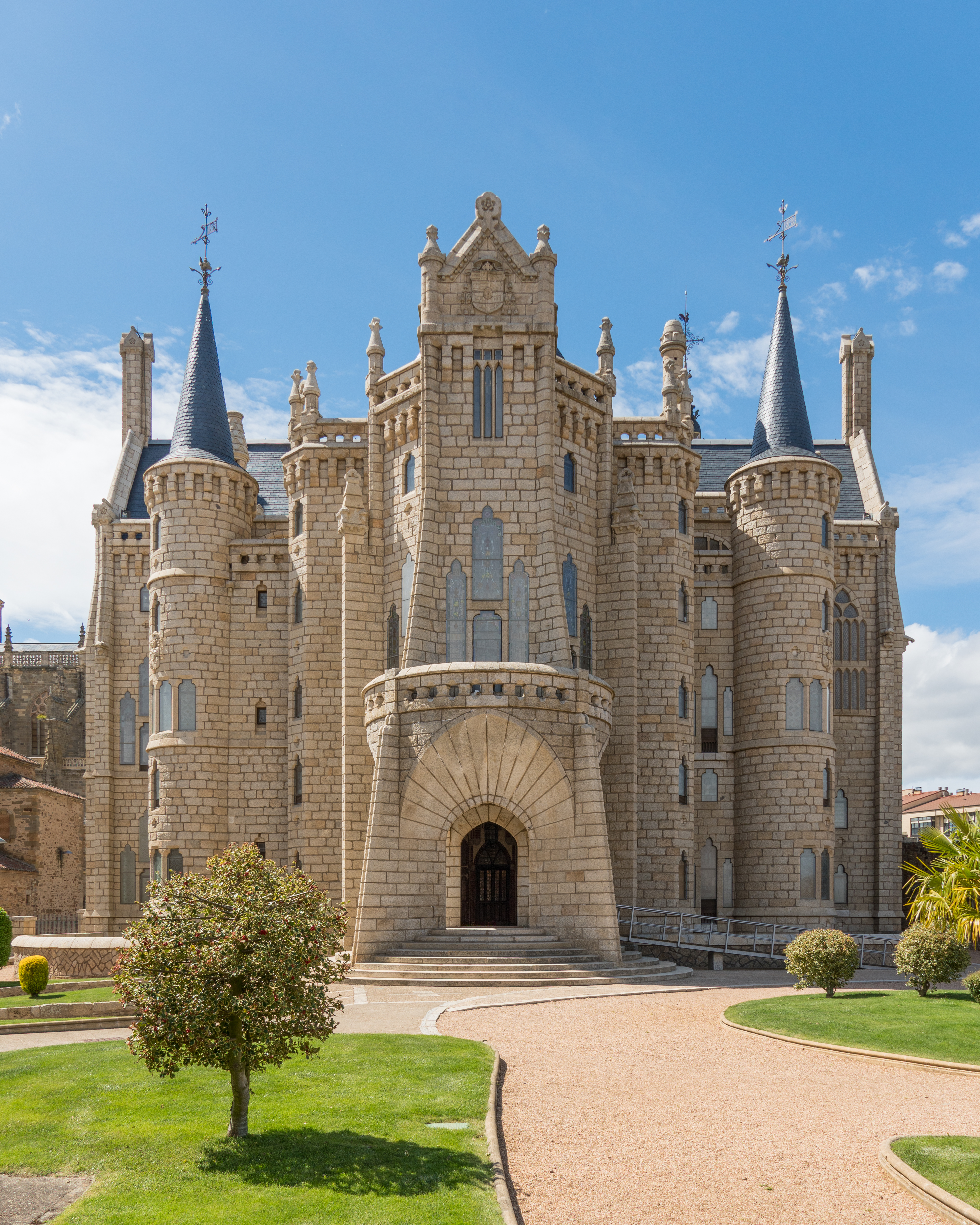
Palacio Episcopal de Astorga

Un primer exponente será el Colegio de las Teresianas (1888-1889), en la calle Ganduxer de Barcelona, encargo de San Enrique de Ossó. Gaudí cumplió la voluntad de la orden de reflejar austeridad en el edificio, en cumplimiento del voto de pobreza; siguiendo las indicaciones de las religiosas proyectó un edificio sobrio, realizado en ladrillo por fuera, y con algunos elementos de ladrillo por dentro. También incorporó a la fachada rejas de hierro forjado, uno de sus materiales preferidos, y la coronó con un conjunto de almenas que sugieren un castillo, posible alusión a la obra de santa Teresa El castillo interior. En los ángulos de la fachada figuran unos pináculos de ladrillo con una columna helicoidal culminada con la cruz de cuatro brazos, típica de las obras de Gaudí, y con unos escudos de cerámica con diversos símbolos definitorios de la orden teresiana. En el interior existe un pasillo que es famoso por la sucesión de arcos catenarios que contiene. Estos arcos de líneas elegantes no son meramente decorativos, sino que tienen la función de sostener el techo y la planta superior. Gaudí utilizó el arco en parábola como elemento constructivo idóneo, capaz de aguantar pesos elevados mediante perfiles poco gruesos.

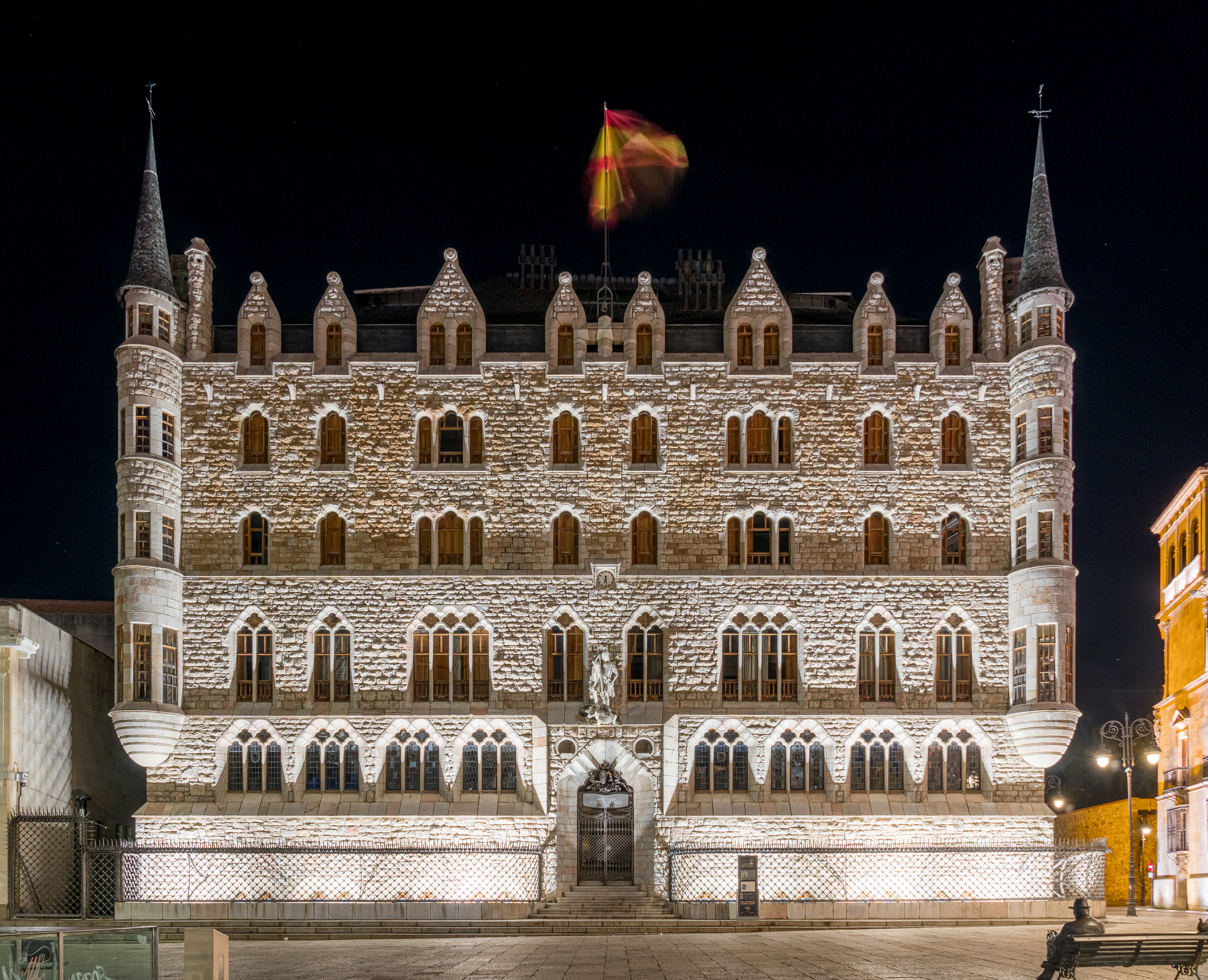
Casa Botines en León

El siguiente encargo lo recibió Gaudí de parte de un clérigo amigo de su Reus natal, Joan Baptista Grau i Vallespinós, que al ser nombrado obispo de Astorga encargó a Gaudí la construcción de un Palacio Episcopal para aquella ciudad, ya que recientemente se había incendiado el edificio anterior. Construido entre 1889 y 1915, es de aire neogótico, con una planta articulada con cuatro torres cilíndricas, rodeada por un foso. La piedra en la que está construido (granito gris de la comarca de El Bierzo) es respetuosa con el entorno, en especial con la catedral que se encuentra en la inmediata vecindad, así como también con la naturaleza, que en la Astorga de finales del siglo XIX estaba más presente que en la actualidad. El pórtico de entrada tiene tres grandes arcos abocinados, hechos con sillares separados entre sí por contrafuertes inclinados. La estructura del edificio se sustenta en pilares con capiteles decorados y en bóvedas de crucería sobre arcos ojivales de cerámica vidriada. Se remata con un almenado de estilo mudéjar. Gaudí abandonó el proyecto en 1893, a la muerte del obispo Grau, por desavenencias con el Cabildo, siendo terminado en 1915 por Ricardo García Guereta. Actualmente es Museo de los Caminos.

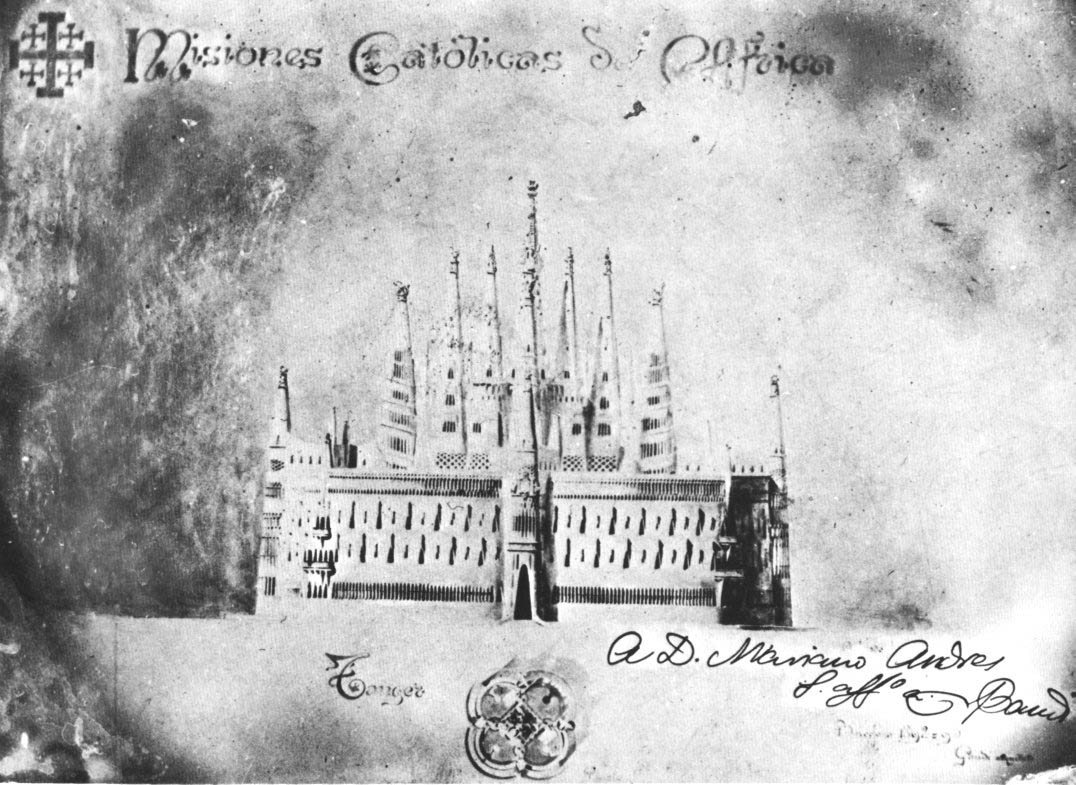
Proyecto de Misiones Católicas Franciscanas de Tánger, en una tarjeta postal remitida por Gaudí a Mariano Andrés, dueño de la Casa Botines, en 1893. Se aprecia el plano de la fachada, a escala 1/100, y de la planta, a escala 1/500.

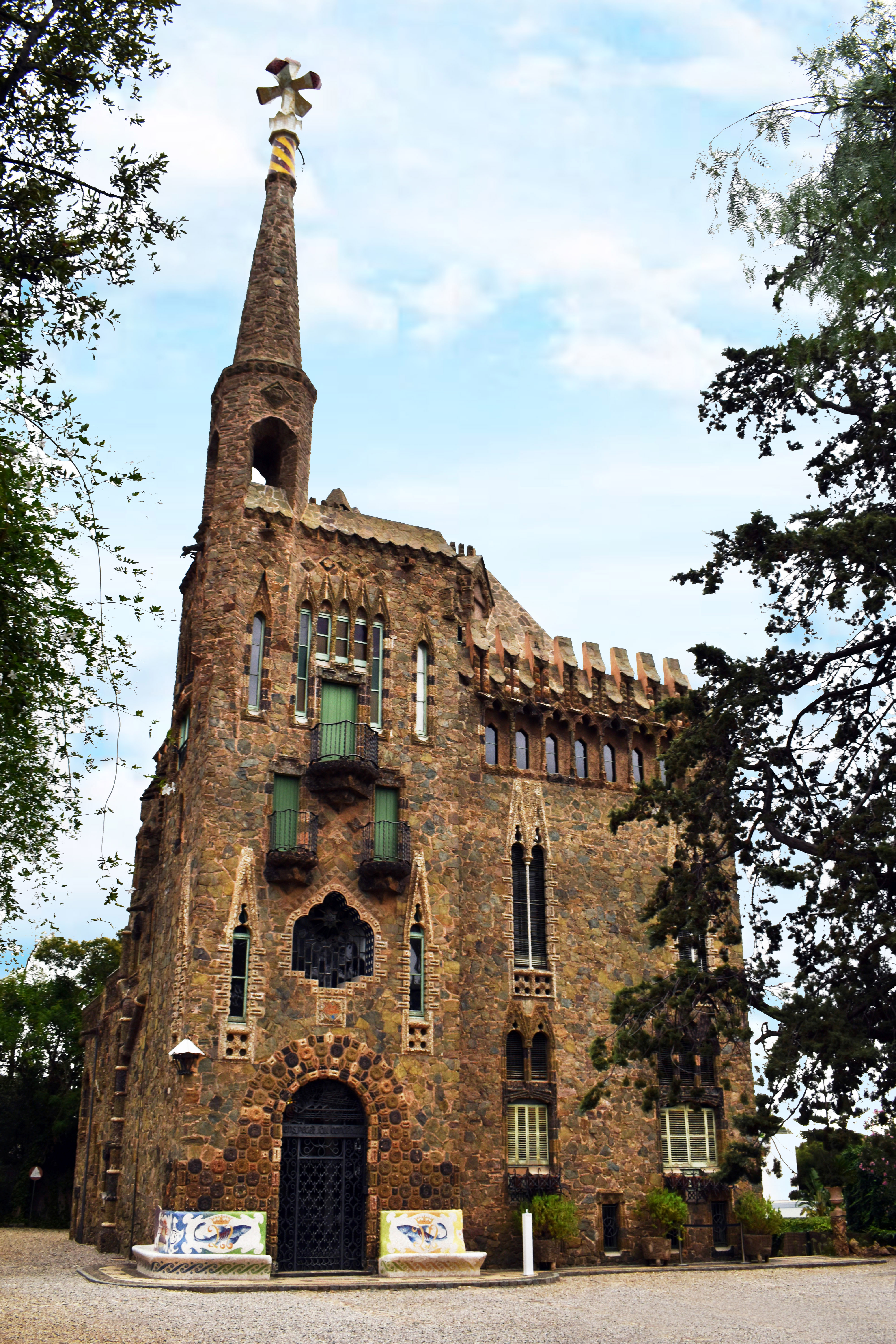
Torre Bellesguard

Otro proyecto de Gaudí fuera de Cataluña fue la Casa Botines, en León (1891-1894), encargo de Simón Fernández Fernández y Mariano Andrés Luna, comerciantes de tejidos leoneses, que recibieron la recomendación de Gaudí de parte de Eusebi Güell, con el que trataban en sus negocios. El proyecto de Gaudí fue un impresionante edificio de estilo neogótico, resuelto con su inconfundible estilo modernista. El edificio sirvió para albergar en sus plantas bajas los despachos y almacenes del negocio de tejidos, y disponía al mismo tiempo de viviendas en las plantas superiores. La construcción se realizó con muros de sólida cantería caliza, dispuesta en forma de almohadillado. El edificio está flanqueado por cuatro torres cilíndricas rematadas con elevadas agujas de forma cónica, hechas de pizarra, y rodeado de un foso con reja de forja. Las ventanas son de guillotina, con voladizos inclinados para retener la nieve, muy frecuente en el invierno leonés. La fachada es de estilo gótico, con arcos lobulados, y tiene un reloj y una escultura de San Jorge y el dragón, obra de Llorenç Matamala. En la actualidad acoge el Museo Gaudí Casa Botines gestionado por la Fundación España-Duero.

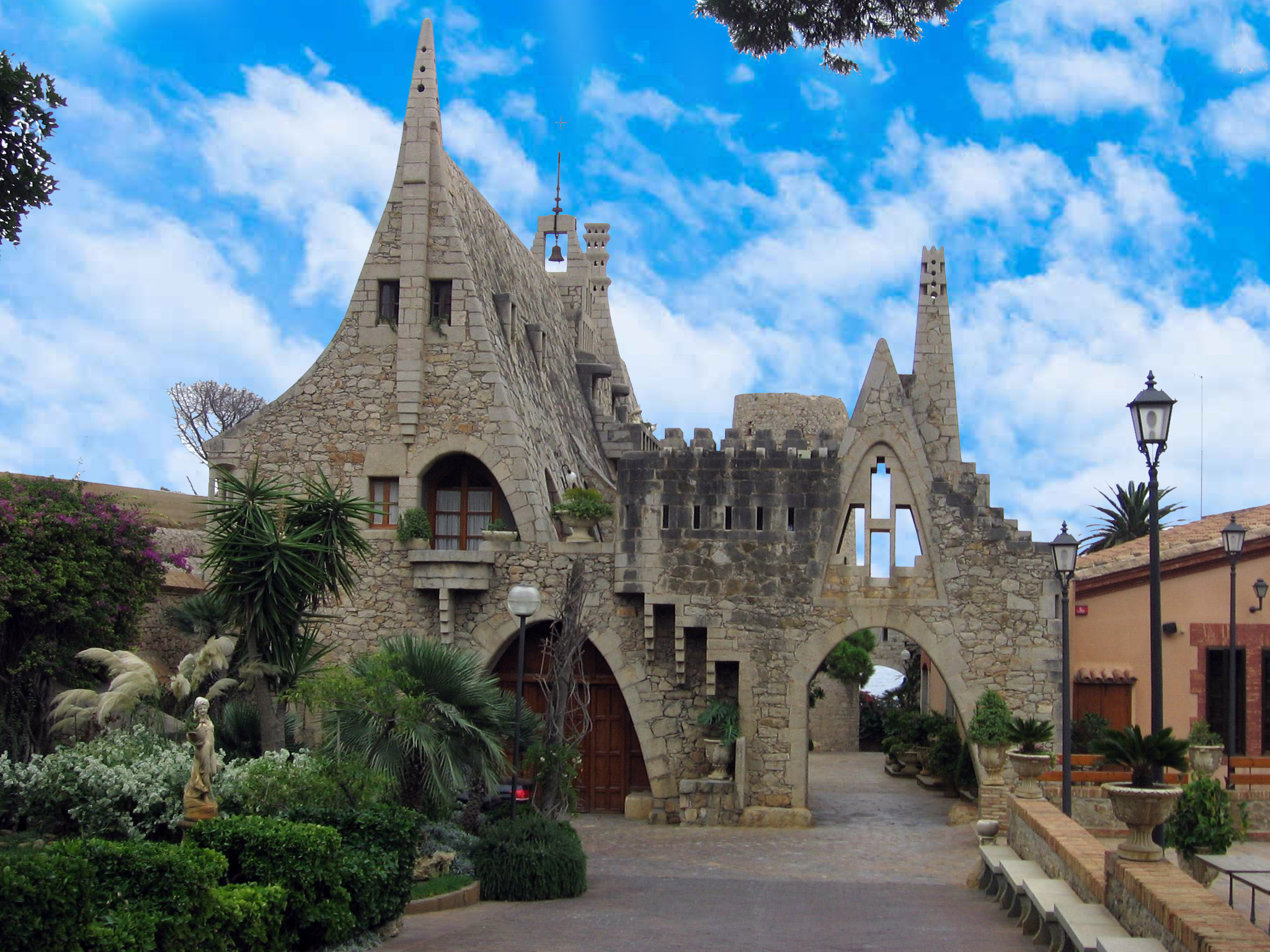
Bodegas Güell

En 1892 recibió Gaudí de parte de Claudio López Bru, segundo marqués de Comillas, el encargo para unas Misiones Católicas Franciscanas para la ciudad de Tánger, en Marruecos (por aquel entonces una colonia española). El proyecto consistía en un conjunto compuesto por iglesia, hospital y escuela, y Gaudí concibió una estructura de planta cuadrilobulada, en forma de cinco cruces potenzadas (seña de los misioneros franciscanos de Marruecos), con arcos catenarios y torres de perfil parabólico, con ventanas hiperboloidales. Finalmente el proyecto no se llevó a cabo, cosa que Gaudí lamentó profundamente, guardando siempre consigo el boceto que realizó del conjunto. Pese a todo, este proyecto le influyó para las obras de la Sagrada Familia, especialmente en el diseño de las torres, de perfil parabólico como en las Misiones.
Para la familia Güell proyectó en 1895 una capilla funeraria para el monasterio de Montserrat, obra irrealizada de la que se conocen pocos datos. Ese año por fin se iniciaron las obras de las Bodegas Güell, del antiguo proyecto de 1882 para un pabellón de caza y unas bodegas en la finca La Cuadra de Garraf (Sitges), propiedad de Eusebi Güell. Construidas entre 1895 y 1897 bajo la dirección de Francisco Berenguer, ayudante de Gaudí, las bodegas tienen un perfil frontal triangular, con cubiertas de gran verticalidad con pronunciadas pendientes de losas de piedra, rematadas por un juego de chimeneas y dos puentes que la unen al antiguo edificio. Tiene tres plantas: la baja para cochera, la vivienda y una capilla cubierta con bóveda catenaria, con el altar en el centro. El conjunto se completa con un pabellón portería, donde destaca la puerta de forja, con forma de red de pesca.
En el término municipal de San Gervasio de Cassolas (hoy día un barrio de Barcelona), Gaudí recibió el encargo, de parte de la viuda de Jaume Figueras, de reformar la Torre Bellesguard (1900-1916), antiguo palacio de veraneo del rey Martín I el Humano. Gaudí hizo un proyecto neogótico, respetando al máximo el edificio anterior; como siempre, procuró integrar la arquitectura en el marco natural circundante, por lo que efectuó la construcción con la piedra pizarrosa del lugar. El edificio es de planta cuadrada de 15 × 15 metros, con los vértices orientados a los cuatro puntos cardinales. Construido con piedra y ladrillo, tiene mucha más proyección vertical, ayudado por una torre troncocónica coronada con la cruz de cuatro brazos, junto a la bandera catalana y una corona real. La casa dispone de sótano, planta baja, planta noble y desván, con techo de cuatro aguas.

### Etapa naturalista

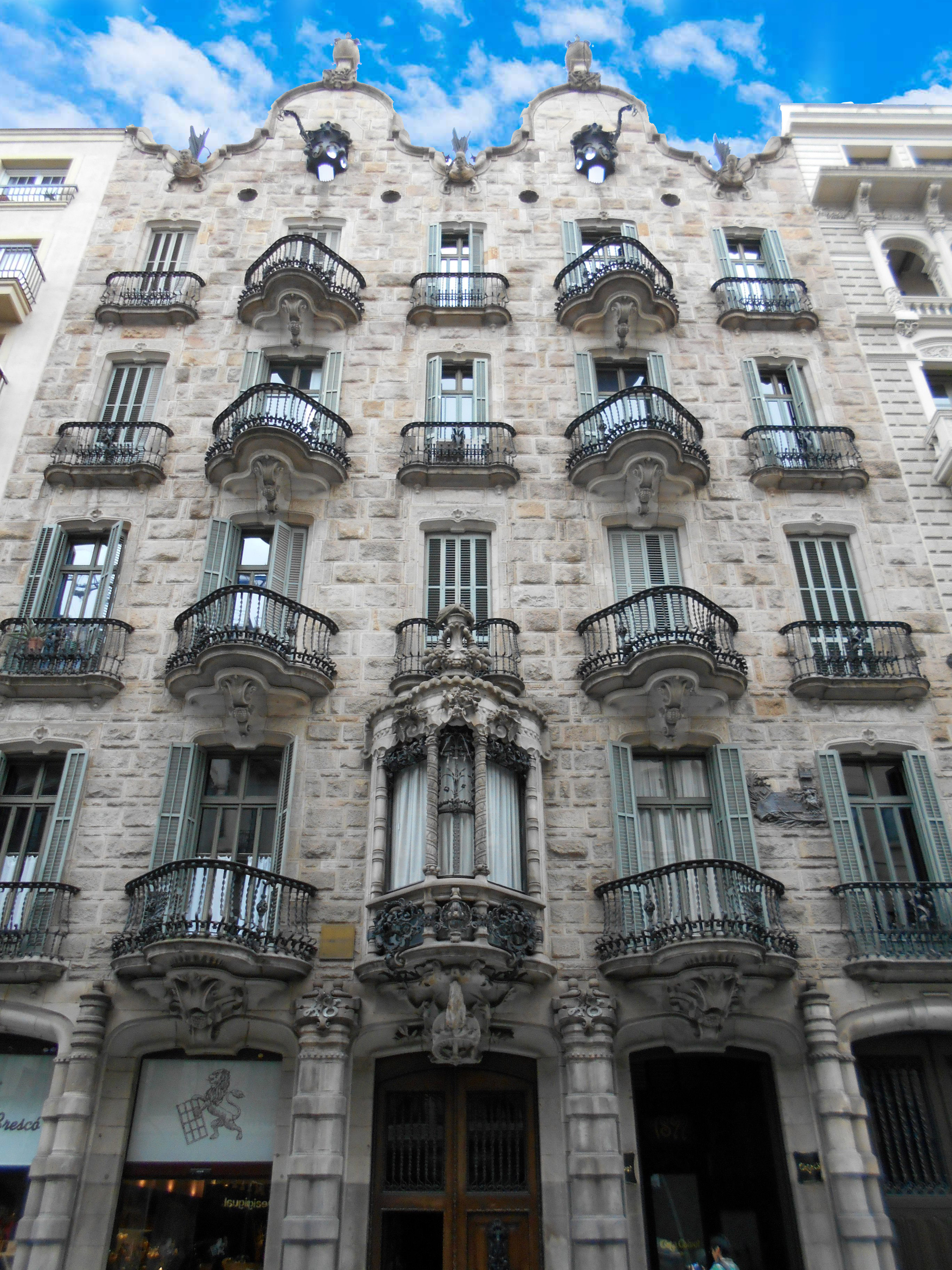
Casa Calvet

En este periodo Gaudí perfecciona su estilo personal, inspirándose en las formas orgánicas de la naturaleza, poniendo en práctica toda una serie de nuevas soluciones estructurales originadas en los profundos análisis efectuados por Gaudí de la geometría reglada. A ello añade el arquitecto una gran libertad creativa y una imaginativa creación ornamental. Partiendo de cierto barroquismo sus obras adquieren gran riqueza estructural, de formas y volúmenes desprovistos de rigidez racionalista o de cualquier premisa clásica.
Por encargo de la razón social Hijos de Pedro Mártir Calvet, Gaudí construyó la Casa Calvet (1898-1899), en la calle Caspe de Barcelona. La fachada es de piedra de sillería de Montjuïc, adornada con balcones de hierro forjado y rematada por dos frontones, coronados con cruces de hierro de forja. Destaca asimismo en la fachada la tribuna del piso principal, decorada con motivos vegetales y mitológicos. En este proyecto Gaudí utilizó un cierto estilo barroco, visible en el uso de columnas salomónicas, la decoración con temas florales y el proyecto de azotea con cascada y maceteros de aire rococó. Por esta obra ganó en 1900 el premio al mejor edificio del año otorgado por el Ayuntamiento de Barcelona.
Una obra casi desconocida de Gaudí es la Casa Clapés (1899-1900), en la calle Escorial 125, encargo del pintor Aleix Clapés, que colaboró en alguna ocasión con Gaudí, como en la decoración del Palacio Güell y de la Casa Milà. Tiene planta y tres pisos, de muros revocados y balcones de hierro colado. Por su falta de decoración o de soluciones estructurales originales se ignoró la autoría de Gaudí hasta 1976, fecha en que se hallaron los planos firmados por el arquitecto. En 1900 reformó la casa del doctor Pere Santaló, en la calle Nou de la Rambla 32, obra igualmente de escasa importancia. Santaló era amigo de Gaudí, al que acompañó en su estancia en Puigcerdá en 1911, y fue el que le recomendó hacer trabajos manuales para su reumatismo.

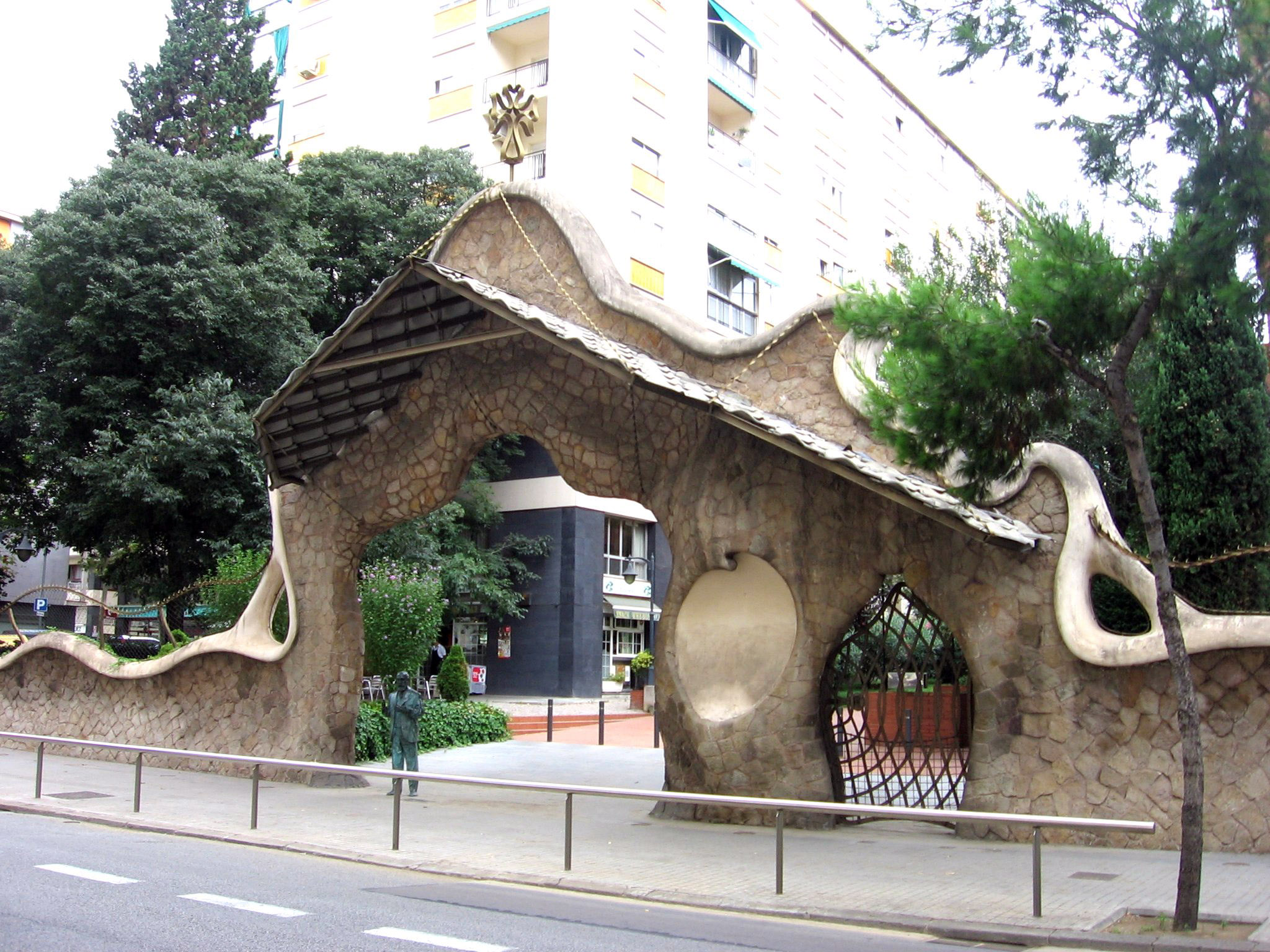
Puerta de la Finca Miralles

También en 1900 diseñó dos estandartes: el del Orfeó Feliuà (de San Felíu de Codinas), confeccionado en latón, cuero, corcho y seda, con motivos ornamentales basados en el martirio de san Félix (una rueda de molino), en la música (un pentagrama y una clave de sol) y la inscripción “Orfeó Feliuà”; y el de la Virgen de la Misericordia de Reus, para la peregrinación de los reusenses residentes en Barcelona, que presenta una imagen de Isabel Besora, la pastora a la que se le apareció la Virgen en 1592, obra de Aleix Clapés y, en el reverso, una rosa y la bandera de Cataluña. Precisamente, del Santuario de la Virgen de la Misericordia de Reus hizo Gaudí ese mismo año un anteproyecto para la reforma de la fachada principal de la iglesia, que finalmente no se llevó a término, ya que la junta del Santuario lo consideró oneroso. Este rechazo sentó muy mal a Gaudí, dejándole cierto resquemor hacia Reus, pudiendo ser el origen de su afirmación posterior de ser Riudoms su lugar de nacimiento. Entre 1900 y 1902 Gaudí trabajó en la Casa Miralles, encargo del industrial Hermenegildo Miralles; Gaudí solo diseñó el muro de cerca y la puerta de acceso, hechos de mampostería de formas onduladas, con puerta de hierro rematada con la cruz de cuatro brazos. Posteriormente, la casa de Miralles fue obra de Domingo Sugrañes, arquitecto colaborador de Gaudí.

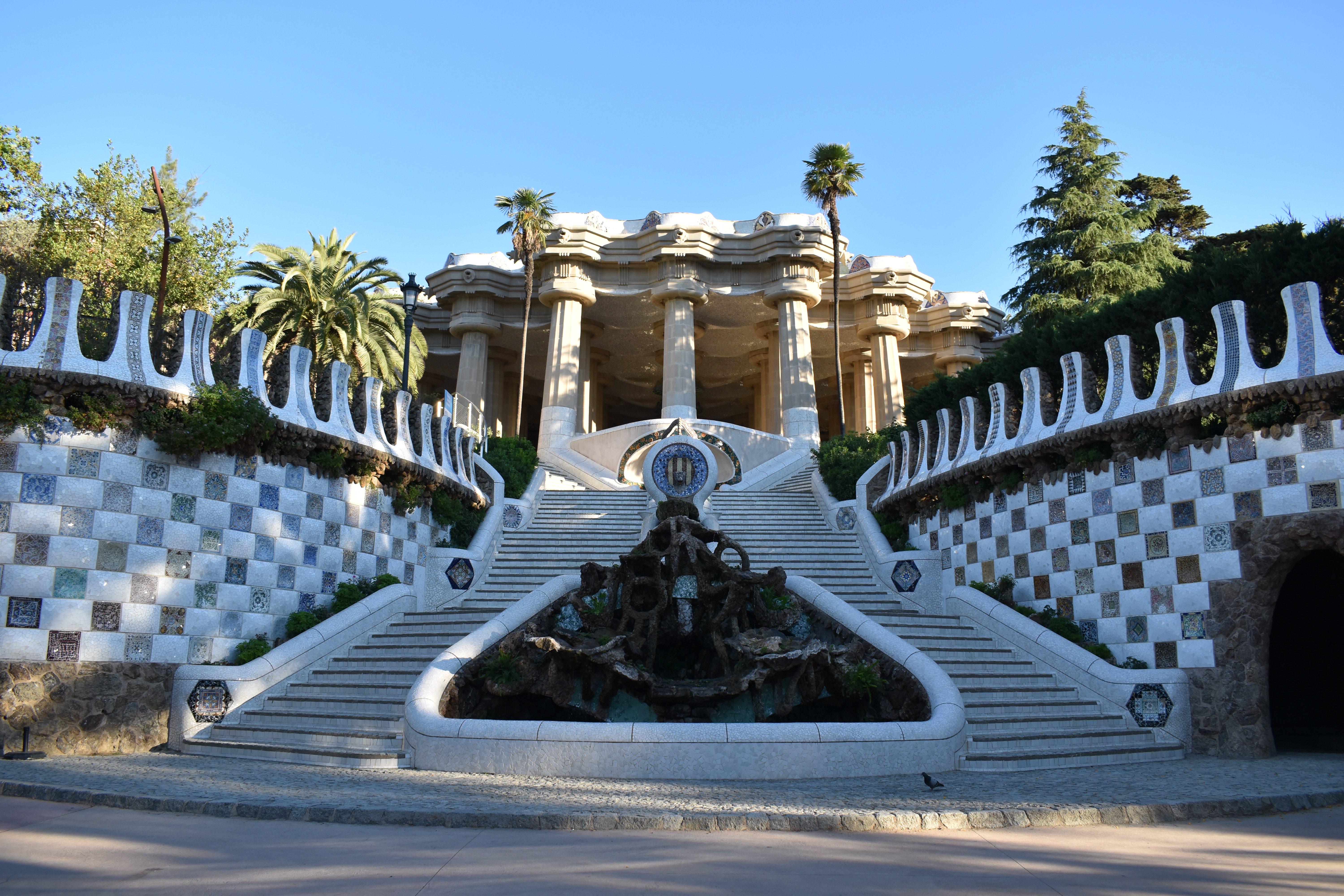
Parque Güell

El principal proyecto de Gaudí a principios del siglo XX fue el Parque Güell (1900-1914), nuevo encargo de Eusebi Güell para construir una urbanización residencial al estilo de las ciudades-jardín inglesas. El proyecto no tuvo éxito, ya que de 60 parcelas en que se dividió el terreno solo se vendió una. Pese a ello, se construyeron los accesos al parque y las áreas de servicios, desplegando Gaudí todo su genio arquitectónico y poniendo en práctica muchas de sus innovadoras soluciones estructurales que serán emblemáticas de su estilo organicista y que culminarán en la Sagrada Familia. El parque Güell se sitúa en la llamada Montaña Pelada, en el barrio del Carmelo de Barcelona. Era un paraje abrupto, con fuertes desniveles que Gaudí sorteó con un sistema de viaductos integrados en el terreno. El acceso al parque tiene dos edificios, destinados a portería y administración, rodeados de un muro de mampostería y cerámica vidriada policromada. Estos pabellones de entrada son muestra de la plenitud gaudiniana, con cubiertas de bóvedas catalanas en forma de paraboloide hiperbólico. Pasados los pabellones se encuentra una escalinata que conduce a los niveles superiores, decorada con unas fuentes esculpidas donde destaca el dragón, que se ha convertido en símbolo del parque y uno de los más reconocidos emblemas de Gaudí. Esta escalinata conduce a la Sala Hipóstila, que habría servido de mercado de la urbanización, hecha con grandes columnas de orden dórico. Encima de esta sala se encuentra una gran plaza en forma de teatro griego, con el famoso banco corredizo revestido de cerámica troceada (trencadís), obra de Josep Maria Jujol. La casa de muestra del parque, obra de Francisco Berenguer, fue residencia de Gaudí de 1906 a 1926, y actualmente acoge la Casa-Museo Gaudí.
Relacionado con este parque se encuentra el jardín del antiguo Manicomio de San Baudilio, una obra no documentada pero que guarda grandes similitudes estilísticas con el proyecto de urbanización del conde Güell, especialmente por la presencia de unos bancos de trencadís muy similares a los ejecutados por Jujol. Cabría suponer pues la autoría del propio Gaudí o quizá de Jujol, o bien algún otro de sus colaboradores cercanos.

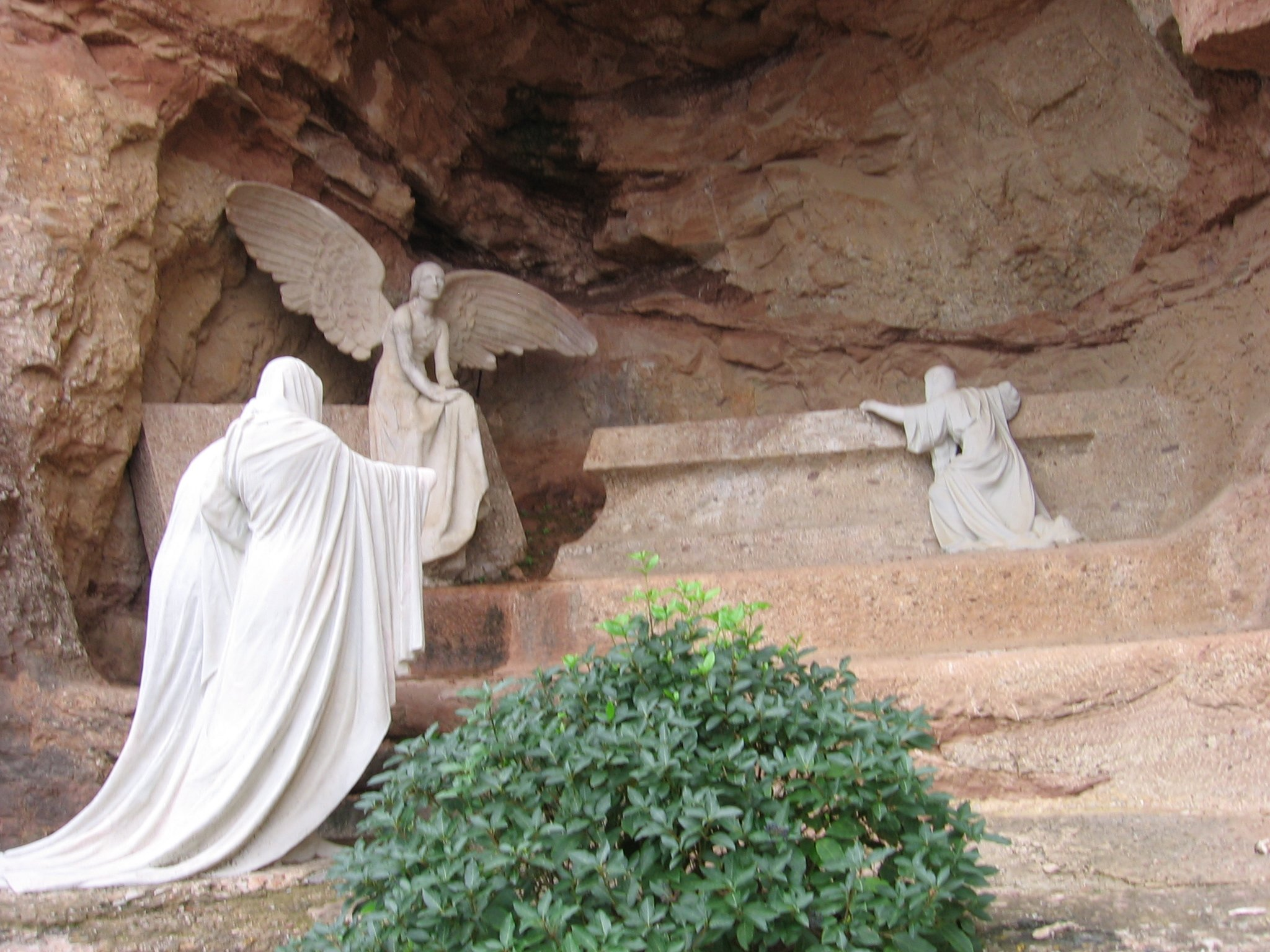
La Resurrección de Jesús, Primer Misterio de Gloria del Rosario Monumental de Montserrat.

En esta época Gaudí colaboró en un interesante proyecto colectivo, el Rosario Monumental de Montserrat (1900-1916). Ubicado en el camino a la Santa Cueva de Montserrat, se trataba de una serie de grupos escultóricos que evocaban los misterios de la Virgen que se rezan en el Rosario. En este proyecto intervinieron los mejores arquitectos y escultores de la época, y es una singular muestra del modernismo catalán. Gaudí proyectó el Primer Misterio de Gloria, que aludía al Santo Sepulcro, con una estatua de Cristo resucitado, obra de Josep Llimona, y el grupo de las Tres Marías esculpido por Dionisio Renart. Otro proyecto monumental ideado por Gaudí para Montserrat no se llegó a realizar: habría consistido en coronar el Cavall Bernat (uno de los picos de la montaña) con un mirador en forma de corona real, incorporando a la pared un escudo de Cataluña de veinte metros de altura.
En 1901 realizó Gaudí la decoración de la casa de Isabel Güell López, marquesa de Castelldosrius, hija de Eusebi Güell. Sita en la calle Junta de Comerç 19, la casa había sido construida en 1885 y reformada entre 1901 y 1904; la casa fue destruida por una bomba durante la Guerra Civil. Al año siguiente intervino Gaudí en la decoración del Bar Torino, propiedad de Flaminio Mezzalama, sito en paseo de Gracia 18; Gaudí diseñó la ornamentación del Salón Árabe de dicho establecimiento, confeccionada con losetas de cartón prensado y barnizado, de estilo árabe (hoy desaparecido).
Un proyecto de gran interés para Gaudí fue la restauración de la Catedral de Mallorca (1903-1914), por encargo del obispo de esa ciudad, Pere Campins. Gaudí proyectó una serie de actuaciones como desmontar el retablo barroco del altar mayor, dejando a la vista la cátedra episcopal, desplazar el coro del centro de la nave y situarlo en el presbiterio, dejar expedita la capilla de la Trinidad, colocar nuevas cantorías y púlpitos, decorar la catedral con iluminación eléctrica, descegar los ventanales góticos de la Capilla Real y dotarlos de vidrieras, situar un gran baldaquino sobre el altar mayor y completar la decoración con pinturas. Las obras las dirigió Juan Rubió, ayudante de Gaudí, interviniendo también Josep Maria Jujol y los pintores Joaquín Torres García, Iu Pascual y Jaume Llongueras. Gaudí abandonó el proyecto en 1914 por divergencias con el cabildo catedralicio.

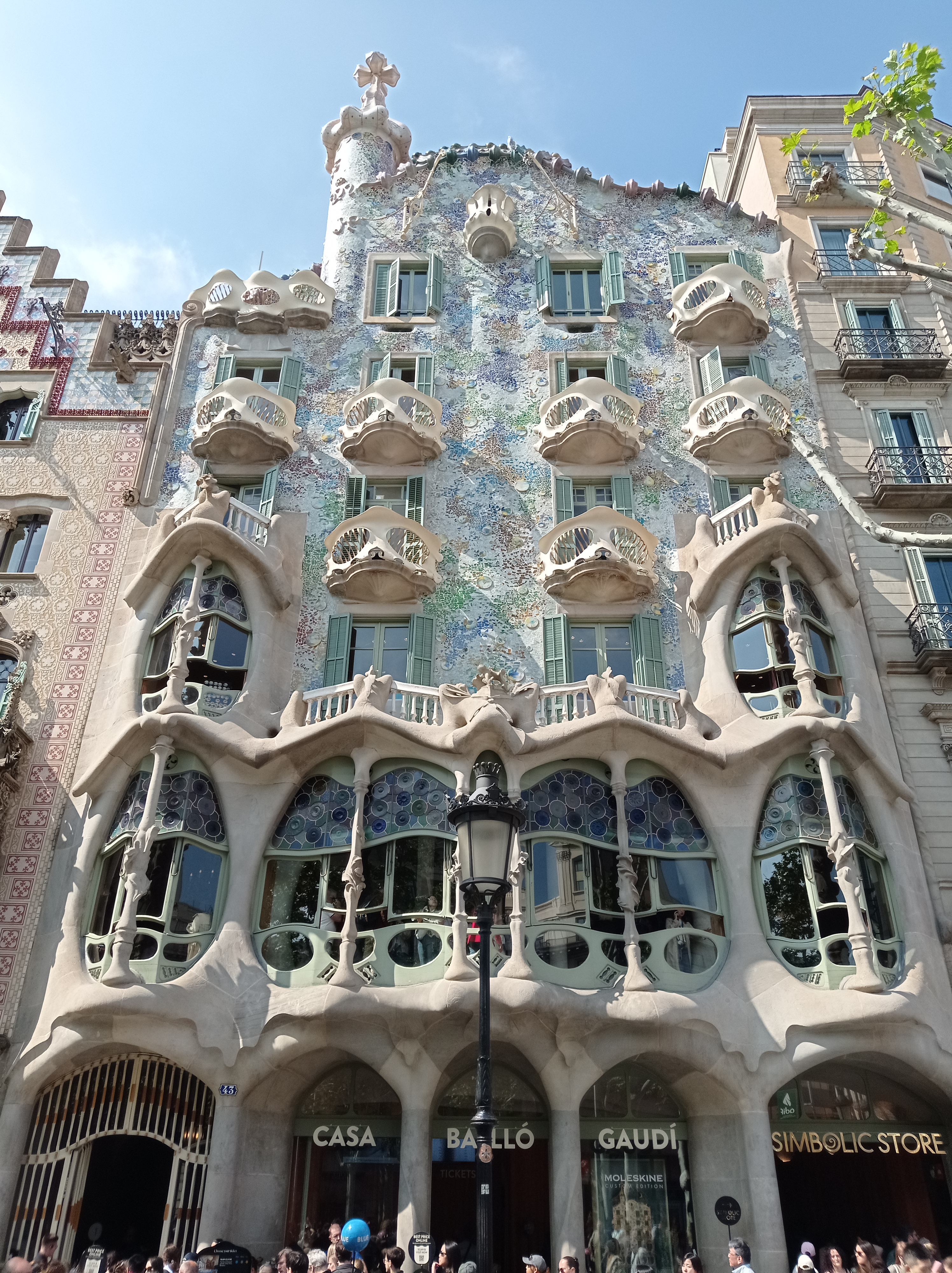
Casa Batlló

Uno de los mayores encargos y de las obras más emblemáticas de Gaudí fue la Casa Batlló (1904-1906). Encargo de Josep Batlló i Casanovas para reformar un edificio anterior de Emilio Sala Cortés de 1875, Gaudí se centró en la fachada, el piso principal, el patio de luces y la azotea, y levantó un quinto piso para el personal de servicio. Para esta obra contó con la colaboración de sus ayudantes Domingo Sugrañes, Juan Rubió y José Canaleta. La fachada se hizo con piedra arenisca de Montjuïc, tallada según superficies regladas en forma alabeada; las columnas tienen forma ósea, con representaciones vegetales. Gaudí conservó la forma rectangular de los balcones del edificio anterior —con barandillas de hierro con forma de antifaz—, dando al resto de la fachada una forma ondulada en sentido ascendente. Asimismo revistió la fachada con cerámica de pedazos de cristal de varios colores (trencadís), que Gaudí obtenía en los desechos de la vidriería Pelegrí. El patio interno se cubrió con una claraboya de cristal sostenida por una estructura de hierro con forma de doble T, que apoya en una serie de arcos catenarios. En la azotea destacan las chimeneas de formas helicoidales y rematadas por sombreretes cónicos, revestidas de vidrio transparente en su parte central y de cerámica en la superior, y rematadas por unas bolas de cristal transparente rellenas de arena de distintos colores. Culmina la fachada una bóveda formada por arcos catenarios cubiertos con dos capas de ladrillo, recubierta con cerámica vidriada en forma de escamas (en tonos amarillo, verde y azul), que recuerda el lomo de un dragón; en la parte izquierda hay una torre cilíndrica con los anagramas de Jesús, María y José, y con la cruz gaudiniana de cuatro brazos.
En 1904, por encargo del pintor Luis Graner, realizó el proyecto de decoración de la Sala Mercè, en la Rambla de los Estudios, uno de los primeros cines de Barcelona; la sala imitaba una gruta, inspirándose en las Cuevas del Drach de Mallorca. También para Graner diseñó un chalet en la Bonanova, del que solo se construyó los cimientos y la puerta principal, con tres aperturas: para personas, carruajes y pájaros; el edificio habría tenido una estructura semejante a la Casa Batlló o a la portería del parque Güell. Unos años después el albañil Julián Bardier —que trabajó en el chalet Graner— construyó una réplica de la puerta de los Pájaros en Comillas (Cantabria).

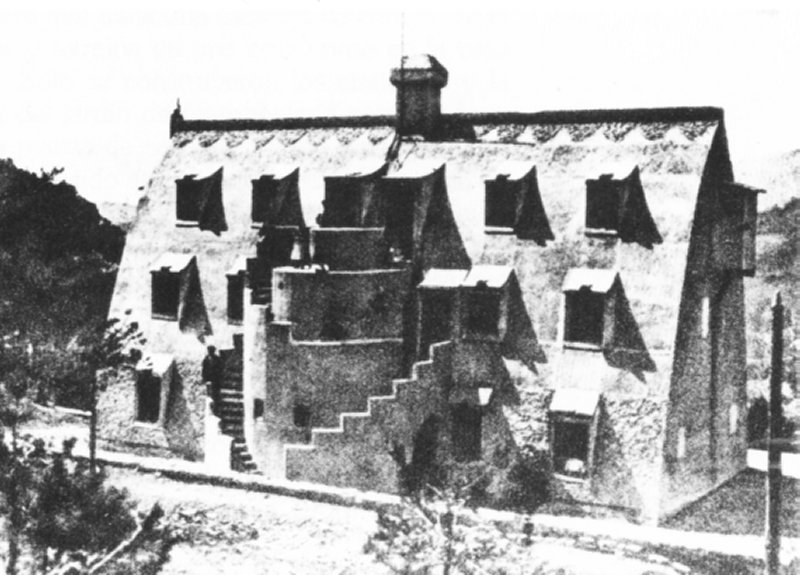
El chalet de Catllaràs (1905), en La Pobla de Lillet

El mismo año construyó el Taller Badia, para Josep y Lluís Badia Miarnau, herreros y forjadores colaboradores de Gaudí en varias de sus obras, como las casas Batlló y Milà, el parque Güell y la Sagrada Familia; sito en la calle Nàpols 278, era un edificio de líneas sencillas, hecho de mampostería (hoy desaparecido). En esas fechas diseñó también un pavimento hidráulico de baldosas de forma hexagonal para la Casa Batlló, aunque finalmente no se colocaron en esa ubicación y se reaprovecharon para la Casa Milà; eran de color verde y estaban decoradas con un alga, un caracol y una estrella de mar. Esta baldosa fue elegida posteriormente para pavimentar el paseo de Gracia barcelonés.
Al año siguiente construyó el chalet-refugio de Catllaràs, en La Pobla de Lillet, para la fábrica de cemento Asland, propiedad de Eusebi Güell. Tiene una estructura simple pero muy original, con forma de arco apuntado, con dos tramos de escaleras semicirculares para conducir a los dos pisos superiores. En esta misma localidad realizó entre 1905 y 1907 los jardines de Can Artigas, en la zona llamada Fuente de la Magnesia, por encargo del industrial textil Joan Artigas i Alart; intervinieron en esta obra operarios que habían trabajado en el Parque Güell, realizando un proyecto parecido al del famoso parque barcelonés.

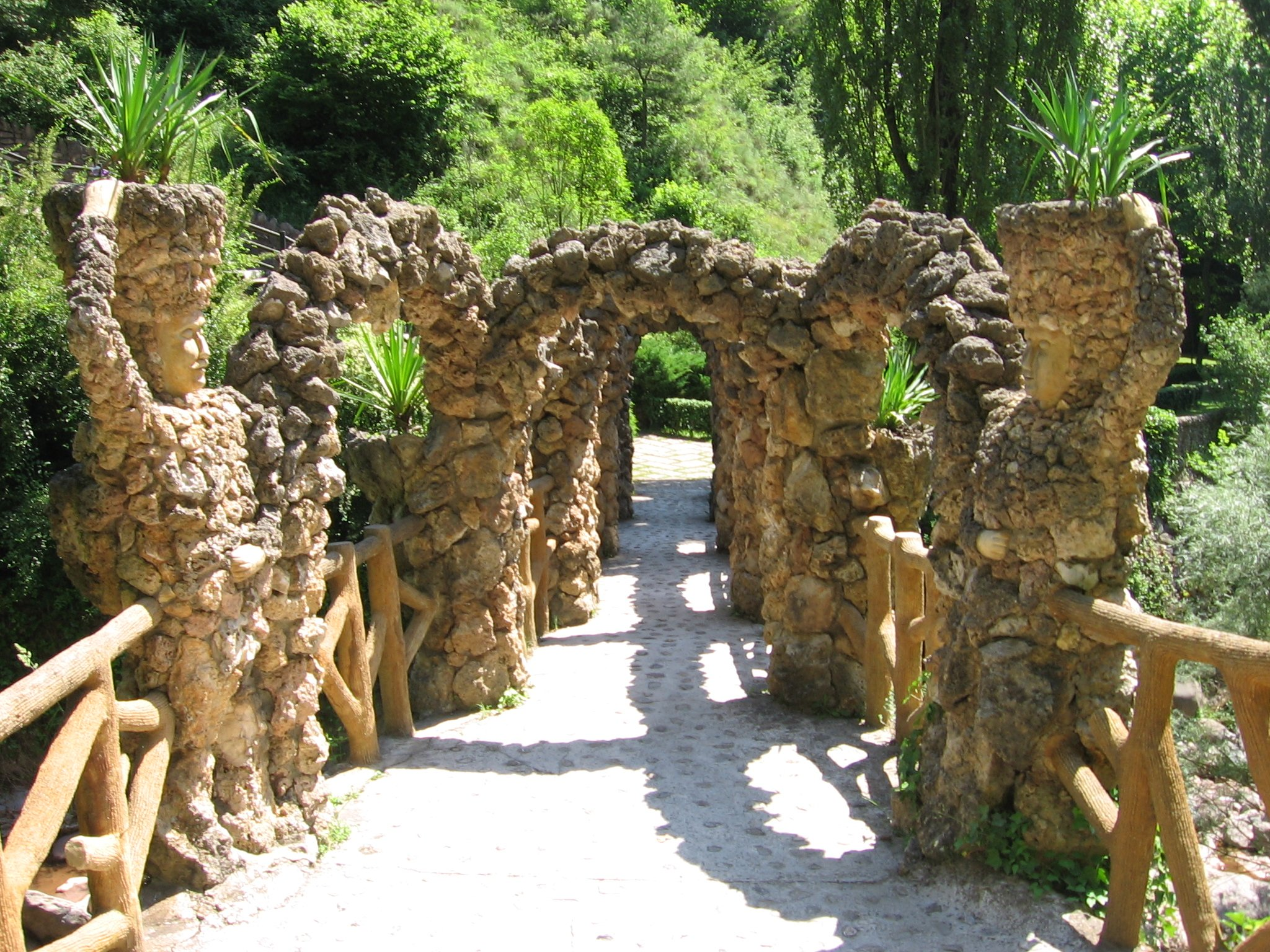
Jardines de Can Artigas, en La Pobla de Lillet

En 1906 hizo el proyecto del puente sobre el Torrente de Pomeret, entre Sarriá y Sant Gervasio. Este torrente se encontraba precisamente entre dos obras de Gaudí, la Torre Bellesguard y el Chalet Graner, por lo que pidieron al arquitecto un estudio para salvar el desnivel: Gaudí proyectó una interesante estructura compuesta de triángulos yuxtapuestos que sostendrían el entramado del puente, siguiendo el estilo de los viaductos que había realizado en el parque Güell. Se habría construido de cemento, y habría tenido una longitud de 154 metros y una altura de 15 metros; la barandilla estaría recubierta de azulejo, con una inscripción dedicada a santa Eulalia. El proyecto no fue aprobado por el Ayuntamiento de Sarriá.

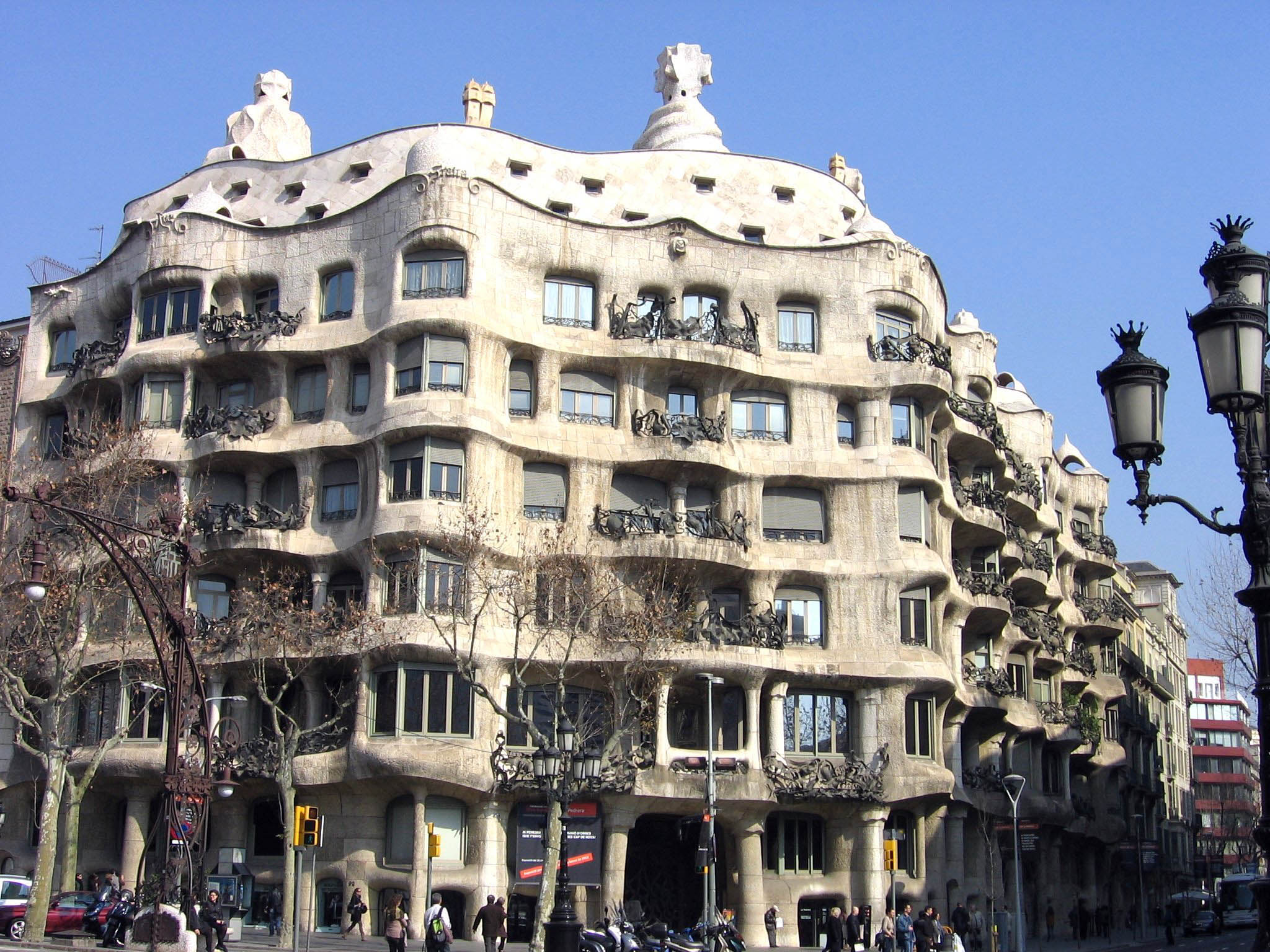
Casa Milà

El mismo año intervino al parecer en la torre Damià Mateu, en Llinars del Vallés, en colaboración con su ayudante Francisco Berenguer, si bien no está clara la autoría del proyecto o en qué grado intervino cada uno. El estilo del edificio evoca las primeras obras de Gaudí, como la Casa Vicens o los Pabellones Güell; tenía una reja de entrada en forma de red de pescar, actualmente instalada en el parque Güell. La casa fue demolida en 1939. También en 1906 diseñó un nuevo estandarte, esta vez para el Gremio de Cerrajeros y Herreros, para la procesión de Corpus Christi de 1910 en la catedral de Barcelona. Era de color verde oscuro, con el escudo de Barcelona en el borde superior izquierdo, y una imagen de san Eloy, patrón del gremio, con instrumentos típicos del oficio. La bandera fue quemada en julio de 1936.

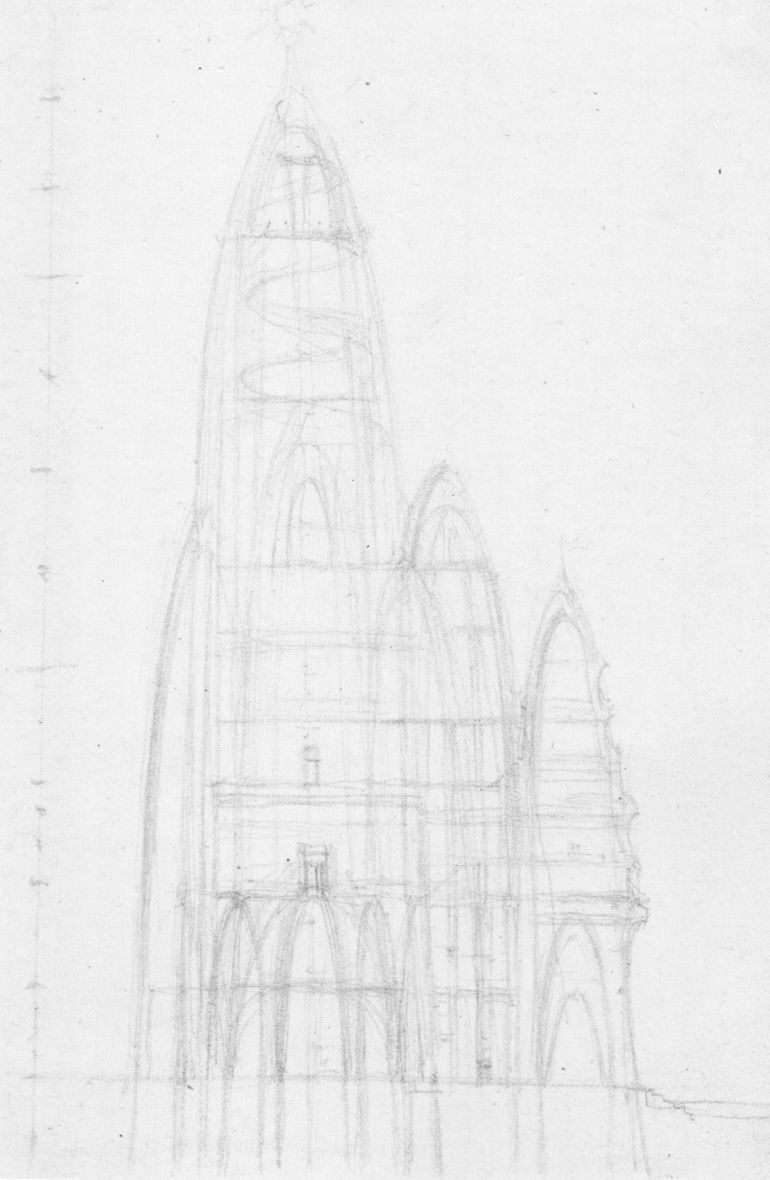
Sección del Hotel Atracción, posible dibujo (no autentificado) de Gaudí

Otro de los mayores encargos y una de las obras más elogiadas de Gaudí será la Casa Milà, más conocida como La Pedrera (1906-1910), encargo de Pedro Milá y Camps. Gaudí concibió la casa alrededor de dos grandes patios de forma curvilínea, con una estructura de pilares de piedra, ladrillo y hierro colado, y entramados de jácenas de hierro. Toda su fachada está realizada en piedra calcárea de Villafranca del Panadés, salvo la parte superior que está cubierta de azulejos blancos, evocando una montaña nevada. Posee un total de cinco plantas, más un desván —realizado en su totalidad con arcos catenarios— y la azotea, así como los dos grandes patios interiores, uno de planta circular y otro de planta oval. En la azotea destacan las salidas de escalera, rematadas con la cruz de cuatro brazos, así como las chimeneas, recubiertas de cerámica con unas formas que sugieren yelmos de soldados. La decoración interior corrió a cargo de Josep Maria Jujol y los pintores Iu Pascual, Xavier Nogués y Aleix Clapés. La fachada habría estado rematada por un grupo escultórico de piedra, metal y cristal con la Virgen del Rosario rodeada de los arcángeles Miguel y Gabriel, de cuatro metros de altura. Se hizo un boceto a cargo del escultor Carles Mani, pero debido a los sucesos de la Semana Trágica de 1909 se abandonó el proyecto.

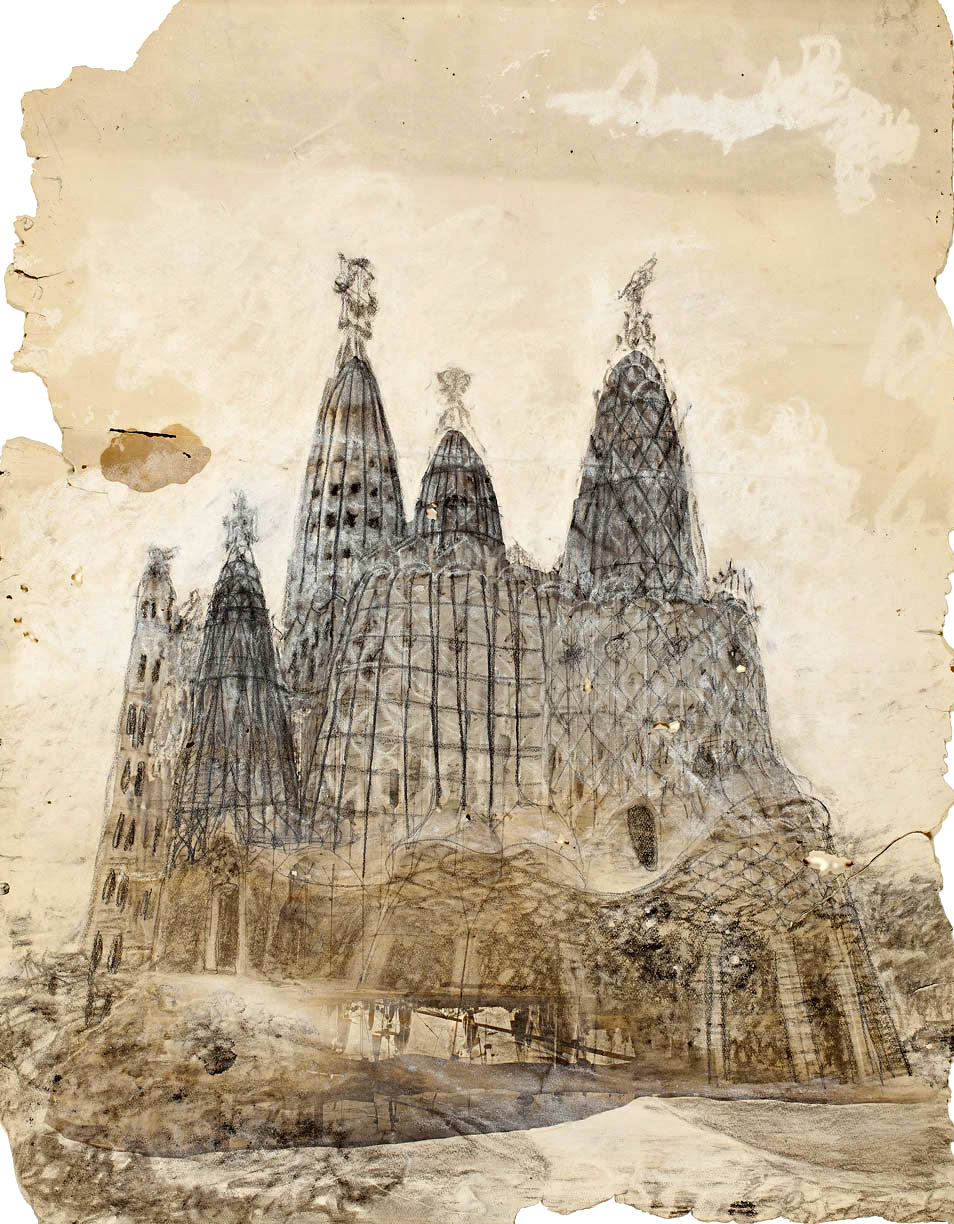
Proyecto original de la iglesia de la Colonia Güell

Con motivo del séptimo centenario del nacimiento del rey Jaime I Gaudí proyectó en 1907 un monumento en su memoria. Se habría situado en la plaza del Rey, y habría supuesto también la reforma de los edificios adyacentes: nuevo techo para la catedral, así como la culminación de sus torres y cimborio; colocación de tres jarrones sobre los contrafuertes de la Capilla de Santa Ágata, dedicados a las advocaciones de las letanías lauretanas (Vas Spirituale, Vas Honorabile y Vas Insigne Devotiones), así como la figura de un ángel sobre el campanario de la capilla; por último, abrir una gran plaza junto a la muralla (actual plaza de Ramón Berenguer el Grande). El proyecto no se realizó porque no gustó al consistorio barcelonense.
En 1908 se atribuye a Gaudí un proyecto no realizado para un gran hotel-rascacielos en Nueva York, el Hotel Atracción, encargo de dos empresarios estadounidenses de los que se desconoce el nombre. Habría tenido 360 metros de altura (más que el Empire State), con un cuerpo central más alto de forma paraboloide, rematado con una estrella, y flanqueado por cuatro cuerpos de edificio dedicados a museos, galerías de arte y auditorios, con formas parecidas a la Casa Milà. En el interior, habría tenido cinco grandes salones superpuestos, uno dedicado a cada continente. Existen dudas sobre la autoría del proyecto.
El último proyecto para su gran mecenas, Eusebi Güell, fue el de una iglesia para la Colonia Güell, en Santa Coloma de Cervelló, de la que solo se construyó la nave inferior (conocida hoy día como Cripta de la Colonia Güell) (1908-1918). Proyecto de colonia obrera iniciado en 1890, se había construido la fábrica, edificios de servicios y viviendas para los obreros. La que habría sido iglesia de la Colonia fue proyectada por Gaudí en 1898, aunque no se colocó la primera piedra hasta el 4 de octubre de 1908. Lamentablemente, solo se construyó la nave inferior de la iglesia, ya que a la muerte del conde Güell en 1918 sus hijos abandonaron el proyecto. Gaudí proyectó una iglesia de planta oval con cinco naves, una central y dos más a cada lado. Ideó un conjunto plenamente integrado en la naturaleza, reflejo del concepto que Gaudí tenía de la arquitectura como estructura orgánica. Un pórtico de bóvedas de paraboloide hiperbólico antecede a la cripta, primera vez que Gaudí empleó esta estructura y primer ejemplo de bóvedas paraboloidales en la historia de la arquitectura. En la cripta destacan los grandes ventanales, de forma hiperboloidal, cubiertos con vidrios de colores en forma de pétalos de flor o alas de mariposa. En el interior se alternan pilares circulares de ladrillo con columnas inclinadas de basalto de Castellfullit de la Roca.

### Etapa final: culminación de su estilo

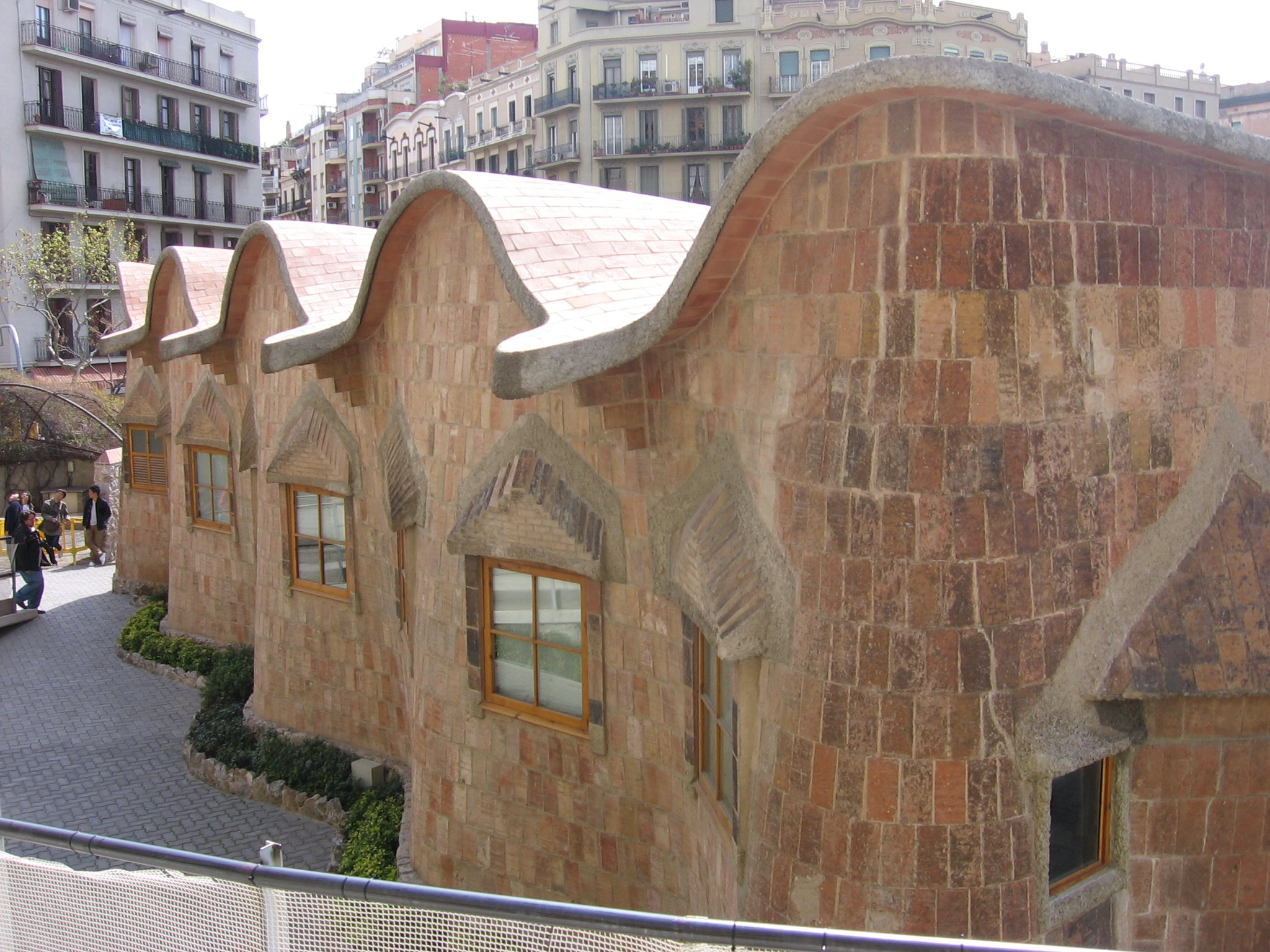
Escuelas de la Sagrada Familia

En los últimos años de su carrera, dedicados casi en exclusiva a la Sagrada Familia, Gaudí llega a la culminación de su estilo naturalista, haciendo una síntesis de todas las soluciones y estilos probados hasta aquel entonces. Gaudí logra una perfecta armonía en la interrelación entre los elementos estructurales y los ornamentales, entre plástica y estética, entre función y forma, entre contenido y continente, logrando la integración de todas las artes en un todo estructurado y lógico.
El primer ejemplo de su etapa final lo tenemos en un edificio sencillo pero muy ingenioso, las Escuelas de la Sagrada Familia, pequeño edificio destinado a escuela para los hijos de los obreros que trabajaban en el templo. Construido en 1909, tiene planta rectangular de 10 x 20 metros, y constaba de tres aulas, vestíbulo y capilla. La construcción se realizó con ladrillo visto, en tres capas superpuestas, siguiendo la técnica tradicional catalana. Tanto las paredes como el tejado tienen forma ondulada, que confiere a la estructura una sensación de ligereza pero a la vez una gran resistencia. Las Escuelas de la Sagrada Familia han sido un ejemplo en genialidad constructiva y han servido de fuente de inspiración para muchos arquitectos, por su simplicidad, resistencia, originalidad del volumen, funcionalidad y pureza geométrica.
En el mismo año podría haber colaborado con su ayudante, Francisco Berenguer, en la parroquia de San Juan Bautista de Gracia (Barcelona), donde podría haber sido el responsable de la capilla del Santísimo Sacramento y del jubé. Esta posible autoría, no acreditada documentalmente, fue dada a conocer por el escritor y biógrafo gaudiniano Josep Maria Tarragona en el Segundo Congreso Mundial Gaudí celebrado en 2016. Según este experto, cabría adjudicar esta obra al arquitecto en función de su análisis estilístico, y habida cuenta de que Berenguer no poseía el título de arquitecto, por lo que necesitaba acreditación para sus trabajos. La capilla es subterránea, con un ábside y cuatro cúpulas recubiertas de trencadís, decoradas con una cruz de Malta con doce espigas, una parra con doce racimos de uvas —en alusión a los doce apóstoles— y varias inscripciones en latín. Por su parte, el jubé se encuentra en una fachada lateral del edificio, y está formado por un balcón rodeado de coros, con una crucifixión encima.

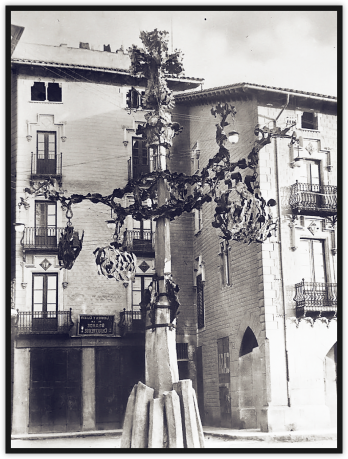
Farolas de Vic (1910)

En mayo de 1910 Gaudí pasó una breve estancia de reposo en Vic, donde recibió el encargo de diseñar unas farolas para la Plaza Mayor de la ciudad, en conmemoración del primer centenario del nacimiento de Jaume Balmes. Eran unas farolas en forma de obelisco, con base y fuste de piedra basáltica de Castellfollit de la Roca y brazos de hierro forjado, rematadas por la cruz de cuatro brazos; la decoración era de motivos vegetales e incluía las fechas de nacimiento y defunción de Balmes. Las farolas fueron derribadas en 1924, pues presentaban mal estado de conservación.
Ese mismo año, con motivo de la obtención del título de conde por parte de Eusebi Güell, Gaudí diseñó un escudo de armas para su gran mecenas: hizo un escudo con la parte inferior de forma catenaria, tan típica en Gaudí; lo dividió en dos con la figura del templete del Palacio Güell, poniendo a la derecha una paloma con una rueda dentada —en alusión a la Colonia Güell de Santa Coloma de Cervelló (coloma es paloma en catalán)—, con la leyenda «ahir pastor» (ayer pastor) y a la izquierda un búho posado sobre media luna —símbolo de prudencia y sabiduría— con la leyenda «avuy senyor» (hoy señor). Remata el escudo un yelmo con la corona condal y la paloma símbolo del Espíritu Santo.
En 1912 construyó dos púlpitos para la iglesia de Santa María de Blanes: el del lado del Evangelio tenía planta hexagonal, decorado con la paloma del Espíritu Santo y los nombres en latín de los cuatro evangelistas y los siete Dones del Espíritu Santo; el de la Epístola tenía los nombres de los apóstoles que escribieron epístolas (san Pedro, san Pablo, san Juan Evangelista, san Judas Tadeo y Santiago el Menor), con las tres virtudes teologales y las llamas del fuego de Pentecostés. Estos púlpitos fueron quemados en julio de 1936. Para la restauración de la catedral de Manresa se pidió a Gaudí en 1915 que realizase una valoración del anteproyecto realizado por el arquitecto Alexandre Soler i March, encargado de las obras. Gaudí sugirió algunas correcciones, como colocar un pórtico junto al baptisterio, una cubierta a dos aguas sobre la nave principal y una sala sobre el pórtico para museo y archivo.

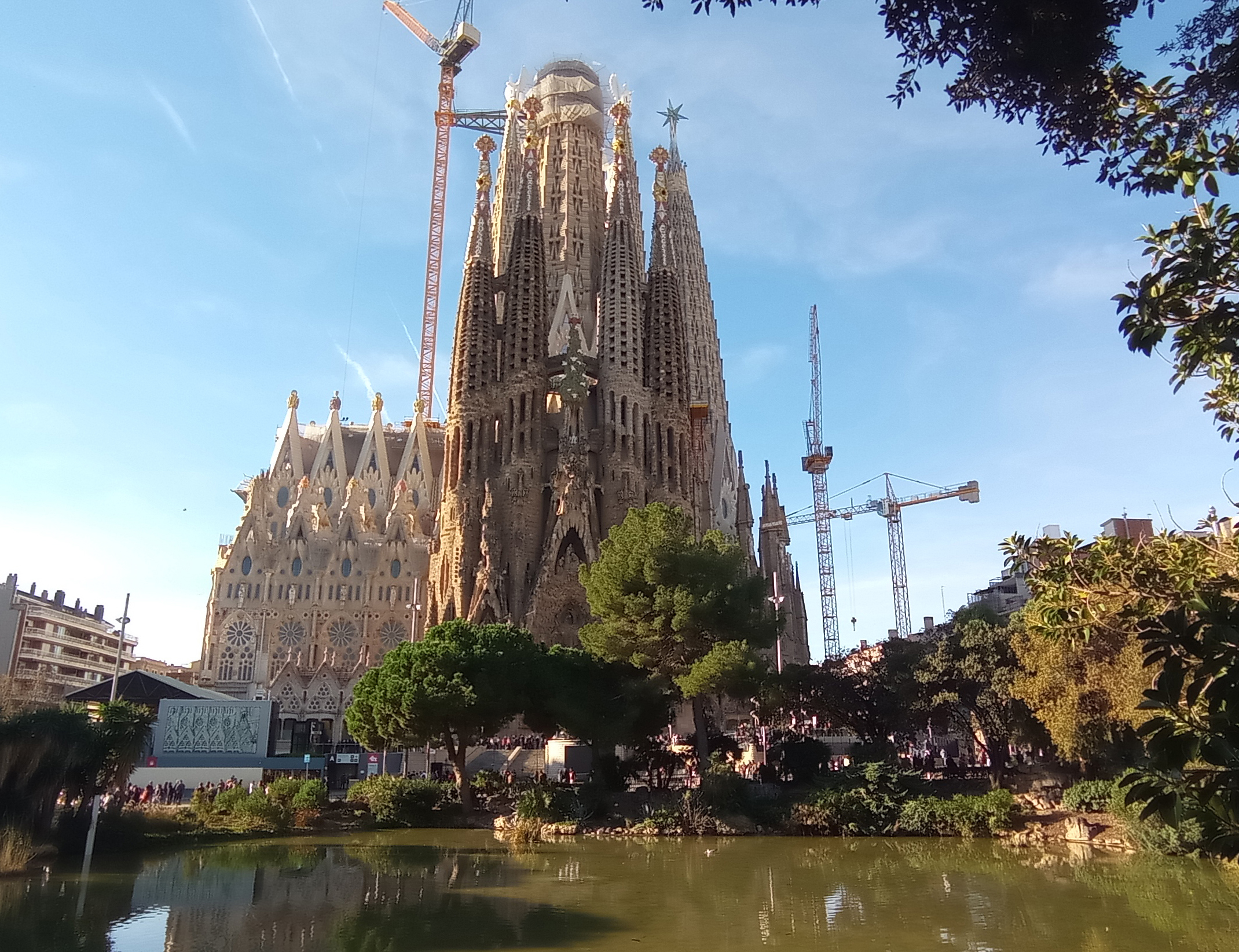
Templo Expiatorio de la Sagrada Familia

Desde 1915 Gaudí se dedicó prácticamente en exclusiva a su obra cumbre, la Sagrada Familia, que supone la síntesis de toda la evolución arquitectónica del genial arquitecto. Después de la realización de la cripta y el ábside, todavía en estilo neogótico, el resto del templo lo concibió en un estilo orgánico, imitando las formas de la naturaleza, donde abundan las formas geométricas regladas. El interior debía semejar un bosque, con un conjunto de columnas arborescentes inclinadas, de forma helicoidal, creando una estructura a la vez simple y resistente. Gaudí aplicó en la Sagrada Familia todos sus hallazgos experimentados anteriormente en obras como el parque Güell o la cripta de la Colonia Güell, consiguiendo elaborar un templo estructuralmente perfecto a la vez que armónico y estético.
La Sagrada Familia tiene planta de cruz latina, de cinco naves centrales y transepto de tres naves, y ábside con siete capillas. Ostenta tres fachadas dedicadas al Nacimiento, Pasión y Gloria de Jesús, y cuando esté concluido tendrá 18 torres: cuatro en cada portal haciendo un total de doce por los apóstoles, cuatro sobre el crucero invocando a los evangelistas, una sobre el ábside dedicada a la Virgen y la torre-cimborio central en honor a Jesús, que alcanzará los 170 metros de altura. El templo dispondrá de dos sacristías junto al ábside, y de tres grandes capillas: la de la Asunción en el ábside y las del Bautismo y la Penitencia junto a la fachada principal; asimismo, estará rodeado de un claustro pensado para las procesiones y para aislar el templo del exterior. Gaudí aplicó a la Sagrada Familia un alto contenido simbólico, tanto en arquitectura como en escultura, dedicando a cada parte del templo un significado religioso.

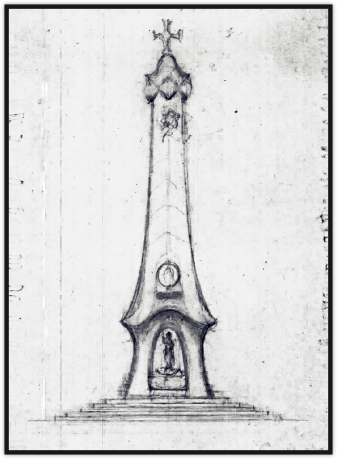
Monumento a Torras i Bages (1916)

Durante la vida de Gaudí solo se completaron la cripta, el ábside y, parcialmente, la fachada del Nacimiento —de la que Gaudí solo vio coronada la torre de San Bernabé—. A su muerte se hizo cargo de la construcción su ayudante, Domingo Sugrañes; posteriormente, ha estado bajo la dirección de diversos arquitectos, siendo Jordi Faulí i Oller director de las obras desde 2016. En la decoración escultórica han trabajado artistas como Llorenç y Joan Matamala, Carles Mani, Jaume Busquets, Joaquim Ros i Bofarull, Etsuro Sotoo y Josep Maria Subirachs, autor de la decoración de la fachada de la Pasión.
Durante los últimos años de su vida, aparte de su dedicación a la Sagrada Familia, solo intervino en pequeños proyectos que no fueron llevados a término: en 1916, al morir el obispo de Vic Josep Torras i Bages, amigo de Gaudí, proyectó un monumento en homenaje al clérigo, que pensó instalar frente a la fachada de la Pasión de la Sagrada Familia. Realizó un boceto del proyecto, que finalmente no se llevó a cabo, y se realizó un busto de yeso del obispo Torras, obra de Joan Matamala bajo las órdenes de Gaudí; instalado en la Sagrada Familia —habría formado parte del monumento—, fue destruido en 1936. Actualmente está prevista la realización de este monumento, en el conjunto de las obras de la Fachada de la Pasión de la Sagrada Familia. Otro proyecto de monumento conmemorativo, igualmente irrealizado, fue el dedicado a Enric Prat de la Riba, que se habría situado en Castelltersol, lugar de nacimiento del político catalán. El proyecto data de 1918, y habría consistido en una alta torre con dos pórticos y una aguja rematada en una estructura de hierro de la que pendería la bandera catalana. El dibujo del proyecto fue de Lluís Bonet i Garí, ayudante de Gaudí.

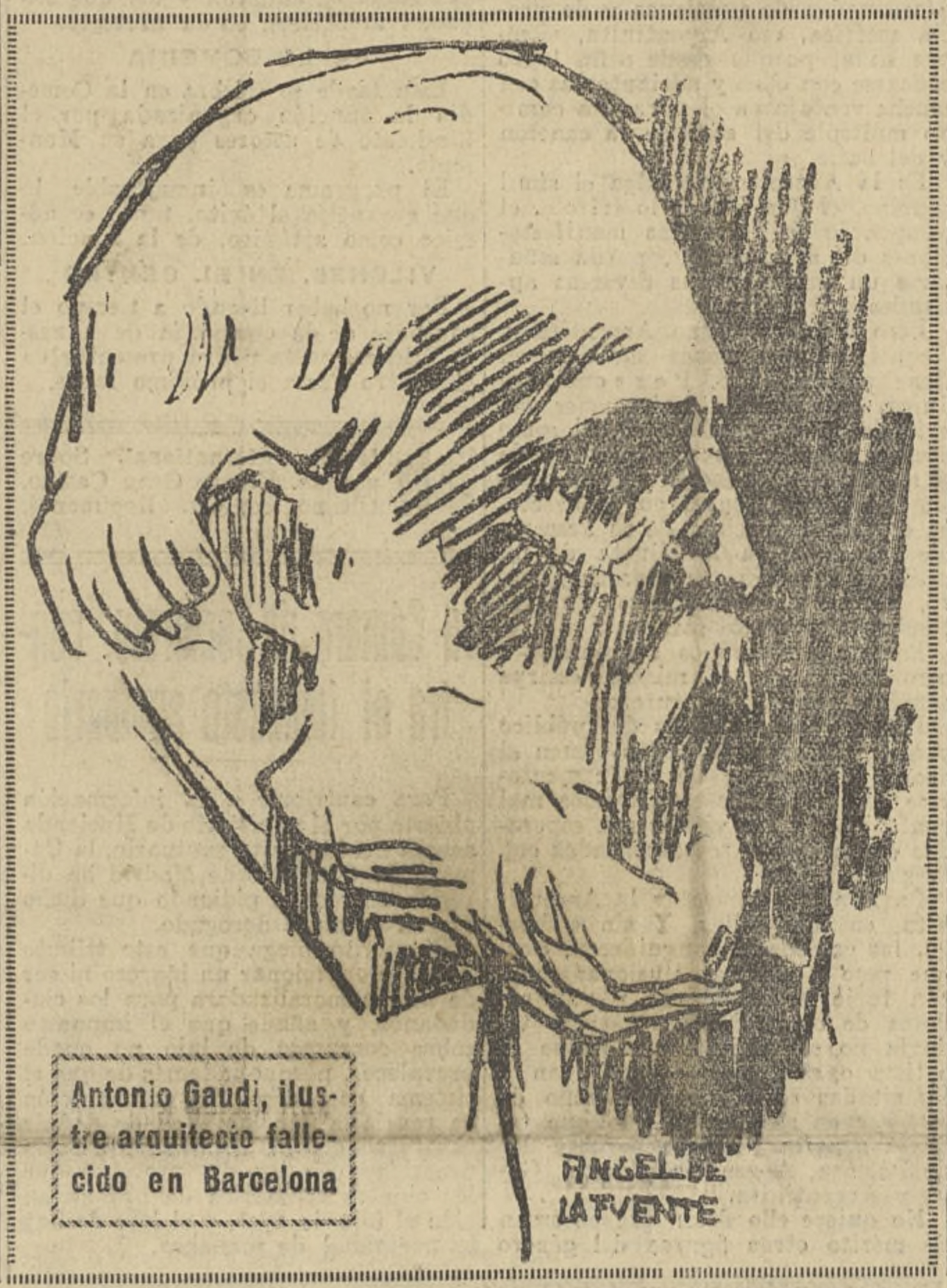
Retrato de Gaudí publicado en El Liberal con motivo de su fallecimiento

En 1922 recibió Gaudí un encargo de parte del padre franciscano Angélico Aranda de una iglesia dedicada a Nuestra Señora de los Ángeles en Rancagua (Chile). Gaudí se excusó diciendo que ocupaba su tiempo en exclusiva a la Sagrada Familia, pero envió a Chile unos bocetos de la capilla de la Asunción que había proyectado para el ábside de la Sagrada Familia, que más o menos coincidían un poco con los solicitado por el padre Aranda. Este proyecto no se llevó a cabo, aunque en la actualidad existe la intención de retomarlo —por parte del arquitecto chileno Christian Matzner—, y construir por fin una obra diseñada por Gaudí en el Nuevo Continente. Para tal fin se adquirieron unos terrenos —llamados parque Cataluña— para la construcción de la iglesia y, en 2017, se inició su construcción, aunque las obras pararon por quiebra de la empresa.
Ese mismo año Gaudí recibió una consulta para la construcción de una estación monumental de trenes para Barcelona (la futura Estación de Francia). Gaudí sugirió una estructura de hierro en forma de gran toldo suspendido, solución original bastante adelantada a su época; quizá por ello, el proyecto arredró a los ingenieros encargados, que declinaron el ofrecimiento de Gaudí. Los últimos proyectos conocidos del arquitecto son el de una capilla para la Colonia Calvet en Torelló, de 1923, y el de un púlpito para Valencia (se desconoce el lugar exacto), de 1924. Desde entonces Gaudí trabajó ya exclusivamente para la Sagrada Familia, hasta el fatídico día del accidente que le causó la muerte.

### Principales obras de Gaudí
| Obra                                    | Cronología | Ubicación                                |
| --------------------------------------- | ---------- | ---------------------------------------- |
| Cooperativa Obrera Mataronense          | 1878-1882  | Mataró                                   |
| El Capricho                             | 1883-1885  | Comillas                                 |
| Casa Vicens                             | 1883-1888  | Barcelona                                |
| Templo Expiatorio de la Sagrada Familia | 1883-1926  | Barcelona                                |
| Pabellones de la Finca Güell            | 1884-1887  | Barcelona                                |
| Palacio Güell                           | 1886-1890  | Barcelona                                |
| Colegio Teresiano de Barcelona          | 1888-1889  | Barcelona                                |
| Palacio Episcopal de Astorga            | 1889-1915  | Astorga                                  |
| Casa Botines                            | 1891-1894  | León                                     |
| Bodegas Güell                           | 1895-1897  | Sitges                                   |
| Casa Calvet                             | 1898-1900  | Barcelona                                |
| Torre Bellesguard                       | 1900-1909  | Barcelona                                |
| Parque Güell                            | 1900-1914  | Barcelona                                |
| Portal Miralles                         | 1901       | Barcelona                                |
| Restauración de la Catedral de Mallorca | 1903-1914  | Palma de Mallorca                        |
| Casa Batlló                             | 1904-1906  | Barcelona                                |
| Jardines de Can Artigas                 | 1905-1906  | La Pobla de Lillet                       |
| Casa Milà                               | 1906-1910  | Barcelona                                |
| Cripta de la Colonia Güell              | 1908-1915  | Colonia Güell (Santa Coloma de Cervelló) |

## Colaboradores de Gaudí

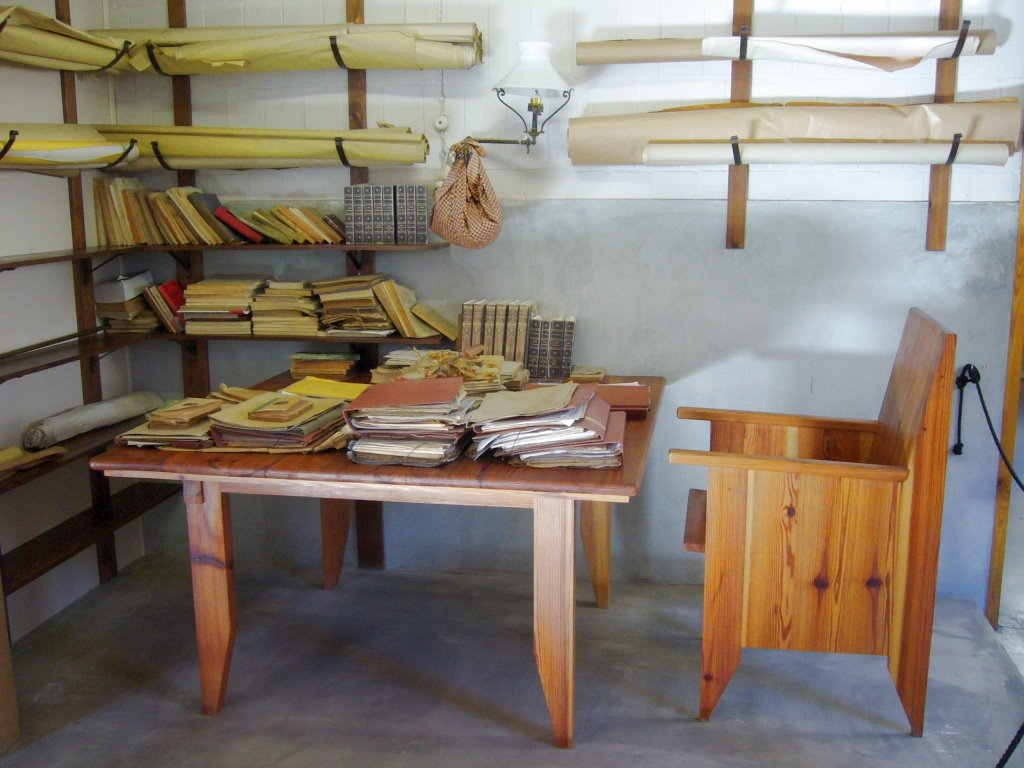
Reproducción del taller de Gaudí en la Sagrada Familia. Destruido en 1936, se hizo esta recreación a partir de fotografías.

La ingente tarea a la que hizo frente Gaudí —no en cantidad de obras, pero sí en la complejidad de las mismas, cuidadas hasta el último detalle— hizo que necesitase la colaboración de un gran número de ayudantes, tanto arquitectos como artesanos y profesionales de todos los sectores. Gaudí siempre marcaba las pautas de trabajo, pero dejaba margen de maniobra a las capacidades individuales de todos sus colaboradores. Prueba de su maestría tanto en el oficio como en las relaciones humanas es que supo aglutinar un gran número de profesionales, todos con distintas idiosincrasias y maneras de trabajar, y crear un equipo integrado y perfectamente estructurado.
Entre sus colaboradores destacan:
- Arquitectos: Francisco Berenguer, Josep Maria Jujol, Cristóbal Cascante, Josep Francesc Ràfols, Cèsar Martinell, Joan Bergós, Francesc Folguera, José Canaleta, Juan Rubió, Domingo Sugrañes, Jaume Bayó i Font, Francesc Quintana, Isidre Puig i Boada, Lluís Bonet i Garí.
- Escultores: Carles Mani, Joan Flotats, Llorenç Matamala, Joan Matamala, Josep Llimona, Antoni Riba, Vicenç Vilarrubias.
- Pintores: Ricard Opisso, Aleix Clapés, Iu Pascual, Xavier Nogués, Jaume Llongueras, Francesc Torrescassana, Joaquín Torres García.
- Constructores y maestros de obra: Agustí Massip, Josep Bayó i Font, Claudi Alsina i Bonafont, Josep Pardo i Casanova y su sobrino Julià Bardier i Pardo.
- Artesanos: Eudald Puntí (carpintería y forja), Joan Oñós (forja), Manuel Ballarín (forja), Lluís y Josep Badia i Miarnau (forja), Salvador Gabarró (forja), Joan Bertran (yesería), Joan Munné (ebanistería), Frederic Labòria (ebanistería), Antoni Rigalt i Blanch (vidriería), Josep Pelegrí (vidriería), Mario Maragliano (mosaico), Jaume Pujol i Bausis y su hijo Pau Pujol i Vilà (cerámica), Sebastià Ribó (cerámica), Francesc Vidal i Jevellí (decorador).

## Patrimonio de la Humanidad
Siete de las obras de Gaudí han sido declaradas por la Unesco como Patrimonio de la Humanidad: en 1984 el Parque Güell, el Palacio Güell y la Casa Milà; y en 2005 la fachada del Nacimiento, la cripta y el ábside de la Sagrada Familia, la Casa Vicens y la Casa Batlló en Barcelona, junto con la cripta de la Colonia Güell en Santa Coloma de Cervelló.
La declaración de Patrimonio Mundial de estas obras de Gaudí supone reconocer su valor universal excepcional. De acuerdo con sus Criterios de evaluación del Valor Universal Excepcional, las obras cumplen tres de estos criterios, siendo razonados por la UNESCO de la siguiente forma:
- «Criterio (i): La obra de Antoni Gaudí representa una contribución creativa excepcional y notable en el desarrollo de la arquitectura y de la construcción del final del siglo XIX y de principios del XX».

- «Criterio (ii): El trabajo de Gaudí representa un importante intercambio de valores, estrechamente asociado a las corrientes culturales y artísticas de su tiempo representadas por el Modernismo catalán. Ha anticipado e influido sobre un buen número de formas y de técnicas que han jugado su papel en el desarrollo de la construcción moderna del siglo XX».

- «Criterio (iv): La obra de Gaudí incluye varios ejemplos notables de la tipología de construcción en la arquitectura del principio del siglo XX, tanto residencial como pública, en el desarrollo de la cual ha realizado una significativa y creativa contribución».

## Gaudí en la cultura popular

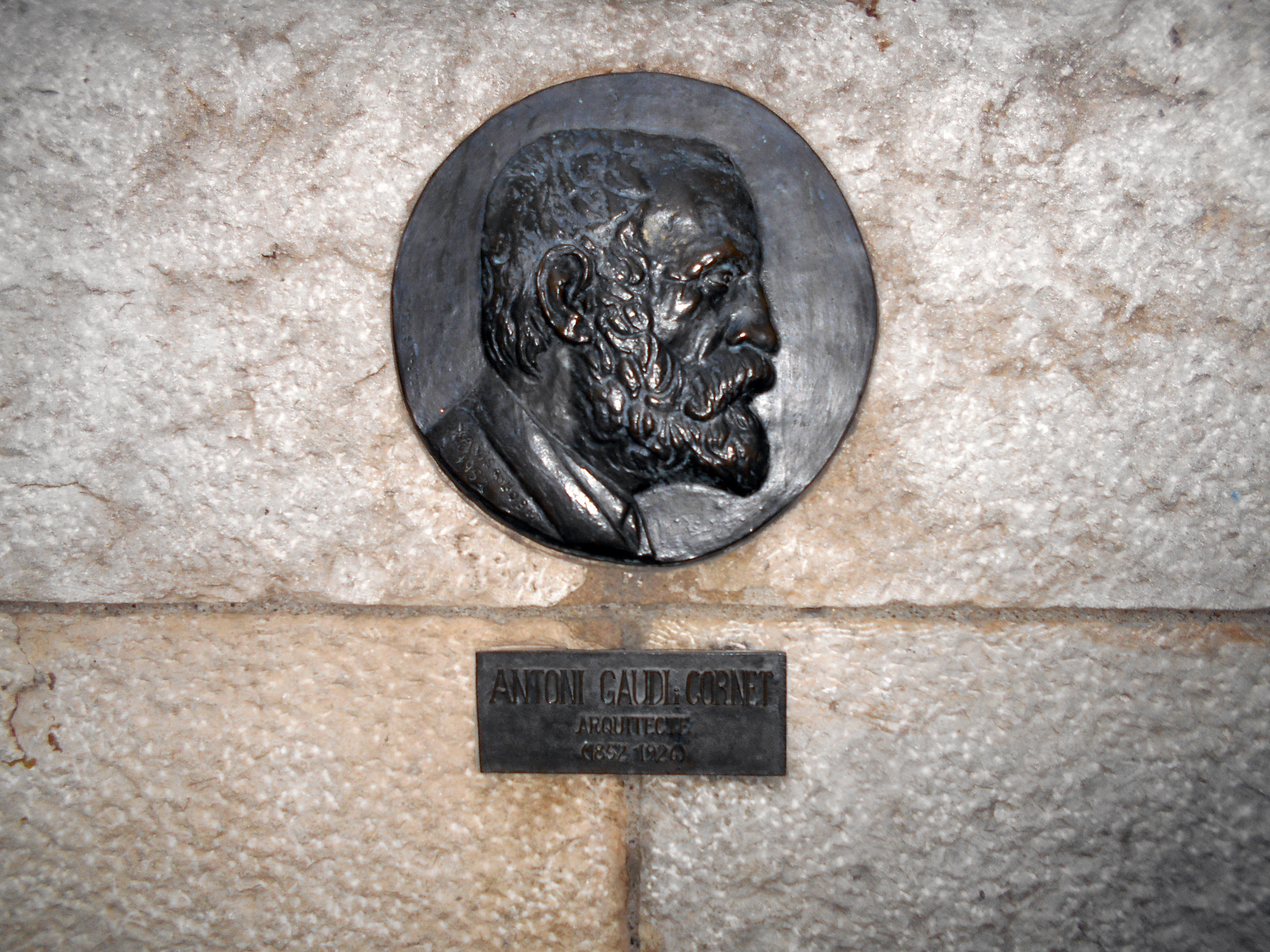
Medallón Antoni Gaudí, de Xavier Llobet (1952), avenida de Gaudí, Barcelona

La figura de Gaudí ha sido recreada en obras literarias y cinematográficas.
- Gaudí (1960), dirigida por José María Argemí contó con Carlos Mendy en el papel de Gaudí.[178]
- José Luis López Vázquez protagonizó la película Antonio Gaudí, una visión inacabada (1974), dirigida por John Alaimo.[179]
- En 1987, el grupo musical británico The Alan Parsons Project lanzó su décimo y último álbum de estudio, llamado Gaudi, en homenaje al arquitecto catalán.[180]
- En 1989 se estrenó Gaudí, biografía del arquitecto dirigida por Manuel Huerga. Carles Sabater y Jesús Orús lo representaron de niño, Santi Claramunt de joven y Luis Padrós de anciano.[181]
- En 2002 se estrenó el musical Gaudí, el musical de Barcelona, en Barcelona Teatre Musical, con música de Albert Guinovart y figurines de María Araujo, en motivo del 150 aniversario del nacimiento del arquitecto.[182] Los figurines se conservan en el Fondo María Araujo del Centro de Documentación y Museo de las Artes Escénicas.[183]
- En 2004 se estrenó la ópera Gaudí compuesta entre 1989 y 1992 por Joan Guinjoan.[184]
- El escritor Daniel Sánchez Pardos recrea su juventud (fantaseándola) en la novela G.[185]